# Weser

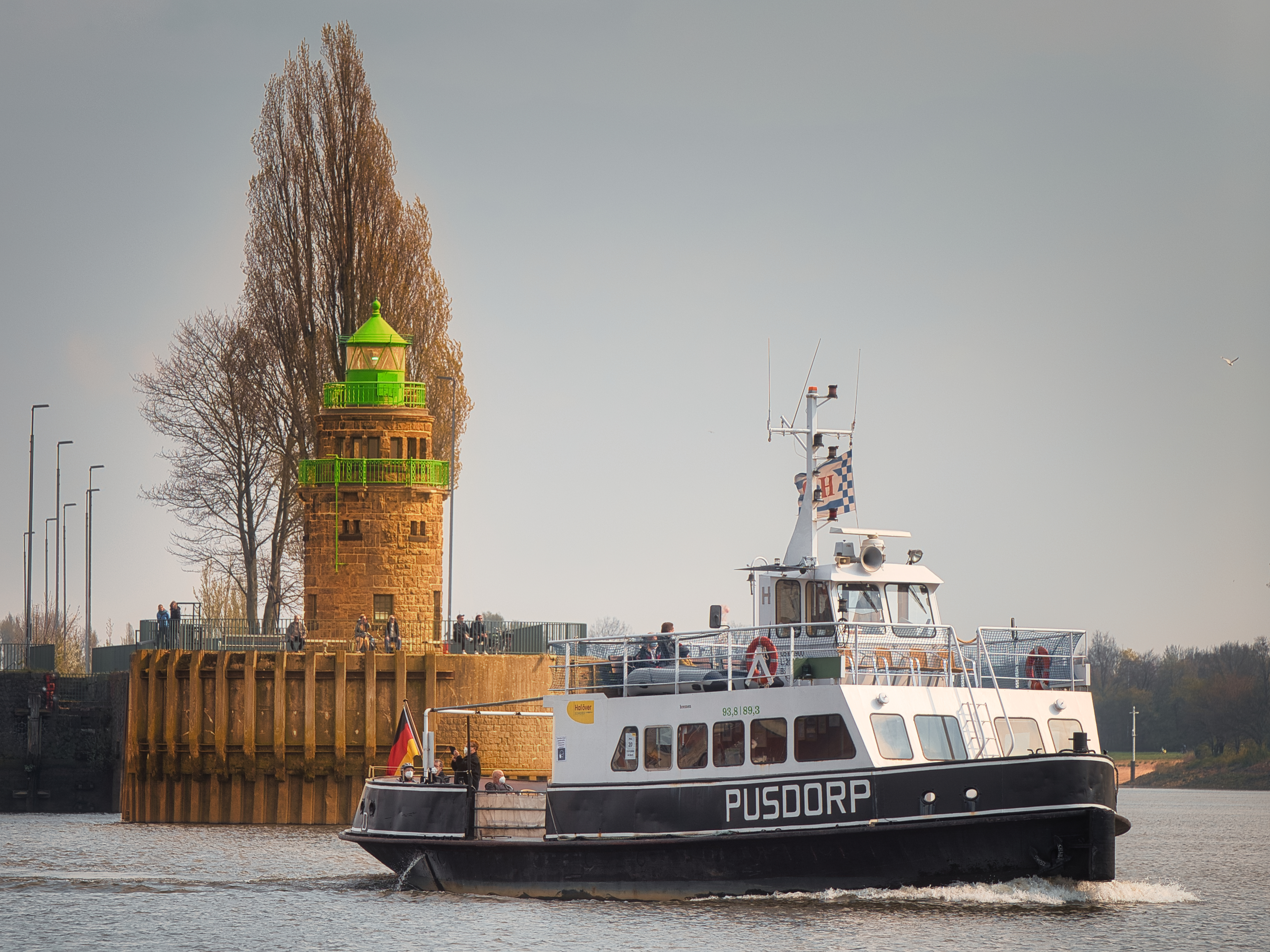
Die Weser bei Bremen: Molenturm/Molenfeuer Überseehafen Süd – auch „Mäuseturm“ genannt – im Mai 2021

Die Weser (niederdeutsch Werser oder Wersern; lateinisch Bisurgis, Visurgis; althochdeutsch Wisera, Wisura; weserfriesisch Wißuhr) ist ein Strom, der in nördlicher Richtung die Mittelgebirgsschwelle und das norddeutsche Tiefland durchfließt. Seinen Namen trägt er ab Hann. Münden, wo sich seine beiden großen Quellflüsse, Werra und Fulda, vereinigen.
Die gemeinsame Herkunft der Flussnamen Weser und Werra weist darauf hin, dass die heutige Werra einst als Oberlauf der Weser galt, die größere, aber kürzere Fulda dagegen nur als Nebenfluss. Die Trennung der Namen Weser und Werra entstand erst im Frühneuhochdeutschen. Auch in der hydrografischen Erfassung ist die Werra als der Oberlauf klassifiziert und die Fulda als großer Nebenfluss. Die Fulda ist zwar am Zusammenfluss wasserreicher als die Werra, aber ihrerseits oberhalb der nur 45 Flusskilometer entfernten Mündung ihres Nebenflusses Eder nicht so wasserreich und lang wie diese (und mithin nicht einmal halb so stark wie in Hann. Münden).
Die Weser ist der einzige Strom Deutschlands mit ausschließlich inländischem Einzugsgebiet. Sie berührt die Bundesländer Hessen, Nordrhein-Westfalen, Niedersachsen und Bremen. Anteil an ihrem etwa 46.000 km² umfassenden Einzugsgebiet (rund 13 % der Fläche Deutschlands) haben außerdem Thüringen, Sachsen-Anhalt und in geringem Maße Bayern. Die Weser ist in ganzer Länge eine Bundeswasserstraße.
An der Mündung in die Nordsee gibt es zwei unterschiedliche Grenzlinien: Die (flussabwärts laufende) nautische Kilometrierung der Unterweser endet am Alten Leuchtturm in Bremerhaven. Die flussaufwärts laufende hydrografische Stationierung hingegen bezieht Teile der Außenweser mit ein und hat ihren Nullpunkt an der Luftlinie zwischen Langwarden in Butjadingen und der Wurster Nordseeküste. Der Alte Leuchtturm steht danach beim Kilometer 18,2.

## Namensherkunft
Die latinisierte Form Visurgis bei Tacitus lässt germanisch *Visuri mit dem Genitiv *Visurjos erschließen. Dieser Name stammt wie der der französischen Vézère (Nebenfluss der Dordogne) und der Vesdre in Belgien (Nebenfluss der Ourthe, 915 auch als Wesere belegt, und in Ostbelgien Weser genannt) letztlich aus der indogermanischen Wurzel *u̯eis- „fließen, zerfließen“, die in fast allen indogermanischen Sprachgruppen – insbesondere im Keltischen, Germanischen, Romanischen und Baltischen – belegt ist. Weitere Flussnamen derselben Herkunft wie Weser/Werra sind La Vis in Frankreich, Wear (von *Visuria) in Nordengland, Vesouze (Nebenfluss der Meurthe), Wiesaz in Württemberg, Vesonze im Wallis, Visance in Frankreich, Dep. Orne, Bisenzio in Etrurien, Besançon in Frankreich, Viešintà in Litauen, Visa in Norwegen und Schweden, sowie die Vistula, heute Wisła „Weichsel“.
Ab dem 8. Jahrhundert sind sowohl für die Weser als auch für die Werra althochdeutsche Namensformen wie Wesera, Wisura, Wisera, Wisora, Wisara überliefert, auch mit angehängtem -aha – „fließendes Wasser“ – Wiseraha oder Wisuraha. Noch bei Adam von Bremen hieß es 1075 ausdrücklich: „Die hervorragendsten Flüsse Sachsens sind die Elbe, die Saale und die Wisara, die man jetzt auch Wissula oder Wirraha nennt.“ Es ist also anzunehmen, dass es sich bei Weser und Werra in alter Zeit um ein und denselben Namen gehandelt hat, wobei es im Laufe der Zeit durch regionale sprachliche Ausdifferenzierung zu einer begrifflichen Trennung des Oberlaufes vom übrigen Fluss gekommen ist, indem /sr/ zu /rr/ angeglichen wurde. Unterstützt wird die Annahme dadurch, dass die Grenze zwischen dem nieder- und hochdeutschen Sprachraum (die Benrather Linie) ziemlich genau bei Hann. Münden (genauer gesagt durch dessen Ortsteil Hedemünden) verlief, wobei aus der hochdeutschen Form Wirra sich Werra entwickelt hat. Die niederdeutsche Form de Wersern oder de Werser enthält noch heute beide Mittelkonsonanten. Erst neuhochdeutsch wurden die Namen Werra und Weser deutlich getrennt und als Bezeichnung für Ober- bzw. Unterlauf desselben Flusses verwendet.

## Verlauf

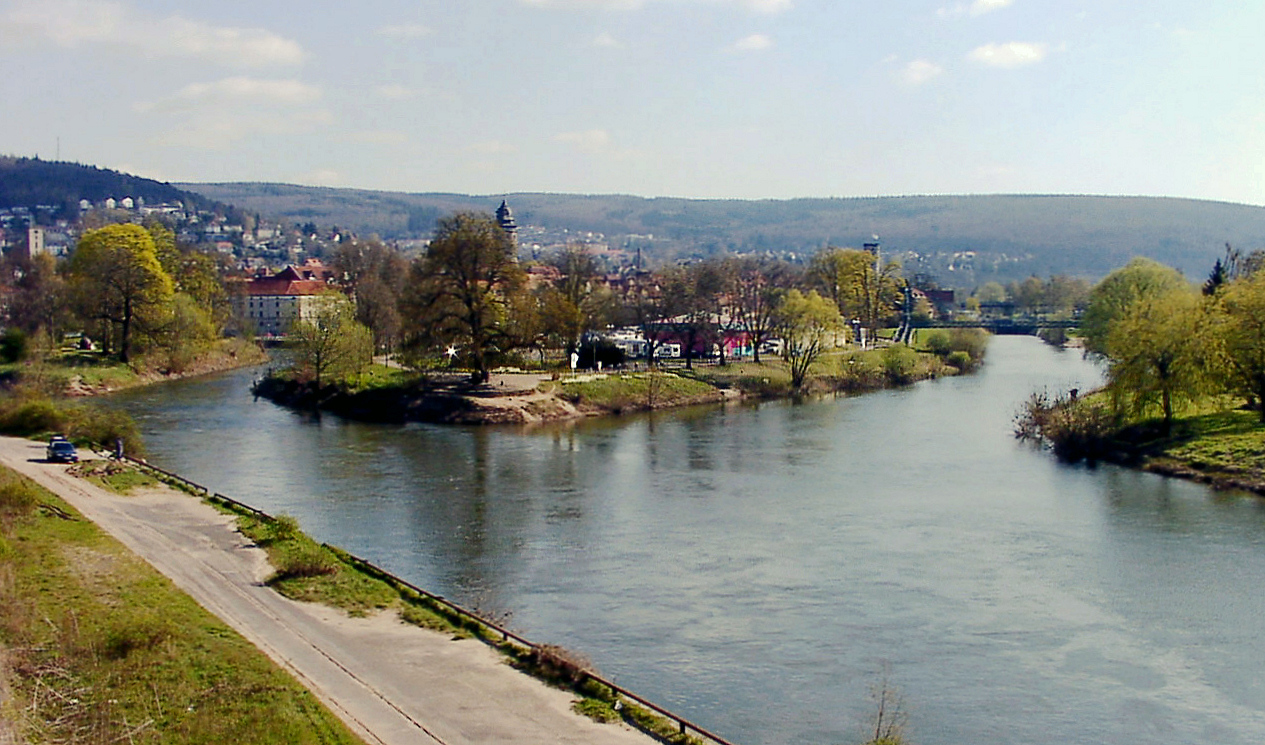
Zusammenfluss von Werra und Fulda in Hann. Münden; im Hintergrund der Kaufunger Wald

### Quellflüsse

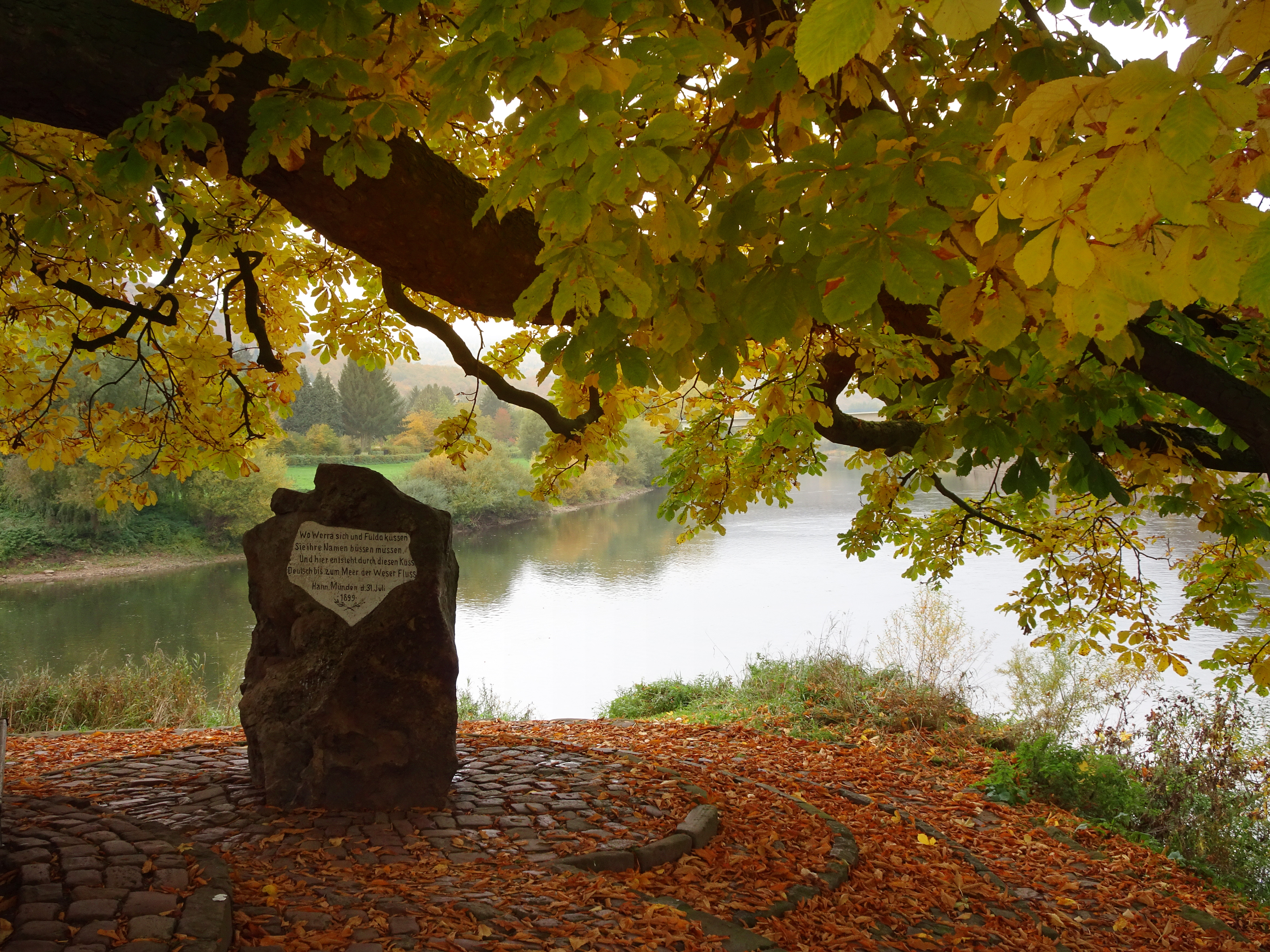
Weserstein

Die aus dem Thüringer Wald heranfließende Werra und die aus der Rhön kommende Fulda vereinigen sich zwischen südöstlichem Kaufunger Wald, westlichem Reinhardswald und nördlichem Bramwald in Hann. Münden auf 116,5 m ü. NHN zur Weser. Auf der am Zusammenfluss liegenden Flussinsel Tanzwerder steht seit 1899 der Weserstein mit der Inschrift:

„Wo Werra sich und Fulda küssen
Sie ihre Namen büssen müssen,
Und hier entsteht durch diesen Kuss
Deutsch bis zum Meer der Weser Fluss.
Hann. Münden, d. 31. Juli 1899“

Die Werra hat eine mittlere Wasserführung von 51,0 m³/s und eine Länge von rund 300 km. Die Fulda ist mit einer mittleren Wasserführung von 66,9 m³/s wasserreicher und wäre daher hydrologisch als Oberlauf der Weser anzusehen. Sie ist mit 221 km kürzer als die Werra, die ein langes, schmales Einzugsgebiet entwässert. Die Fulda wiederum wäre hydrologisch ein Nebenfluss der Eder, die beim Zusammenfluss mehr Wasser mitbringt als die Fulda oberhalb.
Historisch jedoch waren Werra und Weser namensgleich und die Fulda wurde als Nebenfluss angesehen.

### Oberweser

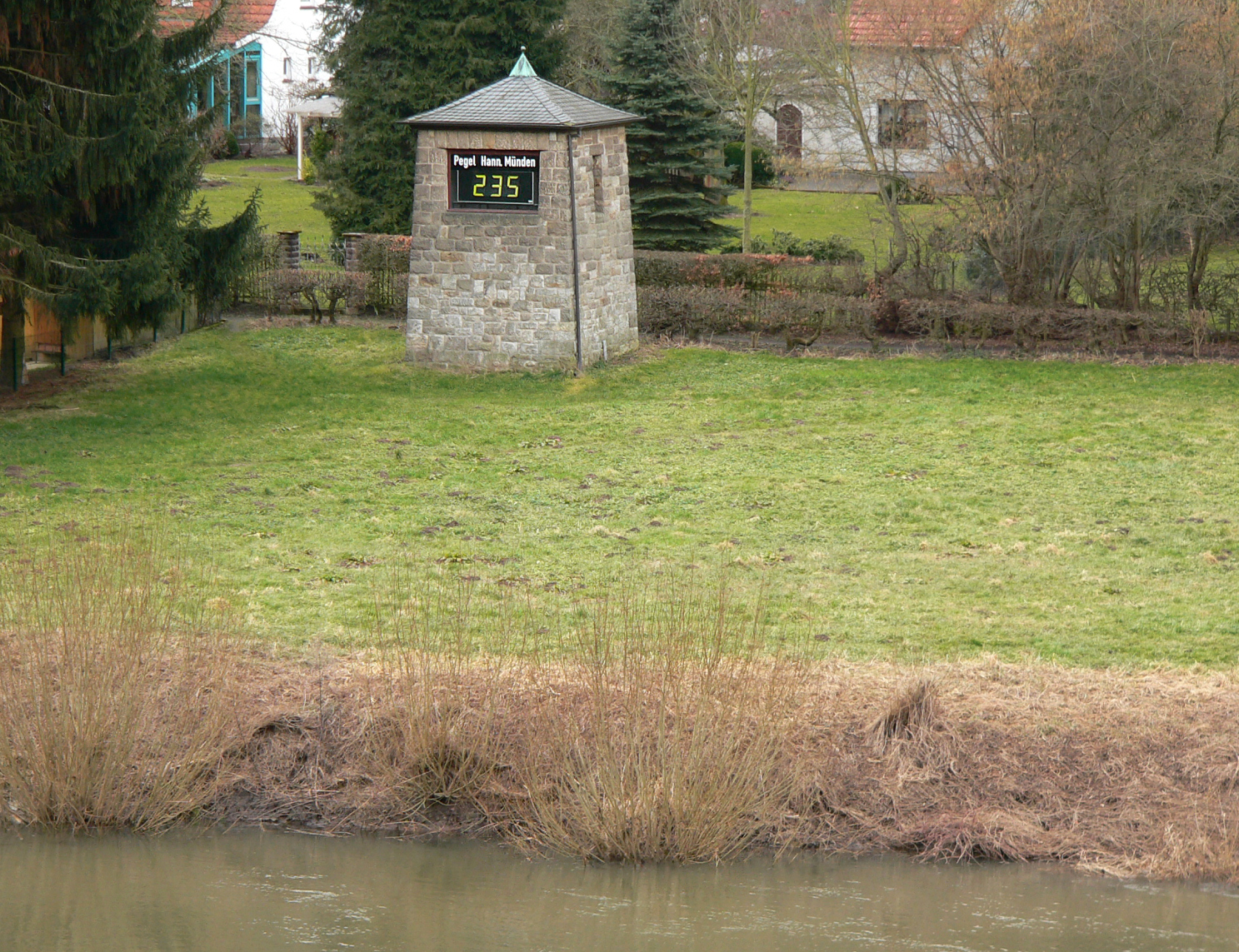
Pegel der Weser in Hann. Münden (der mittlere Pegelstand liegt bei 174 cm)

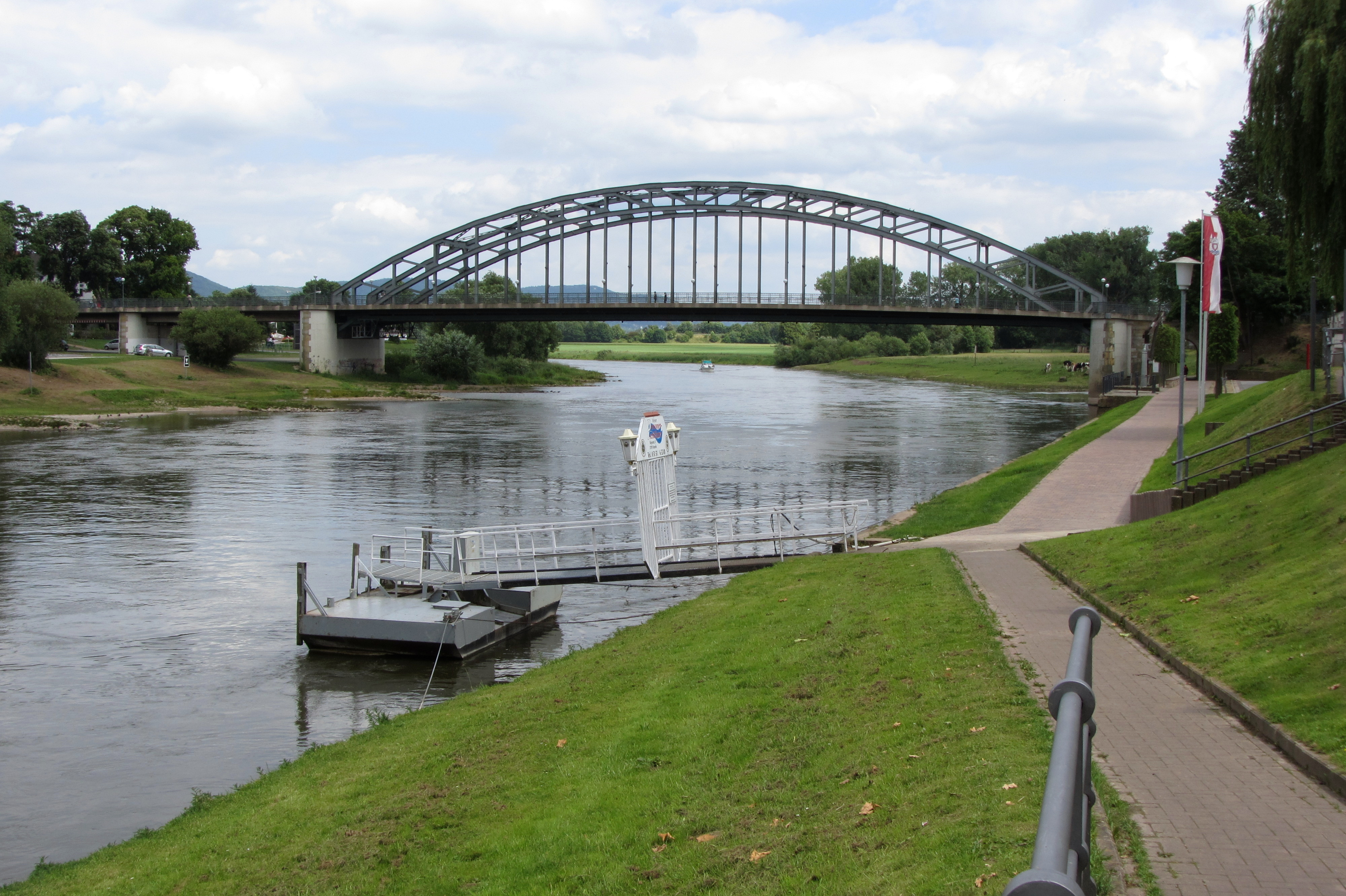
Hindenburgbrücke in Rinteln

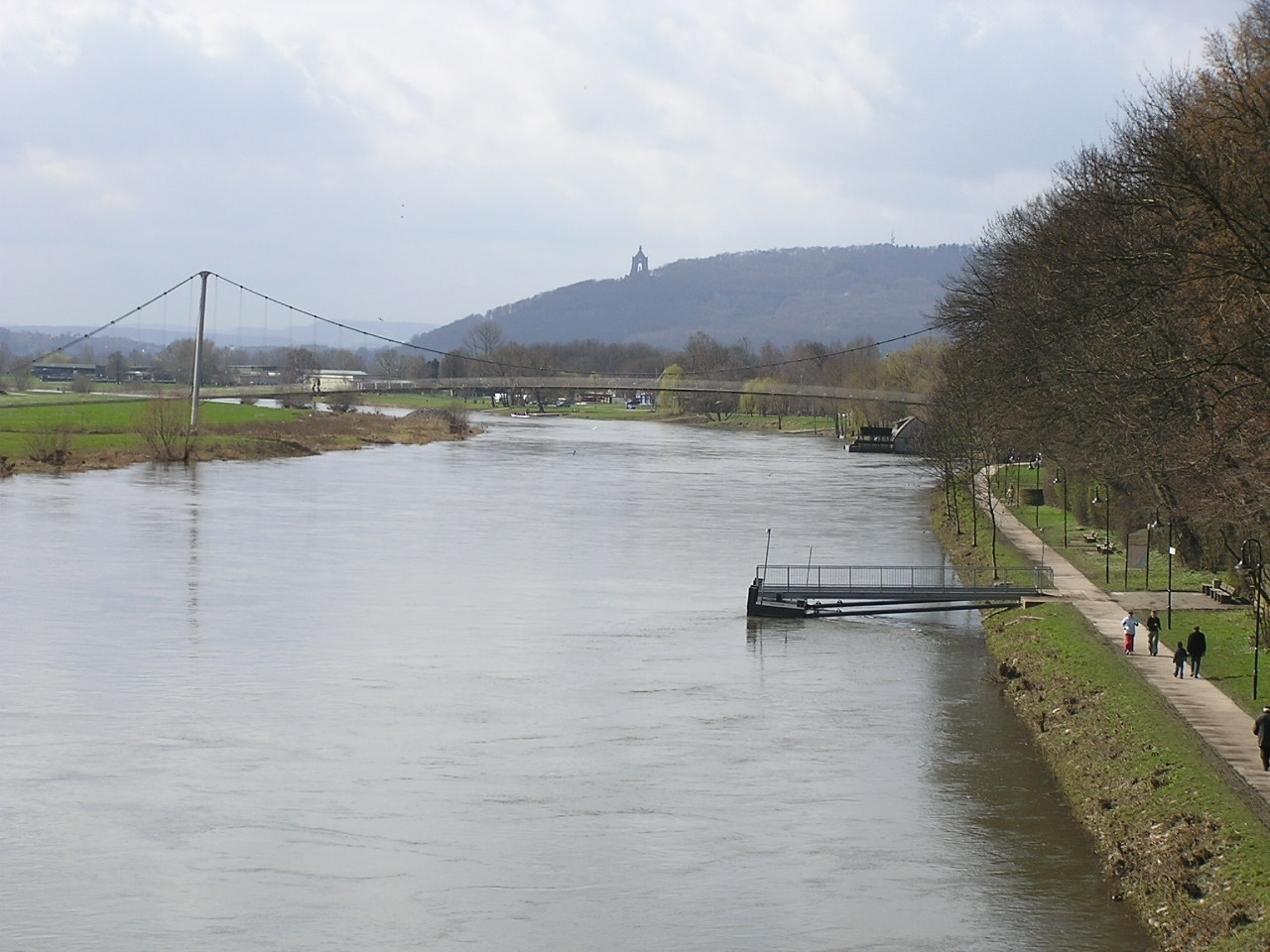
Porta Westfalica mit Kaiser-Wilhelm-Denkmal (klein am Berg), von Minden gesehen

In Hann. Münden ist der Nullpunkt der Binnenwasserstraßenkilometrierung der Weser. Sein Wasserspiegel liegt auf 116,5 m Höhe. Als Oberweser fließt sie im Oberen Wesertal bis zur Porta Westfalica durch das Weserbergland. Die Hänge des Oberen Wesertals sind überwiegend bewaldet. Vielerorts wurde und wird Buntsandstein gebrochen, aus dem auch zahlreiche historische Bauten errichtet wurden. Viele Ortschaften sind von Fachwerk geprägt mit schrittweisem Übergang von hessischer zu niedersächsisch-westfälischer Bauweise. Von Hann. Münden bis Bad Karlshafen ist die Weser auf lange Strecke Grenze zwischen Niedersachsen und Hessen, von dort bis hinter Holzminden teilweise Grenze zwischen Niedersachsen und Nordrhein-Westfalen. Anschließend fließt sie durch niedersächsisches Gebiet, hinter Rinteln dann durch Nordrhein-Westfalen.
Bei Hann. Münden beginnt das Oberweser-Durchbruchstal, zunächst zwischen Reinhardswald und Bramwald nordwärts führend, knickt es am Kahlberg vor dem Solling scharf nach Westen ab. Zwischen Reinhardswald und Solling hat sich die Weser bis zu 300 m tief eingegraben. Sie passiert Bad Karlshafen und die Hannoverschen Klippen und knickt am Südwestrand des Solling nach Norden ab. Das Tal hat hier Aufweitungen, zum Beispiel bei Höxter, Holzminden und zwischen Hameln und Rinteln, dazwischen aber immer wieder enge Abschnitte mit steilen Hängen, beispielsweise die „Rühler Schweiz“. Zwischen Holzminden und Bodenwerder passiert die Weser die Höhen- und Gebirgszüge Burgberg und Vogler, die wie der Solling zum Naturpark Solling-Vogler gehören. Nördlich von Bodenwerder durchquert die Weser den Naturpark Weserbergland Schaumburg-Hameln. In Hameln befindet sich die einzige Staustufe der Oberweser. Sie ist gleichzeitig die älteste Staustufe des gesamten Flusses, hervorgegangen aus einem mittelalterlichen Mühlenstau. Unterhalb von Hameln wendet sich der Flusslauf zunehmend westwärts, bei Vlotho dann wieder nach Norden. Nach Aufnahme der Werre fließt die Weser durch den etwa 200 m tiefen Weserdurchbruch Porta Westfalica zwischen Wesergebirge und Wiehengebirge (Weser-km 199; Wasserspiegel etwa 40 m Höhe) in das Norddeutsche Tiefland ein. Dabei durchschneidet sie einen kleinen östlichen Teil des Naturparks Nördlicher Teutoburger Wald-Wiehengebirge, der vom weit entfernten Teutoburger Wald kommend über das Wiehengebirge bis kurz vor Bückeburg in das Wesergebirge reicht.

### Mittelweser

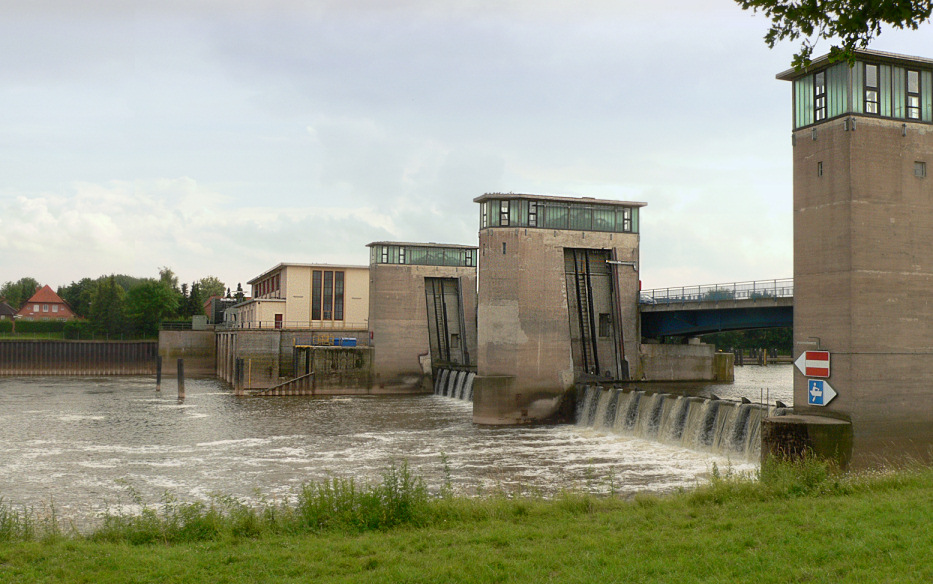
Weserwehr von Drakenburg

Am Nordrand der Stadt Minden wird die Weser vom Mittellandkanal überquert. Ab diesem Wasserstraßenkreuz wird sie nach der Definition des Wasserstraßen- und Schifffahrtsamtes als Mittelweser von Minden bis nach Bremen bezeichnet. Aus geographischer Sicht wird manchmal auch die Porta Westfalica als Grenze zwischen Ober- und Mittelweser genannt. Bis Schlüsselburg fließt sie von Minden kommend weiter durch Nordrhein-Westfalen, dann überschreitet sie bei Stolzenau die Landesgrenze zu Niedersachsen und fließt in diesem Bundesland bis nach Bremen. Hier im Norddeutschen Tiefland spricht man auch von der Weserniederung. Diese wird bis Hoya auch als Mittleres Wesertal bezeichnet. Von einigen sehr kleinen Hängen abgesehen handelt es sich dabei jedoch nicht um ein wirkliches Tal. Die Mittelweser wird durch sieben Staustufen reguliert, und durch Schleusenkanäle teilweise abgekürzt. Damit ist eine verlässliche Schifffahrt auf der Weser möglich und der schiffbare Hinterlandverkehr der Seehäfen Bremen und Bremerhaven gewährleistet. Die größten Städte in der überwiegend ländlich geprägten Mittelweserregion zwischen Minden und Bremen sind Petershagen, Nienburg, Verden und Achim.
In den Jahren 1919 bis 1922 stellte der Bremer Wasserbau-Ingenieur Ludwig Plate der Öffentlichkeit Pläne eines Kanals vor, der von Bramsche nach Stade hätte führen sollen. Dieser Hansakanal genannte Kanal hätte die Weser bei Achim überquert. In den 1950er Jahren wurden entsprechende Pläne endgültig aufgegeben.
Hydrografisch endet die Mittelweser am Weserwehr in Bremen-Hastedt bei Weser-km 362,3 und einem Wasserspiegel von 4,5 m Höhe oberhalb des Wehres.

### Weserästuar
Das Weserästuar als Übergangsgewässer umfasst den Gezeitenbereich des Flusses und seinen Weg von der Küstenlinie bis zum Ende begleitender Wattflächen.

#### Unterweser

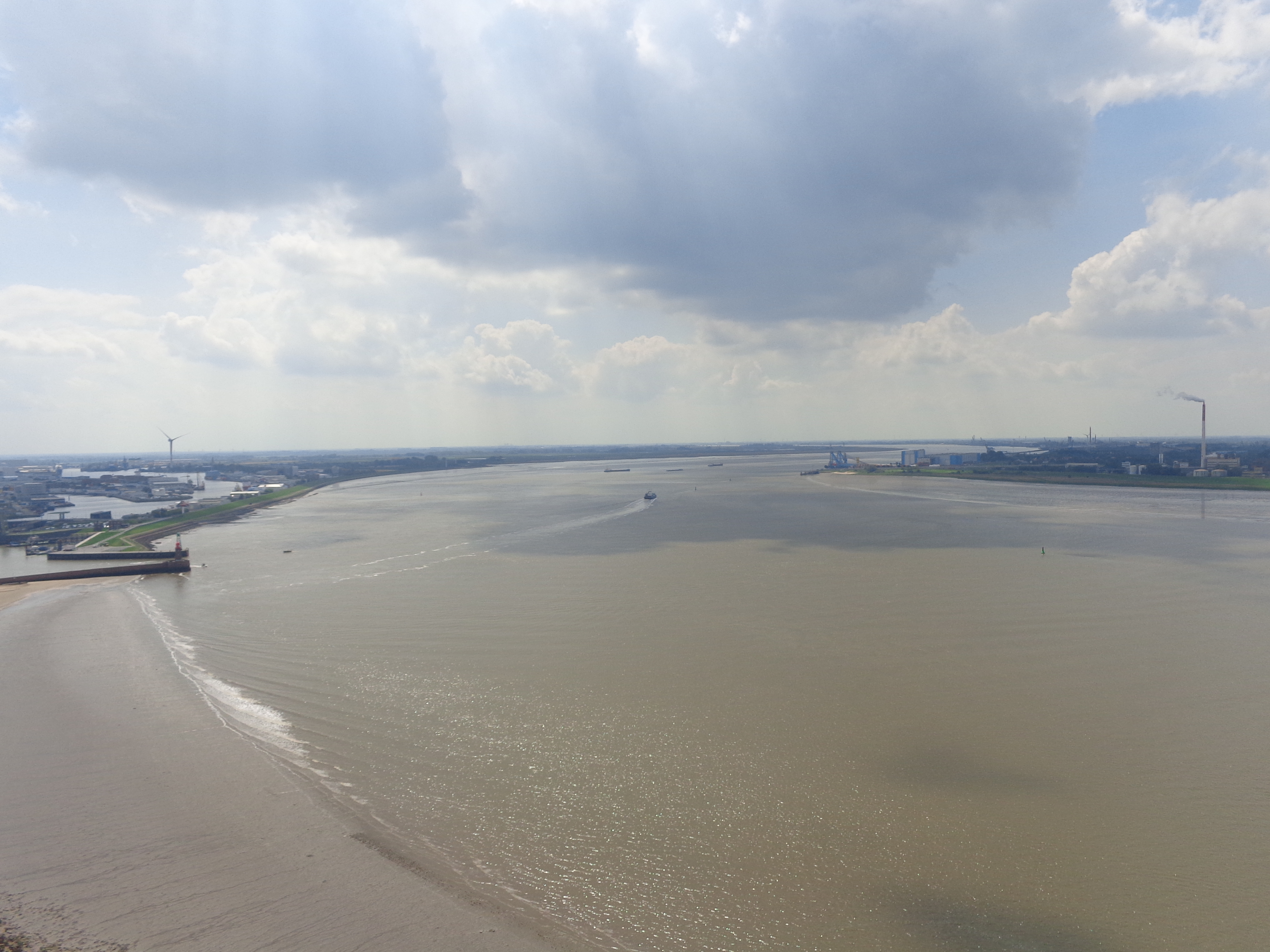
Weserbogen und Blexen-Reede

Der Flussabschnitt vom Bremer Weserwehr in Hastedt bis zur Mündung in die Nordsee unterliegt den Gezeiten und wird Unterweser genannt. Die Kilometrierung der Mittelweser reicht jedoch in den Tidenbereich der Unterweser bis 50 m unterhalb der Wilhelm-Kaisen-Brücke. Hier bei Weser-km 366,72, wo seit dem 13. Jahrhundert eine Weserbrücke das obere Ende der Seeschifffahrt markierte, ist der Nullpunkt der Unterweser-Kilometrierung. Unterhalb der Bremer Eisenbahnbrücke bei Unterweser-km 1,375 beginnt der Geltungsbereich der Seeschifffahrtsstraßen-Ordnung; dabei bleibt der Gewässerabschnitt Binnenwasserstraße. Der Tidenhub in Bremen ist durch die Weserkorrektion und nachfolgende Maßnahmen seit dem 19. Jahrhundert von etwa 1 m auf heute mehr als 4 m gestiegen und damit deutlich höher als an der Nordsee. Die Unterweser endet kurz hinter der Geestemündung, bei Unterweser-km 65, und wird zur inneren Außenweser.

#### Außenweser

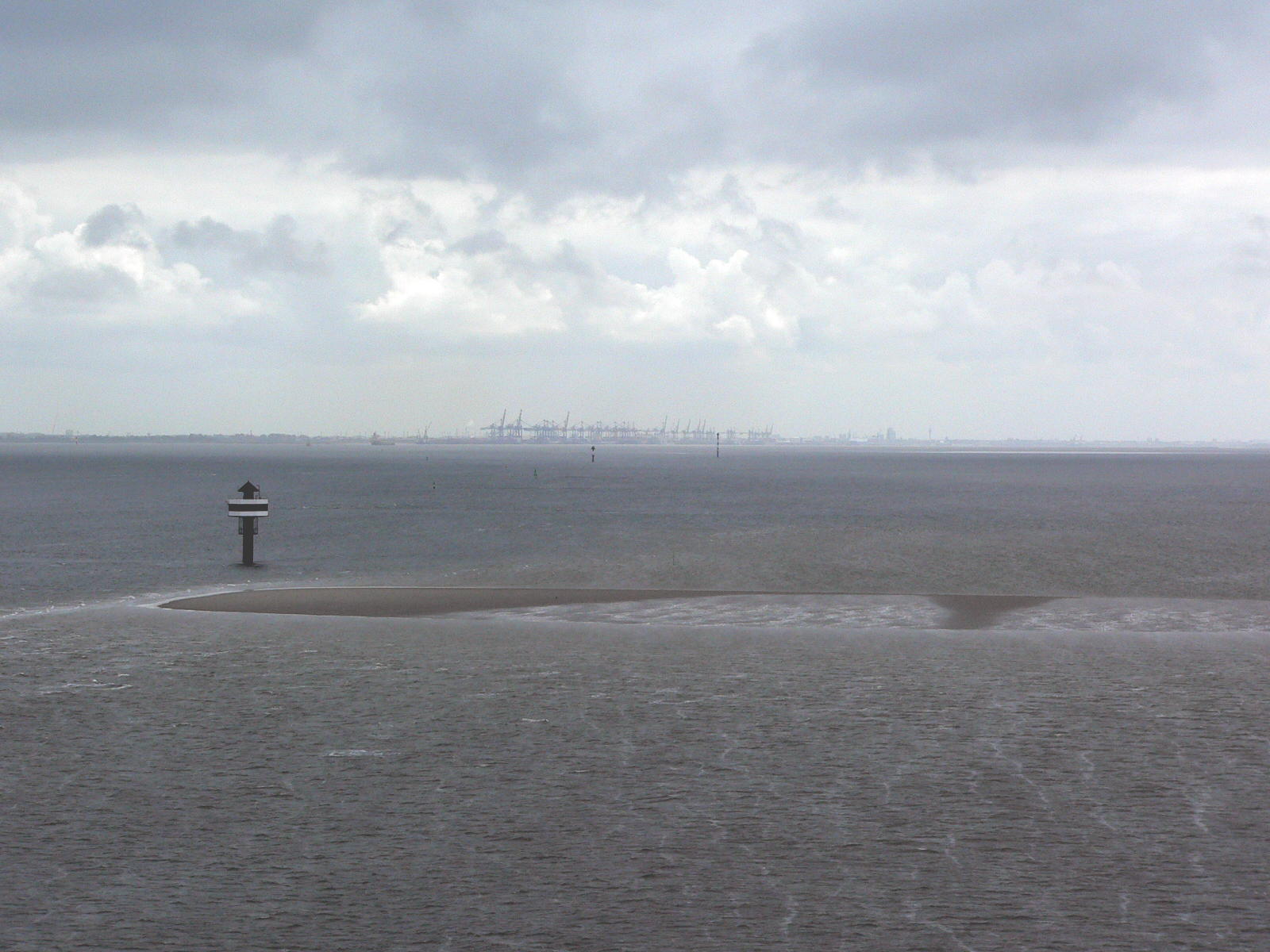
Wesermündung

Die innere Außenweser durchschneidet den Nationalpark Niedersächsisches Wattenmeer. Zwei hintereinander in der Außenweser gelegene Wattflächen, Robbenplate und Tegeler Plate, teilen sie in zwei Arme: Wurster Arm/Tegeler Rinne im Nordosten und Fedderwarder Fahrwasser/Hohewegrinne im Südwesten. Heutzutage wird nur noch dieser westliche Arm als Fahrwasser genutzt, dessen Breite von einem auf fünf Kilometer zunimmt. An der Mündung der Weser in die Nordsee, 452 Flusskilometer von Hann. Münden entfernt, bei Unterweser-km 85,248 ist die seewärtige Begrenzung als Binnenwasserstraße zur Nordsee (laut WaStrG). Hier liegt auf dem Ostufer die niedersächsische Gemeinde Misselwarden. Der Verlauf der Fahrrinne jenseits dieses Punktes wird als äußerer Bereich der Außenweser bezeichnet und gehört zur Seewasserstraße Nordsee. Die Zuständigkeit des Wasserstraßen- und Schifffahrtsamtes Weser-Jade-Nordsee endet in der Außenweser bei Weser-km 126, ca. 8 km nördlich der Insel Wangerooge.
Hydrografisch werden die an der Wurster Küste zwischen Bremerhaven und Arensch mündenden Bäche noch dem Einzugsgebiet der Weser zugerechnet.
Im Bereich der Außenweser stehen neben der zuerst 1664 erwähnten Schlüsseltonne mehrere Leuchttürme im Wattenmeer, darunter der Leuchtturm Hohe Weg und der Leuchtturm Robbenplate. An ihrem nordwestlichen Ende steht der Leuchtturm Tegeler Plate, weiter nordwestwärts in der Nordsee stehen die Leuchttürme Roter Sand (außer Betrieb) und Alte Weser.
Das erste Feuerschiff wurde 1818 in der Außenweser ausgelegt (Der Pilot auf Position 53° 51′ 33″ N, 7° 53′ 13″ O). Es diente zugleich als Lotsenschiff und wurde 1830 durch einen Neubau gleichen Namens ersetzt. Später folgten Feuerschiffe mit dem Namen Bremen (erste Position 53° 48′ 30″ N, 8° 8′ 24″ O, aufgehoben 22. Juni 1966) und seit 1840 mit dem Namen Weser auf einer Position nahe der Bremer Bake (aufgehoben 1981).
Siehe auch Liste der Leuchtfeuer an der Außen- und Unterweser

## Einzugsgebiet
Für das Einzugsgebiet der Weser wird unter der Gewässerkennzahl 4 eine Fläche von 46 259 km² angegeben. Darin sind aber auch 468,3 km² enthalten, die jenseits des Pegels Bremerhaven von Osten in die Außenweser münden, also ins Meer. Ohne diese Flächen misst das Einzugsgebiet der Weser samt Quellflüssen Werra und Fulda 45 792,4 km².
Quadratkilometergenaue Angaben zum Einzugsgebiet der Weser sind im Übrigen methodisch fragwürdig; zum einen gehört die obere Hase bis zu ihrer Bifurkation in die zur Ems fließende (untere) Hase und die zur Werre und Weser fließende Else zu den Einzugsgebieten beider Ströme, zum anderen gibt es am Rand des Einzugsgebietes Tieflandgebiete ohne scharfe Wasserscheide, deren Drainagenetze zeitweise zu benachbarten Gebieten entwässern wie zum Jadebusen (Stadland und Butjadingen) oder zur Elbe (Teufelsmoor).
Die Werra, der längere Quellfluss, entspringt in Thüringen auf der Südseite des Thüringer Waldes. Sie erhält auch Wasser von Teilen der Nordseite des Gebirges und angrenzenden Bereichen des Thüringer Beckens. Die Fulda, der rund 30 % wasserreichere Quellfluss, hat ihre Quelle in der hessischen Rhön. Ihr größter Nebenfluss, die im Rothaargebirge (NRW) entspringende Eder, übertrifft wiederum die Fulda an Wasserführung. Folglich wurde an der Eder mit dem Edersee die größte Talsperre zur Hochwasserregulierung im Einzugsgebiet der Weser gebaut. Der größte Nebenfluss der Weser ist die Aller, die in der Magdeburger Börde in Sachsen-Anhalt entspringt und zusammen mit ihrem längsten Zufluss Leine das gesamte Wasser aus dem westlichen Harz empfängt.

### Flusssystem

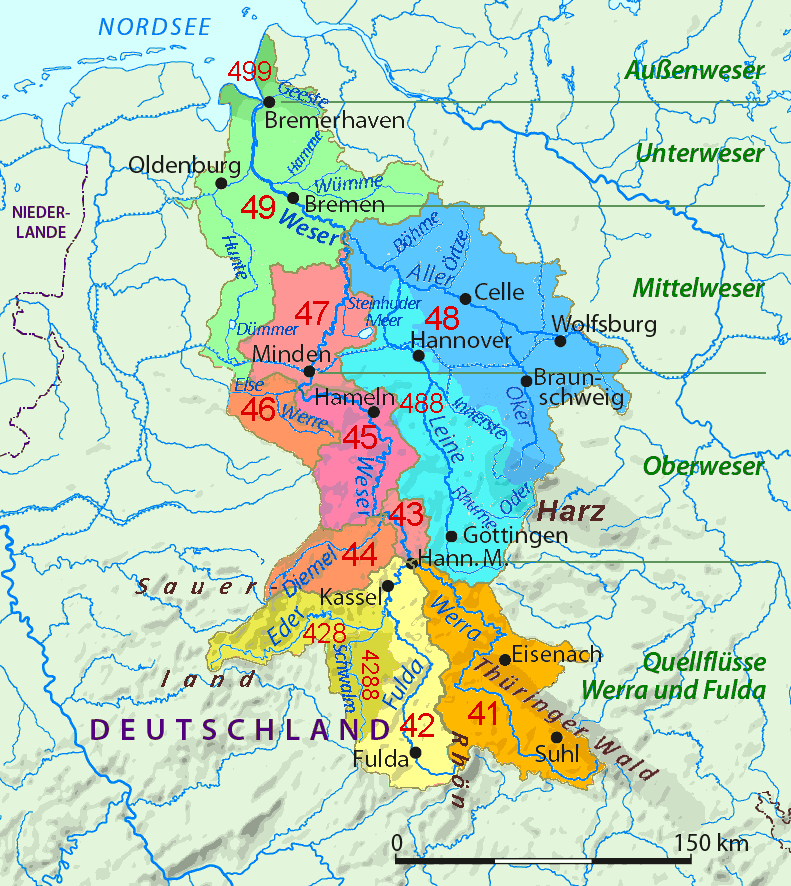
Gliederung des Einzugsgebietes, Gewässerkennzahlen in Rot

Teilt man das Einzugsgebiet der Weser in fünf Teilgebiete, von denen eines das der Aller ist und die übrigen vier dasjenige unterhalb der Allermündung, diejenigen der Quellflüsse Werra und Fulda, sowie das der Weser zwischen deren Vereinigung und der Allermündung, so ist das Gebiet der Aller mit Abstand am größten, größer als das der Weser oberhalb mit dem einen oder anderen der beiden Quellflüsse und größer als die der beiden Quellflüsse zusammen. Und das im Allergebiet enthaltene Einzugsgebiet der Leine ist immer noch größer als das der Werra und fast so groß wie das der Fulda.
Vom Einzugsgebiet der Weser bis einschließlich der Allermündung hat die Aller samt Leine 41,45 %, die Weser samt Werra und Fulda knapp 58,55 %.
Obwohl der von der Aller und ihren Zuflüssen entwässerte Westharz für seine reichen Niederschläge bekannt ist, steuert die Aller zu den Abflussmengen am Zusammenfluss nur 36,7 % bei, 120 m³/s von 327 m³/s.

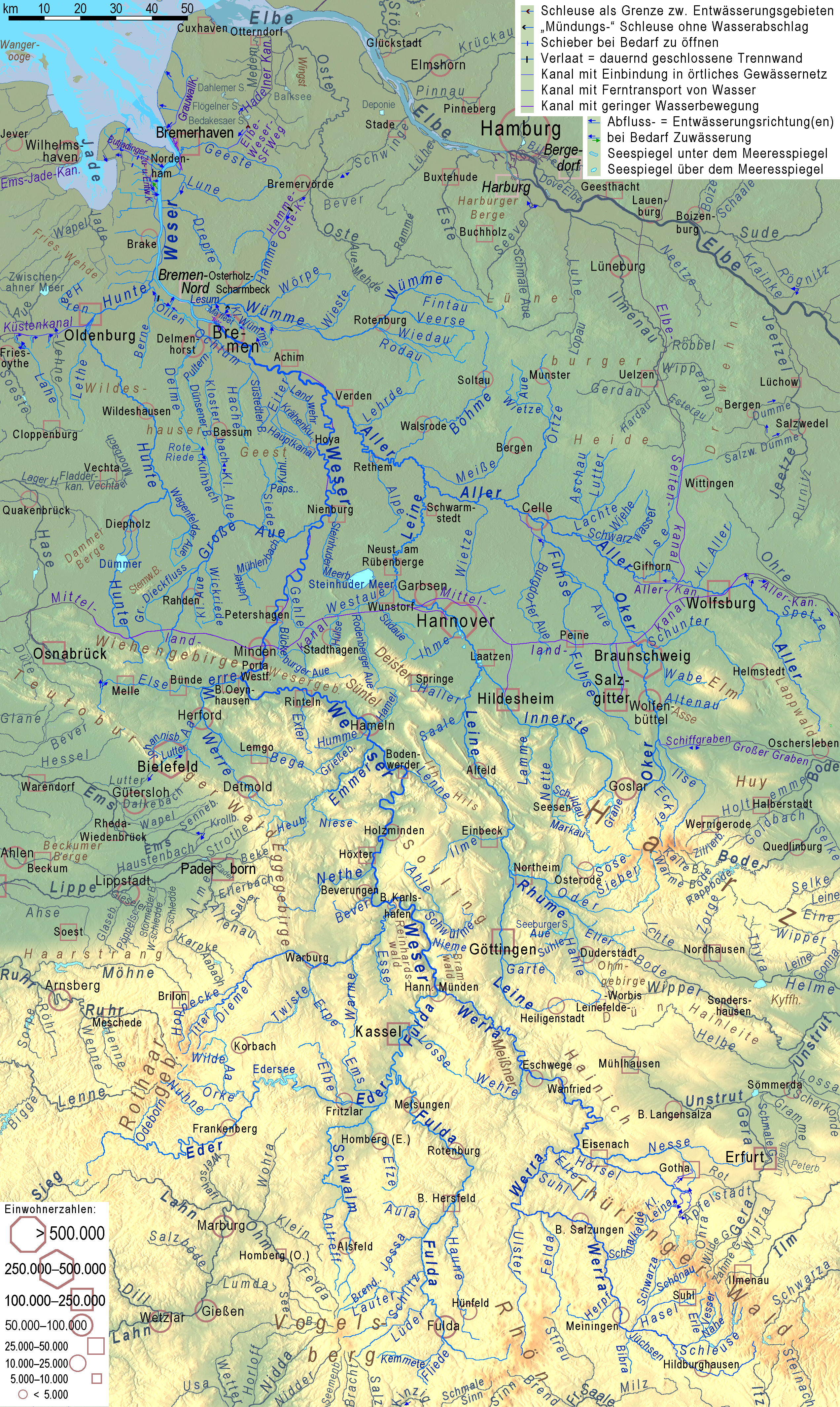
Flüsse im Flusssystem Weser blau, außerhalb blaugrau

In der folgenden kleinen Liste der Teil-Einzugsgebiete sind die eingangs genannten fünf mit den Buchstaben A bis E hervorgehoben:
- 8 353 km² – (E, GKZ: 491–4992) Weser unterhalb der Aller (bis einschließlich Geeste nur 7 884,65 km²)
- 37 924,35 km² – Weser mit Quellflüssen bis einschließlich Aller (GKZ: 41–48)
  - 15 721,01 km² – (D, GKZ: 48) Aller gesamt (= 41,45 % der 37.924 km²)
    - 1 760,95 km² – Aller unterhalb der Leine (GKZ: 489)
    - 6 517,35 km² – Leine (GKZ: 488)
    - 7 442,71 km² – Aller oberhalb der Leine (GKZ: 481–487)

  - 22 203,34 km² – (A–C, GKZ: 41–47) Weser oberhalb der Aller mit Quellflüssen (= 58,55 % der 37 924 km²)
    - 9 759,75 km² – (C, GKZ: 43–47) Weser zwischen Werra/Fulda-Zusammenfluss und Aller
    - 6 946,59 km² – (B, GKZ: 42) Fulda
    - 5 497 km² – (A, GKZ: 41) Werra

### Nebenflüsse
Die folgende Teil-Liste enthält alle Nebenflüsse der Weser mit einem Einzugsgebiet von mindestens
- 40 km² an der oberen Oberweser am Weserdurchbruchstal (Solling, Bramwald und Reinhardswald; bis Weser-km 47) bzw. bis zur Mündung der Diemel (Weser-km 44,7; Kennziffern auf 43),
- 60 km² an der Oberweser vom vorgenannten Weserdurchbruchstal bis zum Weserdurchbruch Porta Westfalica (Weser-km 198) bzw. bis zur Mündung der Werre (Weser-km 190,1; Kennziffern auf 45),
- 100 km² an der Mittelweser (bis Weser-km 366,7) bzw. bis zur Mündung der Aller (Weser-km 326,4; Kennziffern auf 47) und
- 200 km² an der Unterweser:

| Name                | Lage   | Länge [km] | Einzugsgebiet [km²] | Abfluss (MQ) [m³/s] | Mündungshöhe [m. ü. NHN] | bei Weser-km | Mündungsort (bei)                                          | GKZ   |
| ------------------- | ------ | ---------- | ------------------- | ------------------- | ------------------------ | ------------ | ---------------------------------------------------------- | ----- |
| Schede              | rechts | 13,2       | 48,7                |                     | 115                      | 3,0          | unterhalb Gimtes                                           | 4-32  |
| Nieme               | rechts | 16,7       | 40,4                |                     | 108                      | 18,4         | Bursfelde                                                  | 4-34  |
| Schwülme            | rechts | 32,0       | 289,7               | 3,5                 | 103                      | 31,3         | Lippoldsberg                                               | 4-36  |
| Diemel              | links  | 110,5      | 1.760,0             | 15,732              | 96                       | 44,7         | Bad Karlshafen                                             | 4-4   |
| Bever               | links  | 18,2       | 76,8                |                     | 93                       | 52,4         | Beverungen                                                 | 4-512 |
| Nethe               | links  | 50,4       | 460,4               | 6,11                | 90                       | 63,9         | unterhalb Fürstenbergs                                     | 4-52  |
| Holzminde           | rechts | 17,4       | 60,4                |                     | 84                       | 80,1         | Holzminden                                                 | 4-536 |
| Forstbach           | rechts | 19,9       | 63,9                | 0,78                | 80                       | 87,3         | oberhalb Heinsens                                          | 4-538 |
| Lenne               | rechts | 23,7       | 124,7               | 1,34                | 72                       | 111,9        | Kemnade                                                    | 4-54  |
| Emmer               | links  | 61,7       | 535,1               | 7,71                | 65                       | 128,1        | Emmern                                                     | 4-56  |
| Hamel               | rechts | 26,9       | 207,6               | 2,01                | 65                       | 135,9        | Hameln (zusätzl. Nebenmündung unterhalb der Humme)         | 4-572 |
| Humme               | links  | 18,8       | 137,6               | 1,39                | 65                       | 133,9        | Hameln                                                     | 4-574 |
| Exter               | links  | 26,1       | 108,7               | 1,51                | 51                       | 163,1        | Rinteln                                                    | 4-58  |
| Kalle               | links  | 19,6       | 82,7                |                     | 46                       | 180,3        | oberhalb Vlothos                                           | 4-596 |
| Werre               | links  | 71,9       | 1.485,4             | 19,8                | 42                       | 190,1        | Rehme (Bad Oeynhausen)                                     | 4-6   |
| Bastau              | links  | 19,2       | 117,4               |                     | 38                       | 202,8        | Minden                                                     | 4-714 |
| Bückeburger Aue     | rechts | 38,9       | 173,0               | 1,5                 | 34                       | 215,2        | Petershagen                                                | 4-72  |
| Gehle               | rechts | 26,9       | 163,5               | 1,47                | 31                       | 228,6        | Ilvese                                                     | 4-74  |
| Große Aue           | links  | 88,0       | 1.522,4             | 10,19               | 22                       |              | unterhalb Estorfs                                          | 4-76  |
| Steinhuder Meerbach | rechts | 34,4       | 355,9               | 2,23                | 21                       |              | Nienburg/Weser                                             | 4-78  |
| Aller               | rechts | 214,8      | 15.721,0            | 120                 | 10                       | 326,4        | Verden-Eissel                                              | 4-8   |
| Eiter               | links  | 22,2       | 249,2               | 1,99                | 6                        |              | unterhalb Achims                                           | 4-916 |
| Ochtum              | links  | 46,1       | 916,9               | 6,63                | 2                        | 379,5        | unterhalb Bremens                                          | 4-92  |
| Lesum               | rechts | 131,2      | 2.187,2             | 20,5                | 2                        | 384,2        | HB-Vegesack                                                | 4-94  |
| Hunte               | links  | 173,4      | 2.635,3             | 17,4                | 2                        | 398,8        | Elsfleth                                                   | 4-96  |
| Lune                | rechts | 41,4       | 383,4               |                     |                          | 417,5        | Büttel sowie (Alte Lune) unmittelbar oberhalb Bremerhavens | 4-98  |
| Geeste              | rechts | 40,1       | 338,1               |                     |                          | 432,4        | Bremerhaven                                                | 4-992 |

## Geschichte

### Gewässergeschichte
Bis zur Mitte der Elsterkaltzeit floss die Weser in einem Zeitraum von anderthalb Millionen Jahren von Hameln aus durch die Deisterpforte und durch das Hallertal. Östlich von Adensen an der Hallerbrücke der Bundesstraße 3 mündete die Leine in die Weser. Durch Fundstätten von Weserkies lässt sich der damalige gemeinsame Lauf von Leine und Weser rekonstruieren. Am ehemaligen Flusslauf liegen die Orte Nordstemmen, Rössing, Barnten, Sarstedt, Gleidingen, Rethen, Laatzen, Höver, Altwarmbüchen, Burgwedel, Mellendorf und Brelingen. Weserkiese lassen sich über Hagen bei Neustadt weiter in Richtung Nienburg verfolgen.

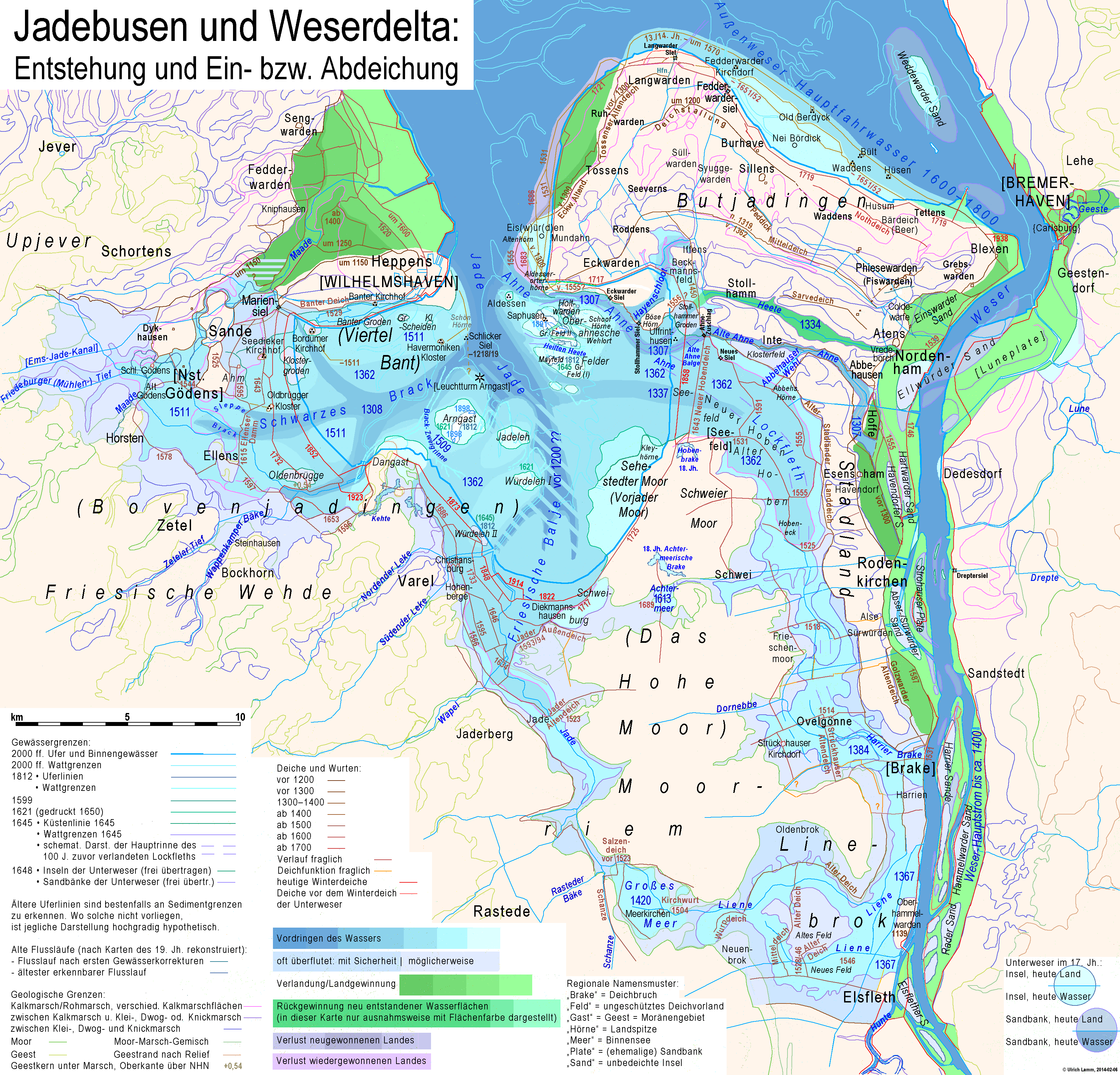
Entwicklung von Jadebusen und Weserdelta; Verlandung seit 1300 entstandener Wasserflächen ab 1500 nur indirekt über die Abdeichung dargestellt.
→ Vergrößerungen: • 33 %, • 50 %

Das Eiszeitalter des Pleistozän gestaltete die Landschaft völlig neu und beeinflusste auch den Verlauf der Weser. Funde von Wesergeröll in Holland weisen darauf hin, dass die Weser ab dem heutigen Minden dem nördlichen Rand des Wiehengebirges folgte, um dann weiter in Richtung IJsselmeer zu fließen. Die zurückziehenden Eiszeiten gaben den Weg wieder frei, und die Weser änderte ihren Lauf in Richtung Norden. Schmelzwasser der Gletscher und Niederschlagswasser aus den Mittelgebirgen vereinten sich zu Urströmen, denen auch die Weser zufloss. Das Tal des Aller-Weser-Urstroms, am weitesten südlich gelegen, reichte von der mittleren Oder über den Mittellauf der Elbe bis zur Mündung der Weser. Etwa in Höhe der heutigen Stadt Hoya an der Mittelweser vereinten sie sich mit der Weser, um anschließend in das Bremer Becken zu strömen. Doch auch der Mündungstrichter in die Nordsee schwankte über die Jahrtausende hinweg zwischen Wangerooge und Helgoland.
Von der Mitte des 14. bis Anfang des 16. Jahrhunderts hatte die Weser ein Mündungsdelta mit mehreren Seitenarmen in den im Wesentlichen im 12. Jahrhundert entstandenen Jadebusen. Entstanden sind diese Gewässer durch Meereseinbrüche, die allerdings anschließend überwiegend Weserwasser führten. Die Heete floss von der Gegend, in der heute Nordenham liegt, nach Westen, und die Ahne sowie das Lockfleth verliefen von der Gegend beim heutigen Brake nach Nordwesten; zeitweise erweiterte sich die Liene, ursprünglich ein kleiner linker Nebenfluss der Weser, zu einer breiten Hochwasserrinne, die das Gebiet der Huntemündung mit der Jade verband. Große Bereiche der heutigen Halbinsel zwischen Unterweser und Jade waren somit Inseln. Als Folge davon trägt das Gebiet zwischen Hunte und Langwarden keinen einheitlichen Namen. Der nördlichste Teil heißt Butjadingen (= Land außerhalb der Jade), der südlich davon gelegene Abschnitt Stadland (von Gestade = Ufer). Früher wurde das Gebiet zwischen dem Stadland und der Hunte Niederstedingen, das südöstlich der Hunte gelegene Gebiet hingegen Oberstedingen genannt. Als Stedingerland gilt heute nur noch der Bereich südöstlich der Hunte.

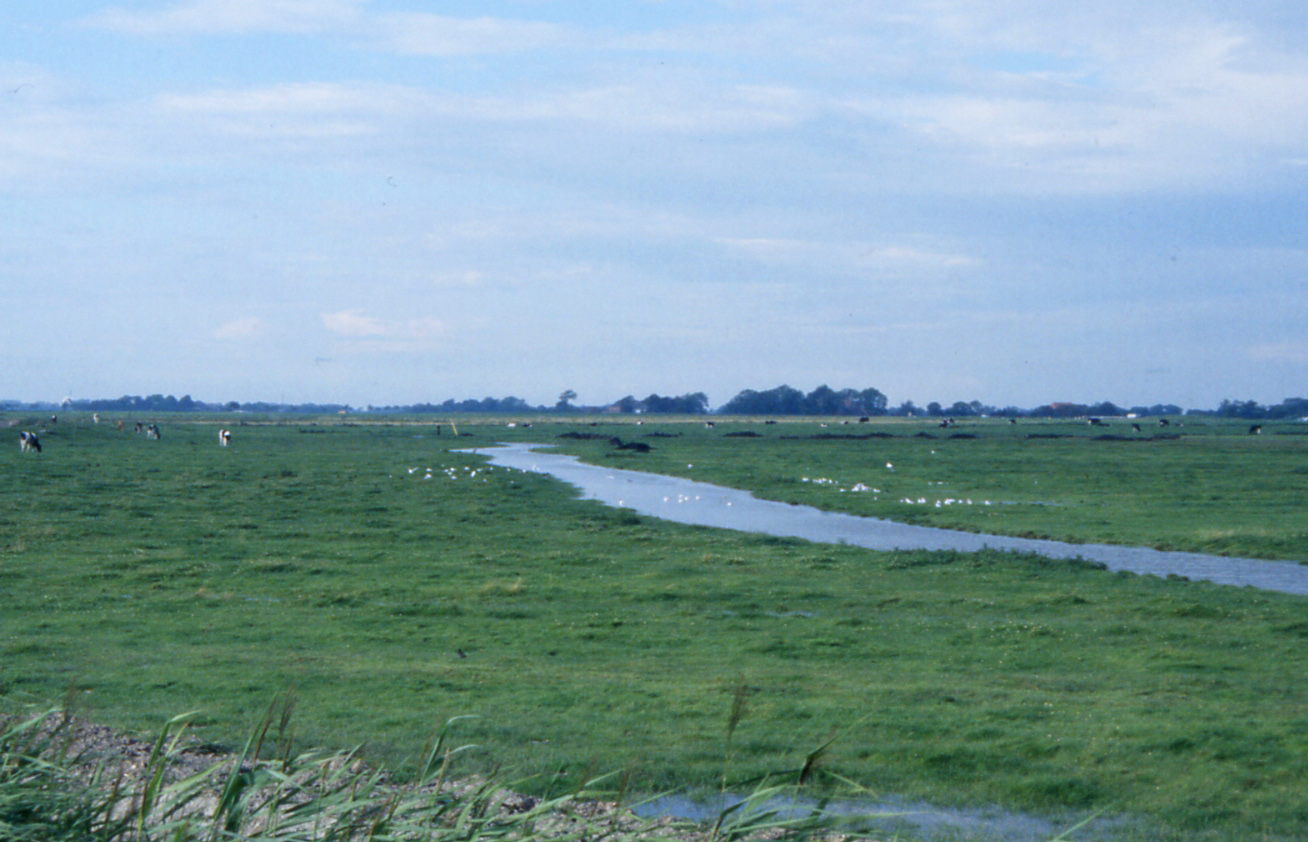
Braker Tief, ein Rest des Lockfleths

Mit der Verschlammung, Eindeichung, Zuschüttung und Verrohrung ehemaliger Mündungsarme der Weser ist der Prozess von deren „Landwerdung“ keineswegs endgültig abgeschlossen. So werden z. B. in der Stadt Brake regelmäßig bei Starkregen Straßenzüge vom Grundwasser her überschwemmt, die auf dem zugeschütteten ehemaligen Lockfleth errichtet wurden.
Der erste Hafen der Stadt Bremen lag an einem Weserarm namens Balge. Ob sie eventuell in karolingischer Zeit zeitweise Hauptarm war, ist fraglich. Im 12. Jahrhundert war die Balge immer noch tief genug für damalige Schiffe. Die Altstadt dehnte sich auf die Inseln zwischen Balge und eigentlicher Weser aus. Erst ab dem 13. Jahrhundert wurde auch das Weserufer als Hafen genutzt und die Schlachte als (hölzerne) Uferbefestigung gebaut. Ab dem 14. Jahrhundert diente die Balge nur noch als Binnenhafen. Anfang des 19. Jahrhunderts wurde sie zugeschüttet. Die Kleine Weser in Bremen hatte schon lange vor den Baumaßnahmen des 19. Jahrhunderts keine regelmäßige Wasserzufuhr aus der Mittelweser und wurde deswegen früher auch Ohle Weser (Alte Weser) genannt. Bis ins 19. Jahrhundert gab es einen der militärischen Verteidigung dienenden Verbindungsgraben von der Weser her, der den Teerhof vom Stadtwerder trennte. Noch bis Ende des 19. Jahrhunderts floss bei (Fluss-)Hochwasser Weserwasser am Südrand von Bremen durch eine Lücke im die Weser begleitenden Dünenrücken in die Wümmeniederung (Ostgrenze von Bremen), von wo aus es bei Vegesack 26 km weserabwärts durch die Lesum wieder in die Weser gelangte. In den 1920er Jahren war das Weserwasser so stark durch Abwässer der weiter flussaufwärts angesiedelten Kaliindustrie belastet, dass es sich kaum noch als Trinkwasser eignete, woraufhin das Land Bremen gegen die Länder Preußen, Thüringen und Braunschweig ein Verfahren vor dem Staatsgerichtshof für das Deutsche Reich initiierte. Die Verschlechterung der Wasserqualität zeigt sich auch daran, dass es um 1900 in der Unterweser noch 200 Berufsfischer gab, deren Zahl bis 1980 auf sechs sank.
In den 1950er Jahren wurde die Flutrinne oberhalb der kleinen Weser ausgebaut und dabei der Werdersee angelegt. Seit 1968 trennt ein Wehr die Kleine Weser etwa 200 m von ihrer Mündung von der Unterweser. Bei der Umgestaltung in den 1980er Jahren wurde die Engstelle zwischen Kleiner Weser und Werdersee beseitigt, so dass beide hydrologisch eine Einheit bilden. Gleichzeitig wurde ein Graben angelegt, um diesen See mit Frischwasser aus der Mittelweser zu versorgen.

### Siedlungs- und Staatengeschichte

#### Antike und Völkerwanderung

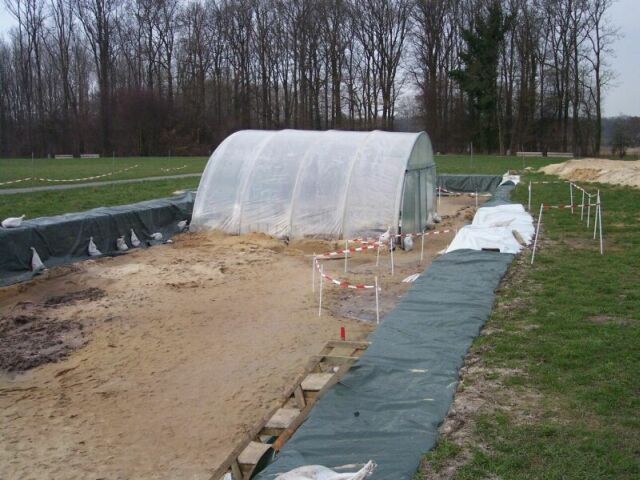
Die Varusschlacht (hier Ausgrabungsstätte im vermuteten Ort bei Kalkriese) beendete die römische Herrschaft, aber nicht den Handel

Das Tal der Oberweser war vor dem Vordringen der Germanen keltisch besiedelt.
Zur Zeit der römischen Eroberungsversuche von Caesars Gallienzug bis zur Varusschlacht wurde der Weserraum schon von Germanen bewohnt. Tacitus und andere römische Chronisten nennen am Unterlauf Chauken, weiter flussaufwärts unter anderem Angrivarier und Cherusker. Antike wie frühmittelalterliche Autoren haben sich bei ihren Beschreibungen der Germanenstämme im Wesentlichen auf mündliche Überlieferung gestützt. Wegen Widersprüchen und offensichtlichen Fehlern bewerten heutige Historiker die alten Texte mit Vorsicht. Die Sachsen werden erstmals Ende des 2. Jahrhunderts im heutigen Holstein genannt. Im 4. Jahrhundert haben sie schon im Weserraum gewohnt und sogar weiter westlich die Salfranken von der IJssel vertrieben. Da sich das sächsische Siedlungsgebiet in der Zeit zu großen Teilen mit dem der Chauken deckte, ohne dass es Hinweise auf kriegerische Auseinandersetzungen zwischen beiden Völkern gibt, wird vermutet, die Chauken seien ein Teilstamm der Sachsen gewesen, die späteren Westfalen und Engern umfassend. Zahlreiche Funde typischer Fibeln bestätigen die Ansässigkeit der Sachsen im Elbeweserdreieck und an der Mittelweser im 4. und 5. Jahrhundert. Die Runenknochen von der Unterweser eröffnen einen Einblick in die germanisch-römischen Beziehungen.

#### Mittelalter

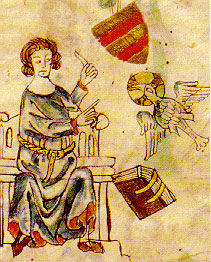
Eike von Repgow
zeichnete 1220–1230
das Gewohnheitsrecht
im Sachsenspiegel auf

Erst durch Konflikte mit der Expansion des Frankenreiches ist ab 775 der sächsische Teilstamm der Engern im Einzugsgebiet der Weser namentlich erwähnt, vom Zufluss der Diemel bis zum Küstengebiet nördlich Bremens. Engern gliederte sich in zahlreiche Gaue unterschiedlicher Größe, die als Siedlungsräume zugleich die Grundlage für seine politische Organisation waren. Als Karl der Große das Land erobert hatte und den Sachsen 782/783 öffentliche Volksversammlungen verbot, war es mit dem politischen Eigenleben der sächsischen Heerschaften Engern, Westfalen und Ostfalen vorbei.
An den von Karl dem Großen gegründeten Bischofssitzen Minden, Verden (sicher nachgewiesen erst unter Ludwig dem Deutschen 849) und Bremen entstanden Marktsiedlungen. Hameln und Höxter entstanden im 9. Jahrhundert als Marktsiedlungen neben Klöstern. Wirkliches Stadtrecht erhielten diese Städte aber erst im 12., Hameln und Verden im 13. Jahrhundert.
Im Jahre 1127 erwarb der bayrische Welfenherzog Heinrich X. das Herzogtum Sachsen durch Heirat. Sein mächtiger Sohn Heinrich der Löwe trat in Opposition zu Kaiser Friedrich Barbarossa und wurde daraufhin schrittweise entmachtet. Damit begann die politische Zersplitterung des Weserraums. Zahlreiche Grafen- und Edelherrengeschlechter entwickelten dynastische Eigeninteressen. Ähnlich war es mit dem Territorialbesitz der Bistümer Paderborn, Minden und Verden und des Erzbistums Bremen. Zweige des Welfenhauses blieben jedoch bis 1866 die wichtigsten Landesherren im Weserraum.
Die am linken Weserufer unterhalb der Huntemündung siedelnden Friesen hatten jahrhundertelang unter dem Dach des Heiligen Römischen Reiches ihre Unabhängigkeit bewahrt. Im 15. Jahrhundert versuchte die Stadt Bremen, sie unter ihre Kontrolle zu bringen. 1499 wurden Stadland und Butjadingen jedoch von den Grafen von Oldenburg erobert.
Besitzverhältnisse und Bedeutung der verschiedenen Herrschaften änderten sich immer wieder. Ein Geschlecht mit weit verteilten Besitzungen waren die Grafen von Schaumburg. Die Grafschaft Everstein, einst hervorgegangen aus einer Vogtei des Klosters Fulda, fiel 1408 an das welfische Herzogtum Braunschweig.

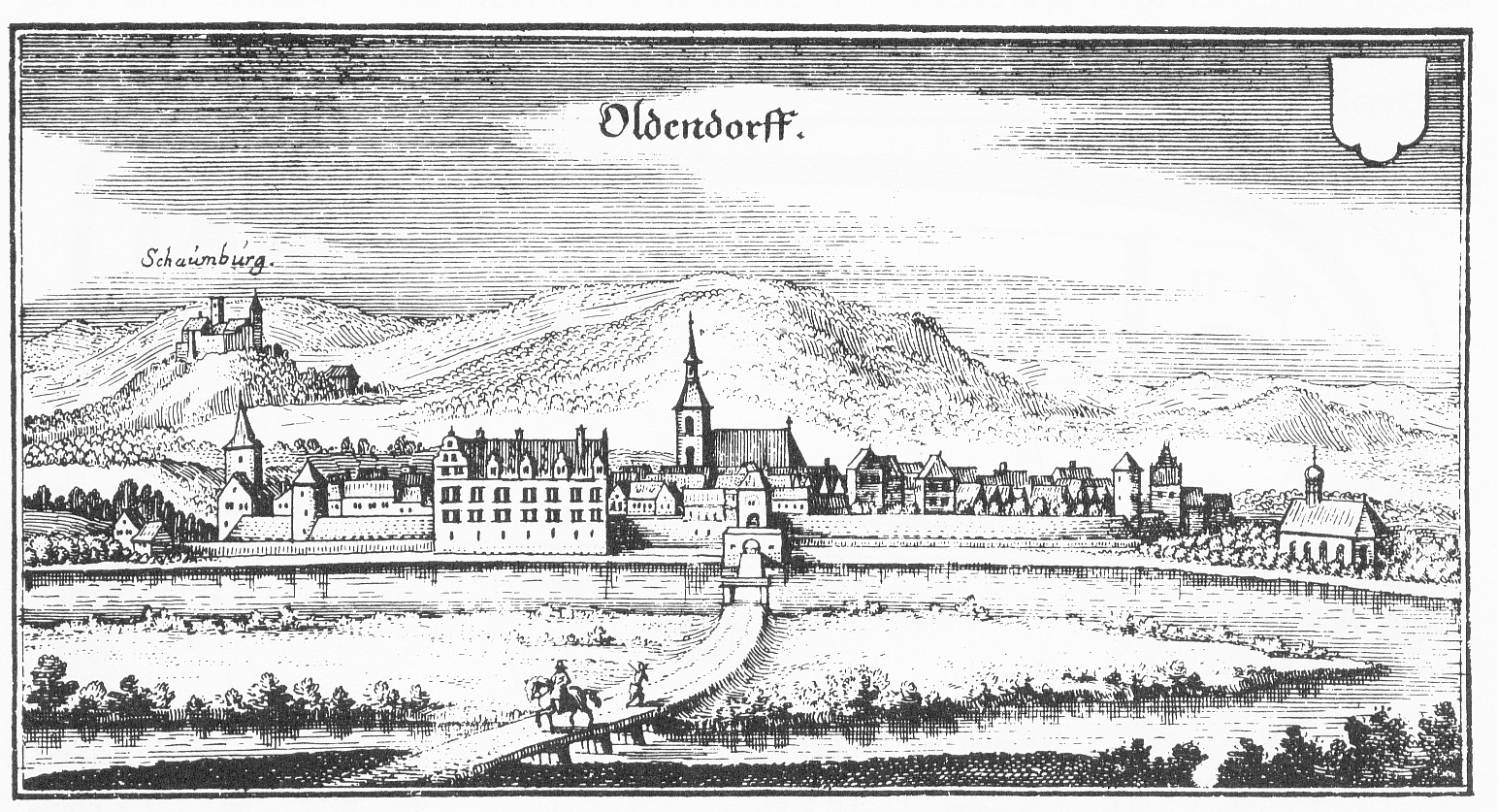
Merian-Stich: Hessisch Oldendorf

#### Neuzeit
Wegen der zunehmenden territorialen Zersplitterung wurden auf dem Reichstag zu Köln 1512 die zehn Reichskreise geschaffen. An der Weser lag die Grenze zwischen dem niederrheinisch-westfälischen und dem niedersächsischen Reichskreis.
Die territoriale Zersplitterung behinderte auch die Weserschifffahrt, da jeder Anrainer Zölle erhob. Dazu kamen die Auswirkungen nachbarlicher Auseinandersetzungen. So schnitt ein Grundherr aus der verzweigten Familie der Freiherren von Münchhausen die flussabwärts gelegene Stadt Hessisch Oldendorf vom Weserhandel ab, indem er den Fluss auf die andere Talseite umleitete.
Im Übergang vom Mittelalter zur Neuzeit entwickelten Adel und wohlhabende Städte im Weserbergland einen besonderen Baustil, die Weserrenaissance.

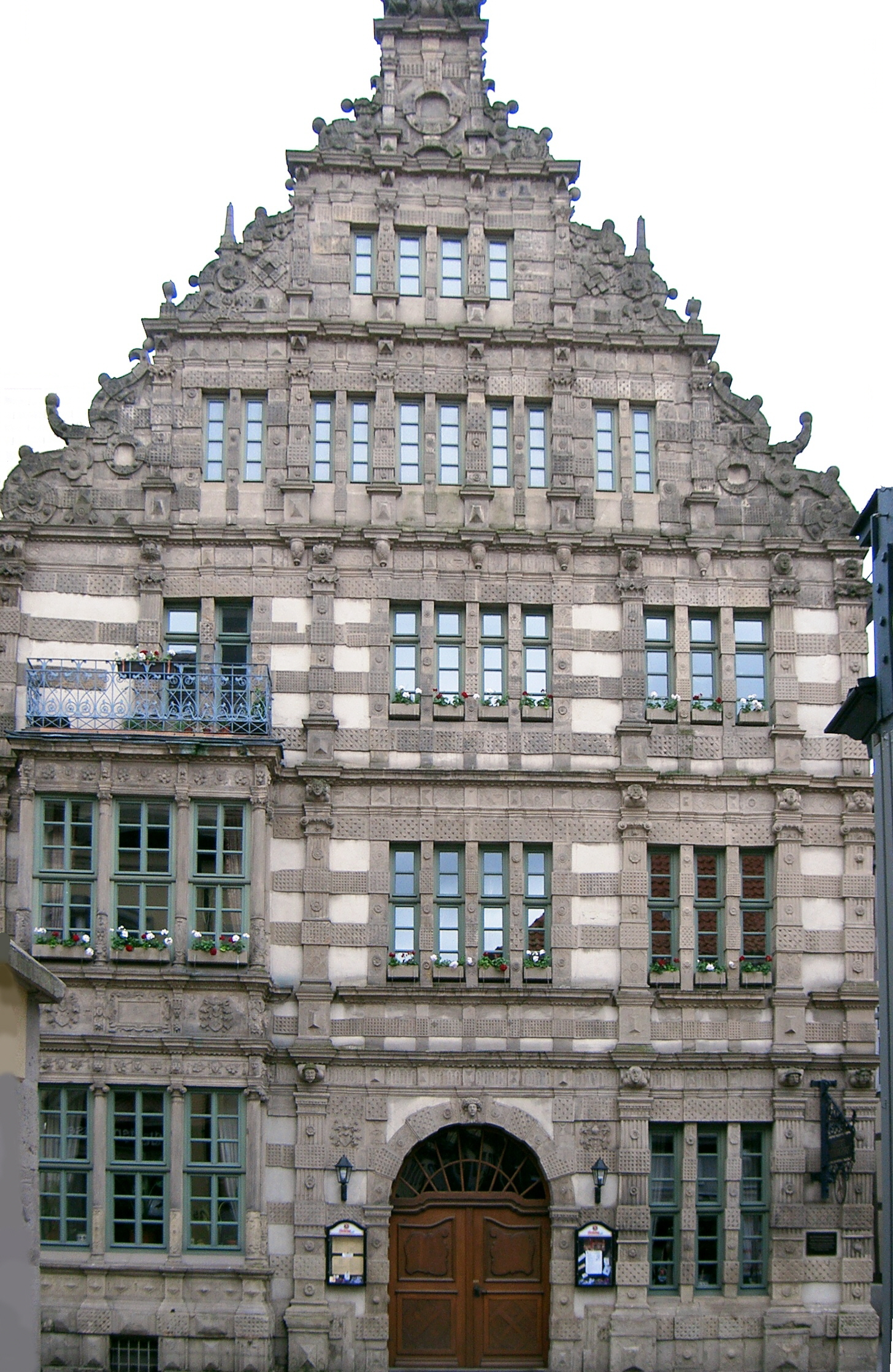
Weserrenaissance: Rattenfänger-Haus (1603) in Hameln

Beim Westfälischen Frieden 1648 bekam Schweden die Herzogtümer (bis dato (Erz-)Bistümer) Bremen und Verden und damit das rechte Ufer der unteren Weser zugesprochen. Anfang des 18. Jahrhunderts wurden beide Gebiete von Dänemark besetzt und anschließend an das welfische Kurfürstentum Hannover abgetreten. Die Stadt Bremen konnte ihre Reichsunmittelbarkeit nur mit Mühe behaupten. In der Zeit zwischen 1650 und 1780 etablierte sich der Baustil des Weserbarock.
Im Jahre 1776 wurden in Karlshafen 12.000 hessische Soldaten eingeschifft, die Friedrich II., Landgraf von Hessen-Kassel, an Georg III., hannoverscher Kurfürst und König von Großbritannien, vermietet hatte, um diesem im Amerikanischen Unabhängigkeitskrieg gegen die amerikanischen Truppen zu dienen. Die Soldaten, von denen kaum mehr als die Hälfte zurückkehrte, wurden zunächst in nordhessischen Orten wie Ziegenhain gesammelt, von Karlshafen aus über die Weser nach Bremen und von dort aus weiter nach Nordamerika transportiert.
Seit dem Dreißigjährigen Krieg erwarb das Kurfürstentum Brandenburg beziehungsweise Königreich Preußen schrittweise den größten Teil des Weserlaufes: 1648 das ehemalige Bistum Minden, auf dem Wiener Kongress 1812/15 das Hochstift Paderborn mit Höxter, nach dem Deutschen Krieg 1866 das Königreich Hannover mit über 50 % des Weserlaufes und das Kurfürstentum Hessen mit dem linken Ufer bis Karlshafen und der schaumburgischen Exklave um Hessisch Oldendorf und Rinteln. Im Deutschen Reich gehörte die Weser außer zu Preußen zu Braunschweig (rechtes Ufer vom Solling bis zum Ith mit Holzminden, linkes Ufer um Thedinghausen (bei Bremen)), linkes Ufer bei Kalletal zu Lippe, zu Bremen und zu Oldenburg (linkes Ufer von Bremen bis zur Mündung).
Bremen blieb wegen seiner Seehäfen auch als Teilstaat des Deutschen Reiches noch bis 1888 Zollausland. 1939 kam Bremerhaven gegen eine Vergrößerung des stadtbremischen Gebietes an Preußen. Im Jahre 1945 wurde Bremen mit Bremerhaven, vergrößert um die Stadt Wesermünde, amerikanische Enklave im Küstenbereich der britischen Zone und 1947 eigenes Bundesland.
Von 1933 bis 1937 veranstalteten die Nationalsozialisten auf dem Bückeberg bei Hameln ihr Reichserntedankfest, eine ihrer größten Propagandaveranstaltungen. Hierzu wählten sie einen Ort an der Weser als größtem von den Quellen bis zum Meer deutschem Fluss.

## Hydrologie

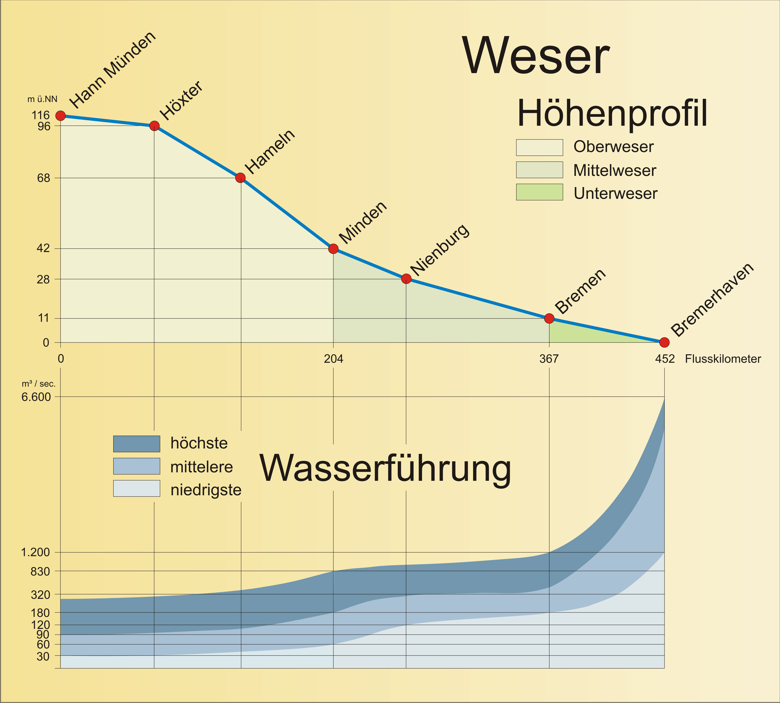
Höhenprofil und Wasserführung der Weser

### Wasserführung
Die Oberweser unterliegt als typischer Mittelgebirgsfluss starken Schwankungen in der Wasserführung. Im Winterhalbjahr kommt es hier nicht selten zu Hochwassern, im Sommer dagegen oft zu extremem Niedrigwasser. Für den Pegel Porta Westfalica am Übergang zur Mittelweser beträgt die mittlere Wasserführung rund 180 m³ in der Sekunde, die niedrigste 63 m³ und die höchste 830 m³. Am Beginn der Oberweser, am Pegel Hann. Münden, sind Niedrigwasserabflüsse um 30 m³ in der Sekunde keine Seltenheit. Bei mittlerem Niedrigwasserstand beträgt die Fließgeschwindigkeit etwa 0,8 m in der Sekunde.
Die Mittelweser zwischen Minden und der Tidegrenze in Bremen führt bereits deutlich mehr Wasser. Der Pegel Intschede (südlich von Bremen) registrierte im Jahr 2010 einen mittleren Oberwasserabfluss von 332,6 m³ in der Sekunde. Der niedrigste Wert lag bei 103 m³/s und der höchste bei 1170 m³ in der Sekunde. Bei mittlerem Niedrigwasserstand beträgt die relativ geringe Fließgeschwindigkeit etwa 0,5–0,7 m in der Sekunde, bedingt durch die Staustufen in der Mittelweser. Die „Reisedauer“ eines Wasserkörpers von Hann. Münden bis Bremen schwankt je nach Wasserführung zwischen 2,5 und 6 Tagen, im Mittel etwa vier Tage.
Die Unterweser beginnt am Bremer Weserwehr und verläuft als Ästuar in nördlicher Richtung. Es handelt sich um einen Brackwasser führenden Flussabschnitt, dessen Wasserstand und Fließgeschwindigkeit von den Gezeiten bestimmt werden. Der Tidenhub beträgt im Maximum beim Pegel Oslebshausen etwa 4,5 m. Die Durchflussmenge in der Unterweser beträgt bei mittlerem Abfluss beim Pegel Intschede 323 m³ in der Sekunde und steigt bis zu einem Wert von circa 6600 m³ in der Sekunde bei Bremerhaven. Der Anteil des um die Tidebewegungen bereinigten Weserabflusses ist hierbei nur noch gering. Trotz der unterhalb des Bremer Weserwehres von den Nebenflüssen (besonders Hunte und Lesum) herangeführten Wassers liegt der gesamte Abfluss der Weser an der Mündung ins offene Meer bei Bremerhaven bei unter 390 m³/s. Durch den ständigen Gezeitenwechsel braucht ein Wasserkörper zwischen zwei und 24 Tagen, um die relativ kurze Strecke bis zur Nordsee zu überwinden.

### Hochwasser

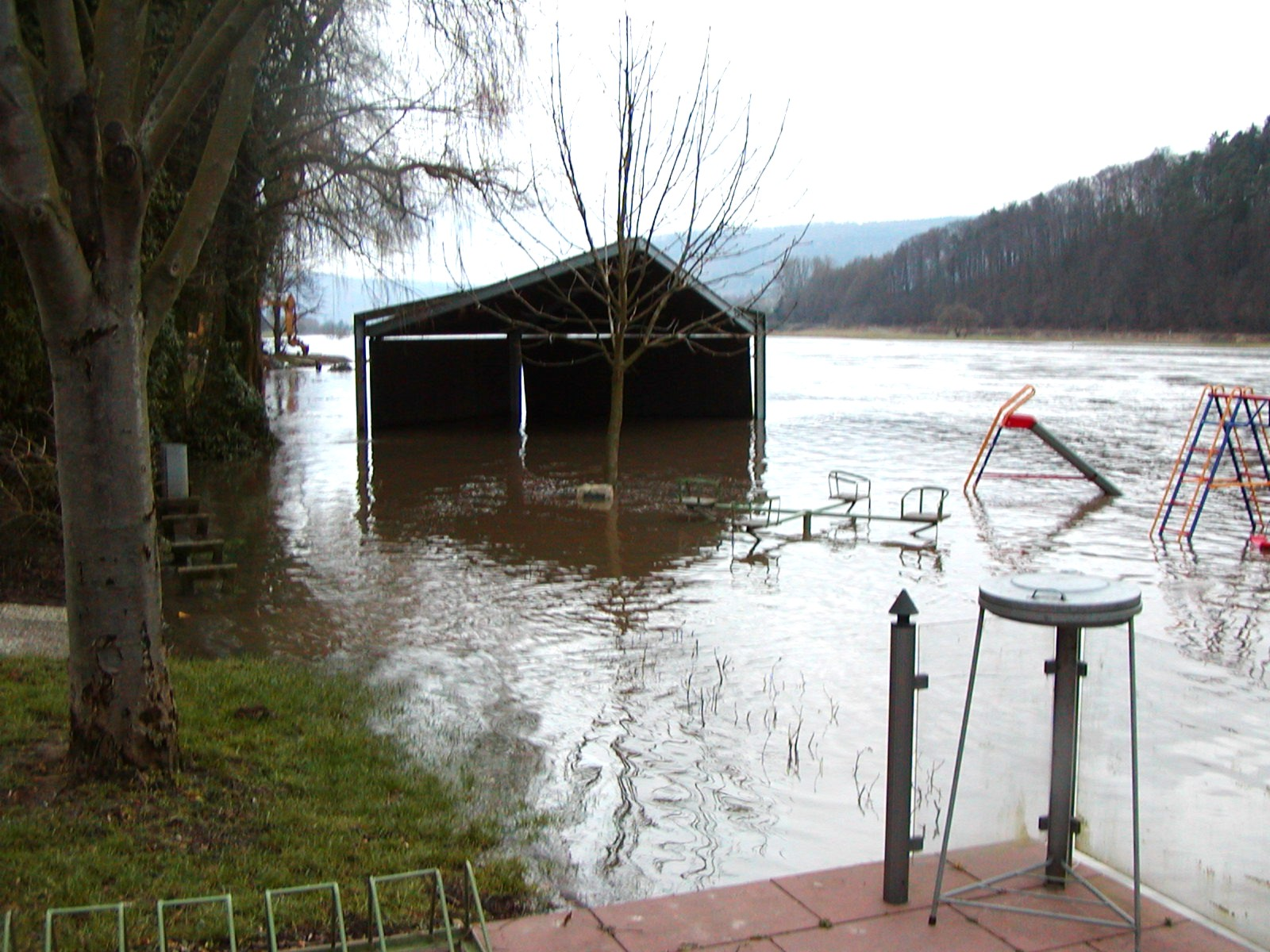
Weserhochwasser Januar 2003 in Reinhardshagen, Pegelstand 5,81 m

Immer wieder wurden die an der Weser liegenden Städte und Gemeinden vom Hochwasser der Weser heimgesucht, trotz Regulierung der Flussläufe von Fulda und Werra, bis in die heutige Zeit. Als Beispiel seien hier die Aufzeichnungen in der Chronik der Stadt Minden aufgeführt (Zitat aus Chronik der Stadt Minden), siehe auch Hochwasser in Minden.
- 1342 Juli: Das auch Magdalenenhochwasser genannte Ereignis bewirkte nicht nur den höchsten historisch überlieferten Pegelstand der Oberweser, sondern verwüstete auch weite Teile Mitteleuropas.
- 1375 10. Februar: Weserhochwasser, das Wasser stand im Mindener Dom.
- 1513 riss ein infolge anhaltender Regengüsse einsetzendes Hochwasser die hölzerne Weserbrücke von fünf steinernen Pfeilern.
- 1553 13. Januar: Hochwasser überflutete die Mindener Weserbrücke und stand auf dem Markt; anschließend brach eine Seuche aus.
- 1643 7.–8. Januar: Weserhochwasser; das Wasser stand so hoch, dass Schiffe unmittelbar von der Brücke aus betreten werden konnten.
- 1658 16. Februar: Weserhochwasser; die Weserbrücke wurde beschädigt.
- 1664: Weserhochwasser
- 1682 7. Januar: Zweithöchstes bekanntes Weserhochwasser; der Mindener Marktplatz konnte mit Kähnen befahren werden.
- 1744 6. März: Weserhochwasser
- 1799 24. Februar: Weserhochwasser, nur drei Zoll niedriger als 1553; vier Bögen der Bunten Brücke stürzten ein.
- 1841 20. Januar: Weserhochwasser
- 1946 10. Februar: Weserhochwasser 1946
- 1956 Juli: Julihochwasser 1956; Nach einem sehr nassen Frühjahr und tagelangen Wolkenbrüchen im niedersächsischen, hessischen, thüringischen und ostwestfälischen Bergland kam es zu einem schweren Weserhochwasser mit großen Überschwemmungen bis in den Bremer Raum.
- 1965 19. Juli: Heinrichsflut; Schwere Unwetter in Nordhessen, Ostwestfalen und Südniedersachsen führten zu einem katastrophalen Hochwasser, von dem Bad Karlshafen besonders schwer betroffen wurde.
- 2003 5. Januar: Das Hochwasser der Weser gefährdete die Schiffmühle in Minden mit 6,40 m über Normalpegel.
- 2011 15. Januar: Hochwasser nach Schneeschmelze und starken Regenfällen mit einem Höchststand von 6,33 m über Normalpegel[43]
- 2012 9. Januar: Hochwasser nach heftigen Regenfällen führte zur Einstellung der Schifffahrt ab einem Pegel von 4,80 an Pegel Porta Westfalica, Höchststand 5,10 (Stand 9. Januar 2011).[44]

Weitere Hochwasser
- 29. Januar 1846
- 11. März 1881
- 27. November 1890
- 7. Februar 1909: Werrahochwasser 1909
- 20. Januar 1918
- 3. Januar 1926
- 16./17. Mai 1943: In der Nacht wurde die Staumauer des Edersees durch einen britischen Fliegerangriff (Operation Chastise) zerstört. Es entstand ein 70 Meter breites und 22 Meter tiefes Loch in der Mauer, aus dem rund 160 Millionen Kubikmeter Wasser strömten. Eine sechs bis 8 Meter hohe Flutwelle floss durch die Täler der Eder, der unteren Fulda und der Weser und verursachte bis Minden erhebliche Überschwemmungen und Sachbeschädigungen.
- 15. März 1981: Infolge starker Schneeschmelze und lang anhaltender Regenfälle brach beim Weserdurchbruch 1981 in Bremen der Sommerdeich. Durchströmendes Wasser zerstörte mehrere Kleingartengebiete teilweise vollständig.

### Eisgang

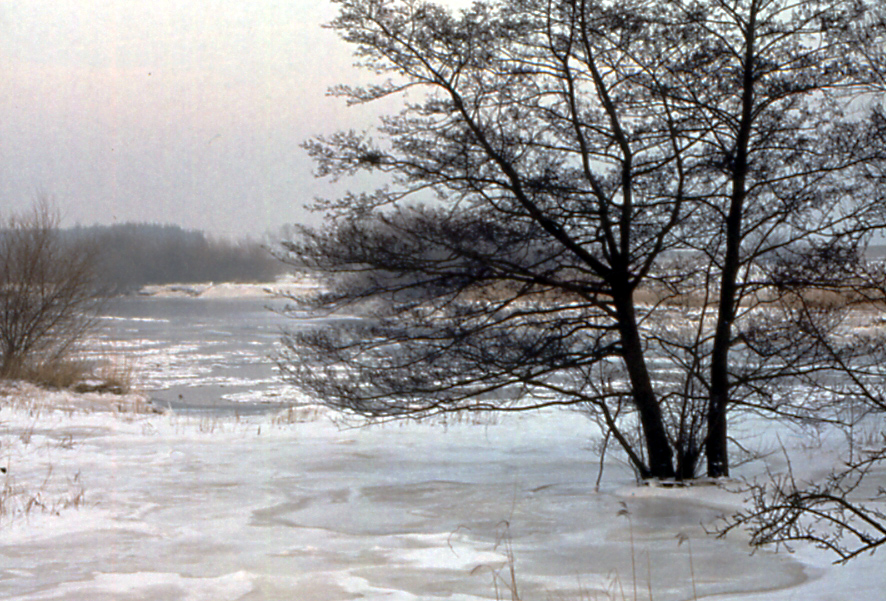
Eisgang der Weser in Bremen Februar 1982

Bis in die 1930er Jahre froren Ober- und Mittelweser regelmäßig zu, so dass eine Überquerung des Flusses zu Fuß oder manchmal auch mit Wagen möglich war.
Probleme gab es immer wieder bei Tauwetter, wenn sich die Eismassen in Bewegung setzten, die Eisschollen an Brücken und im Tidenbereich zu gefährlichen Höhen auftürmten, was das Hochwasser oberhalb dieser Eisstaus noch verschlimmerte. Um die Brücken zu schützen, wurden oberhalb der Brücken, an der Bremer auch unterhalb, Eisbrecher in den Fluss gebaut. Manchmal wurden Eiswälle gesprengt, um den Druck auf die Bauwerke zu mindern. Kurz vor Ende des Zweiten Weltkriegs 1945 sprengten Wehrmacht-Soldaten viele Brücken über die Weser.
Oft wurden sie zunächst provisorisch repariert. Am 18. März 1947 brachten Eismassen in Bremen sämtliche Brücken zum Einsturz (Bremer Eiskatastrophe).
Auch die Unterweser bei Bremen hatte bis in die 1890er Jahre in den meisten Wintern eine tragfähige Eisschicht. 1828 wettete eine Gruppe Bremer Junggesellen darauf, dass am Neujahrstag des Folgejahres die Eisschicht auf der Weser einem 99 Pfund schweren Schneider samt glühendem Bügeleisen die Überquerung des Stromes trockenen Fußes ermögliche. Daraus entstand die Bremer Eiswette, die alljährlich mit einem Festmahl zugunsten der Deutschen Gesellschaft zur Rettung Schiffbrüchiger begangen wird, auch wenn die Unterweser seit Begradigung und Vertiefung nur noch sehr selten zufriert. Deshalb wird heute gelost; meistens verliert die Partei, die durch Los bestimmt auf „zugefroren“ setzen muss. Der Verlierer hat dann ein Festmahl für etwa 600 Gäste auszurichten, Hauptspeisen Kohl und Pinkel.
Ein Phänomen gab es gelegentlich früher bis in die 1960er Jahre – heute wahrscheinlich nicht mehr – auf der Weser bei Vegesack, das Pfannkucheneis. Dieses entstand beim Zusammentreffen der Lesum mit der Weser. Durch die unterschiedlichen Strömungen der beiden Flüsse gerieten treibende Eisschollen in Drehung und scheuerten sich dabei aneinander ab, bis sie nahezu kreisrund waren, mit einem aufgewölbten Rand aus abgeriebenem Eis. Die Schollen sahen dann tatsächlich aus wie überdimensionale Pfannkuchen. Auch anderswo war das zu beobachten. In Vlotho war zumindest in den Jahren 1945 bis 1951 der nach dem Zweiten Weltkrieg vorübergehend wieder aufgenommene Fährverkehr Hauptursache, der die Strömungsverhältnisse im Oberflächenwasser beeinflusste.
Mit der Ausweitung des Kaliabbaus in Thüringen und Osthessen und der Einschwemmung von großen Mengen Salz in die Quellflüsse gab es bis zur Auflassung der meisten Bergwerke in den 1990er Jahren keinen Eisgang mehr auf Ober- und Mittelweser. Allerdings bleibt die Aufheizung des Wassers durch Kraftwerke.
Fünf Wochen Dauerfrost im Januar/Februar 1996 ließen die Werra zwischen Witzenhausen und Hann. Münden zufrieren; einige Fähren stellten den Betrieb ein.

### Wasserqualität
Bis zu Beginn des 20. Jahrhunderts war die Weser ein sehr fischreicher Fluss. Mit der zunehmenden Industrialisierung und dem Bevölkerungswachstum verschlechterte sich die Wasserqualität. Auch der Bau von Kläranlagen konnte daran nichts ändern.
Nach dem Zweiten Weltkrieg nahm die Wasserqualität der Weser weiter rapide ab und erreichte bis Ende der 1980er Jahre die Gewässergüteklasse III–IV (sehr stark verschmutzt) und streckenweise sogar IV (übermäßig verschmutzt). Eine der Hauptursachen der Verschmutzung war die Einleitung stark salzhaltiger Abwässer aus der Kaliindustrie in Thüringen und Hessen.
Der Aus- und Neubau kommunaler und industrieller Kläranlagen sowie Verfahrensverbesserungen der Industrie und Reduzierung des Kaliabbaus sorgten dafür, dass sich die Wasserqualität allmählich wieder verbesserte. Nach dem aktuellen Bericht zur Biologischen Gewässergüte der Weser entspricht die Wasserqualität zum Teil wieder der Güteklasse II (mäßig belastet), in einigen Abschnitten aber noch II–III (kritisch belastet), wobei die Versalzung immer noch eine Rolle spielt. Seit etwa 2005 gibt es wieder Diskussionen über eine Erhöhung der Einleitungsmengen von Kalilauge. Pro Jahr trägt die Weser mit schätzungsweise 25 Tonnen Mikroplastik zu dem Plastikmüll in den Ozeanen bei.

## Flora und Fauna

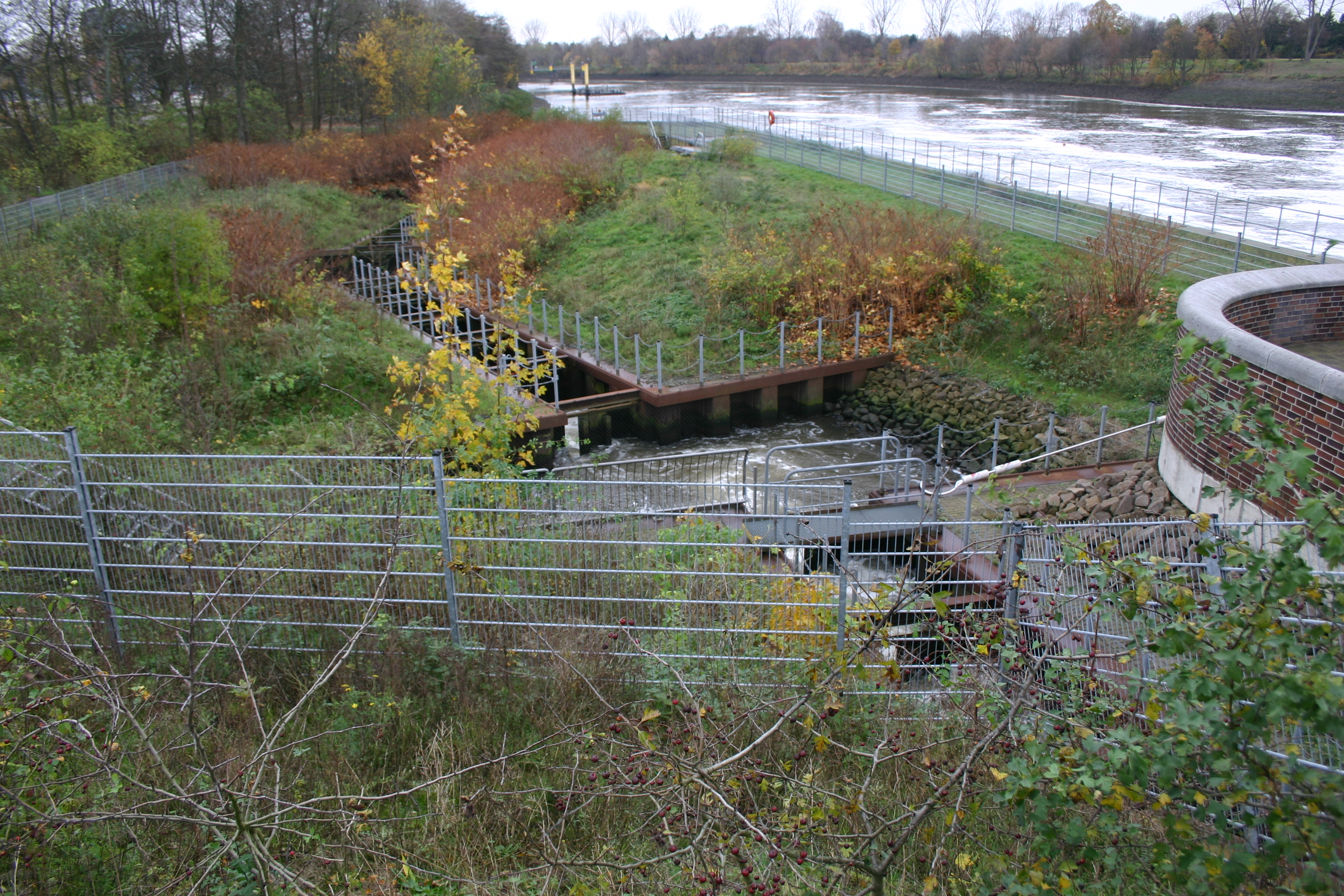
Fischpass am Hemelinger Weserwehr

Ökologisch betrachtet durchfließt die Weser vier grundlegend unterschiedliche Lebensräume der Flora und Fauna. Ist das Weserbergland von Hann. Münden bis Porta Westfalica überwiegend durch zusammenhängende Fichten-, Buchen- und Eichenwälder mit einem reichen Wildbestand geprägt, kennzeichnet die Mittelweserregion von Minden bis Bremen eine weite Marschenlandschaft mit vorwiegend landwirtschaftlich ausgerichteten Strukturen und teilweise hohem Waldanteil. Heide und Moore sind für diesen Flussabschnitt ebenfalls charakteristisch. Hier vollführt der Strom zahlreiche Windungen und bildet Altarme mit hohem Fischbesatz und ufernahem Lebensraum für Tier und Pflanze.
Die Ufer der Unterweser werden von weiten, fast baumlosen Marschengebieten begleitet. Hier haben die regelmäßigen Hochwasser, die ungehindert durch Deiche bis an die Geestränder reichten, eine eigene Landschaft geprägt. Mitgeführter und abgelagerter Sand, Schlick, Ton und Lehm formten das heutige Landschaftsbild zwischen Bremen und der Nordsee mit Niederungs- und Hochmooren im Übergangsbereich von Geest und Marsch.
In vorgeschichtlicher Zeit befand sich die Nordseeküste mindestens 50 km weiter nördlich als heute. Durch Absenkungen veränderte sich die ursprüngliche Küstenlinie, wobei der Mensch durch die Errichtung von Deichen dieser Entwicklung Einhalt gebot. Durch Ausschwemmungen und Ablagerungen im Mündungsbereich der Weser entstand im Gezeitenbereich das Wattenmeer. Es ist ein einzigartiger Lebensraum für Meerestiere. Zahlreiche Robbenbänke befinden sich heute an und in der Außenweser.
Die Fauna-Flora-Habitat-Richtlinie aus dem Jahr 1992 verpflichtet die Bundesländer, Gebietsvorschläge zum Schutz bestimmter Lebensraumtypen sowie Habitate von gefährdeten Tier- und Pflanzenarten nach Brüssel zu melden. Ausgewählte Gebiete aus den nationalen Vorschlägen sollen dann zusammen mit den nach der EU-Vogelschutzrichtlinie gemeldeten Vogelschutzgebieten das europaweite Schutzgebietssystem Natura 2000 bilden. In dieses Projekt sind bereits einige Gebiete an der Weser eingebunden, zum Beispiel die Strohauser Plate.

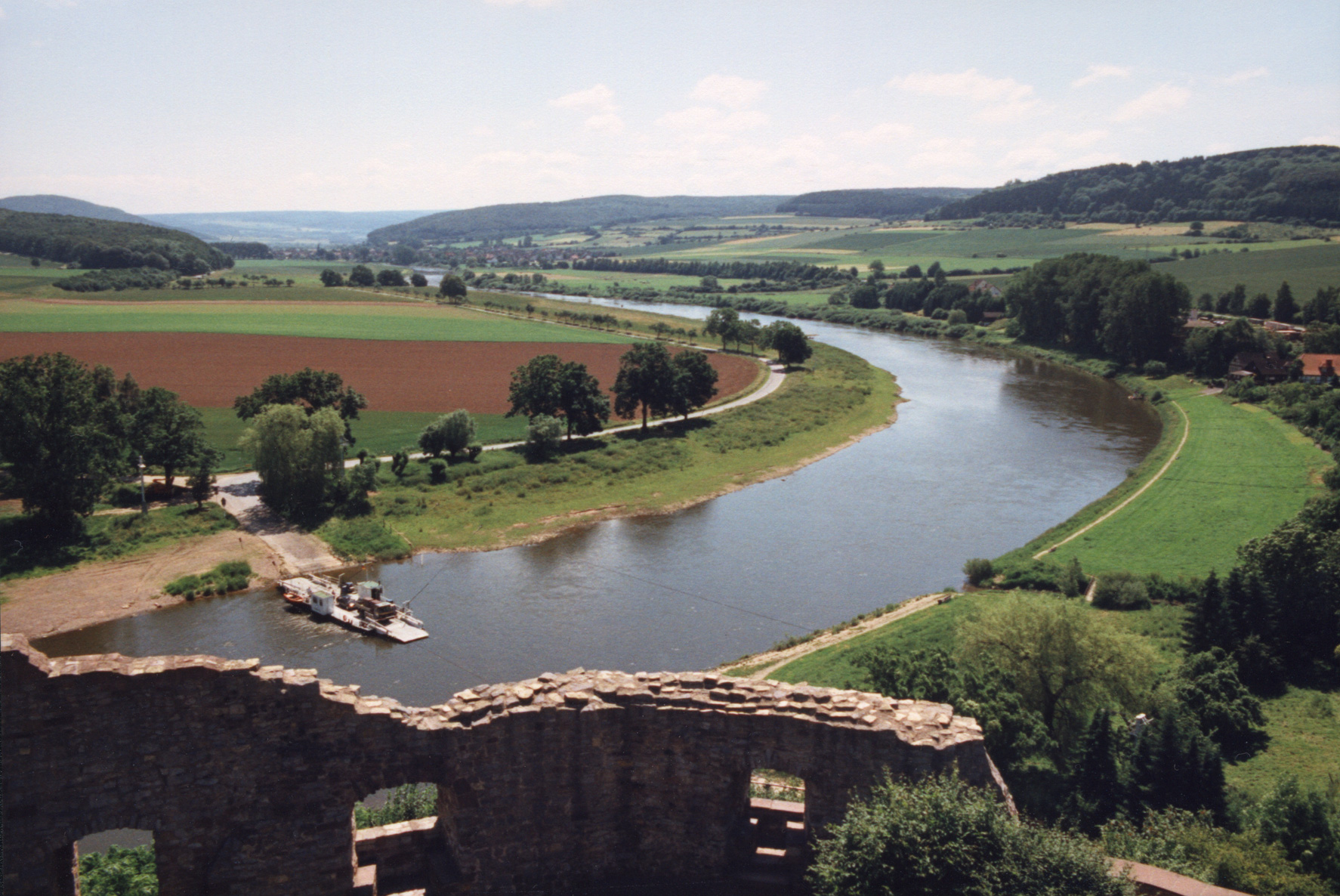
Die Oberweser bei Polle

Wie vielfältig die Flora und Fauna an der Oberweser ist, zeigte die Begehung eines etwa 14 km messenden Transektes südlich von Beverungen im Juni 2000. Die von mehr als 30 Spezialisten für Flechten, Moose, Gefäßpflanzen, Weichtiere, Insekten, Amphibien und Vögel erfasste Flora und Fauna belegte in diesem Wesertalabschnitt 576 Pflanzenarten (darunter 62 Moose und 487 Gefäßpflanzen) und 389 Tierarten (darunter 30 Libellen, 60 Käfer, 33 Schmetterlinge und 58 Vögel).
Im Rahmen einer Voruntersuchung zum Bau einer Fischtreppe am Wehr der Pfortmühle in Hameln im Jahr 2001 wurden 28 Fischarten ermittelt, neben den bekannten Wanderfischen wie Aal und Lachs auch zahlreiche andere Fischarten, die die Weser und ihre Nebenflüsse bewandern.

## Wirtschaft

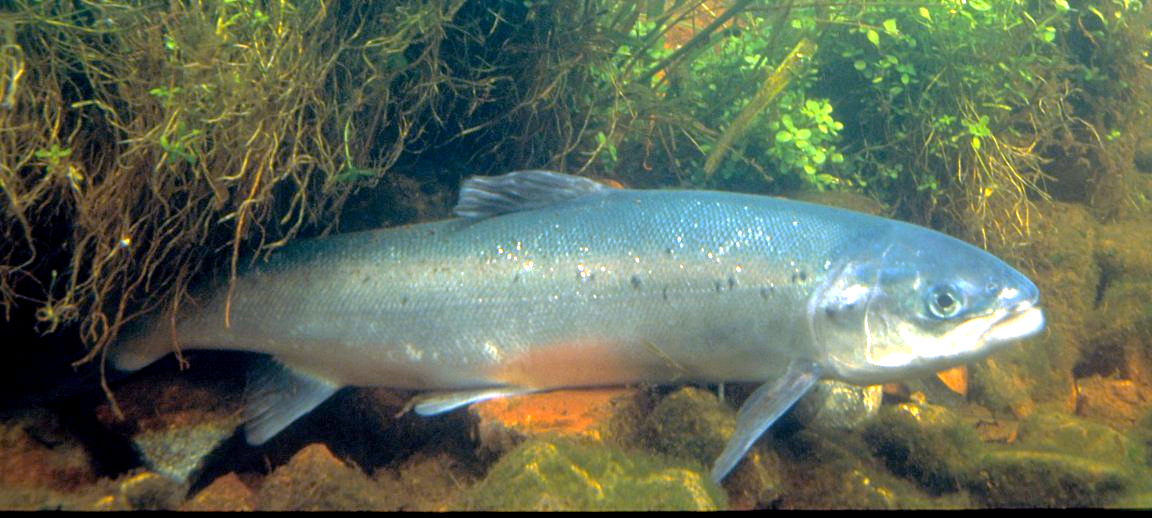
Lachs

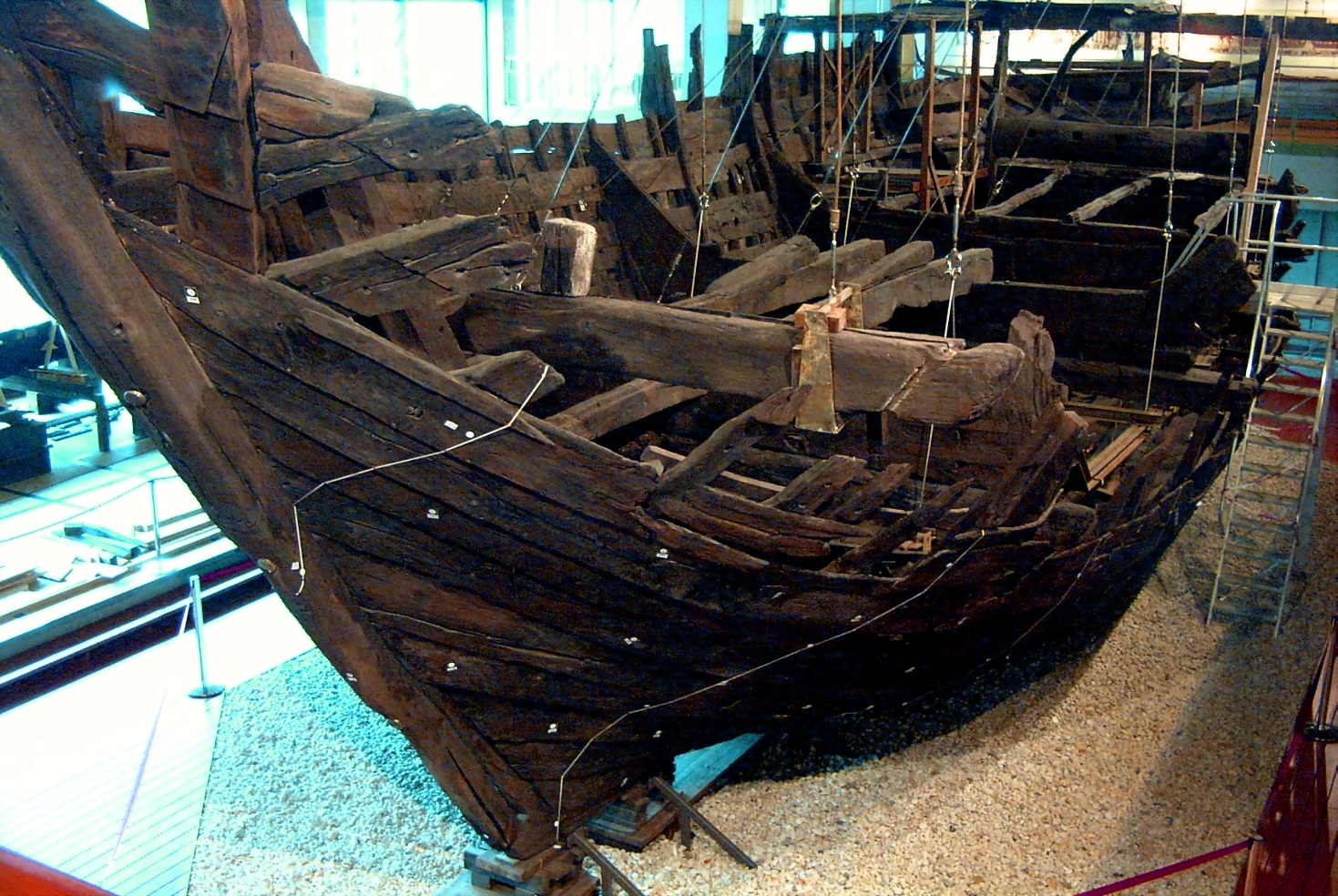
Hansekogge von 1380 (Deutsches Schifffahrtsmuseum Bremerhaven)

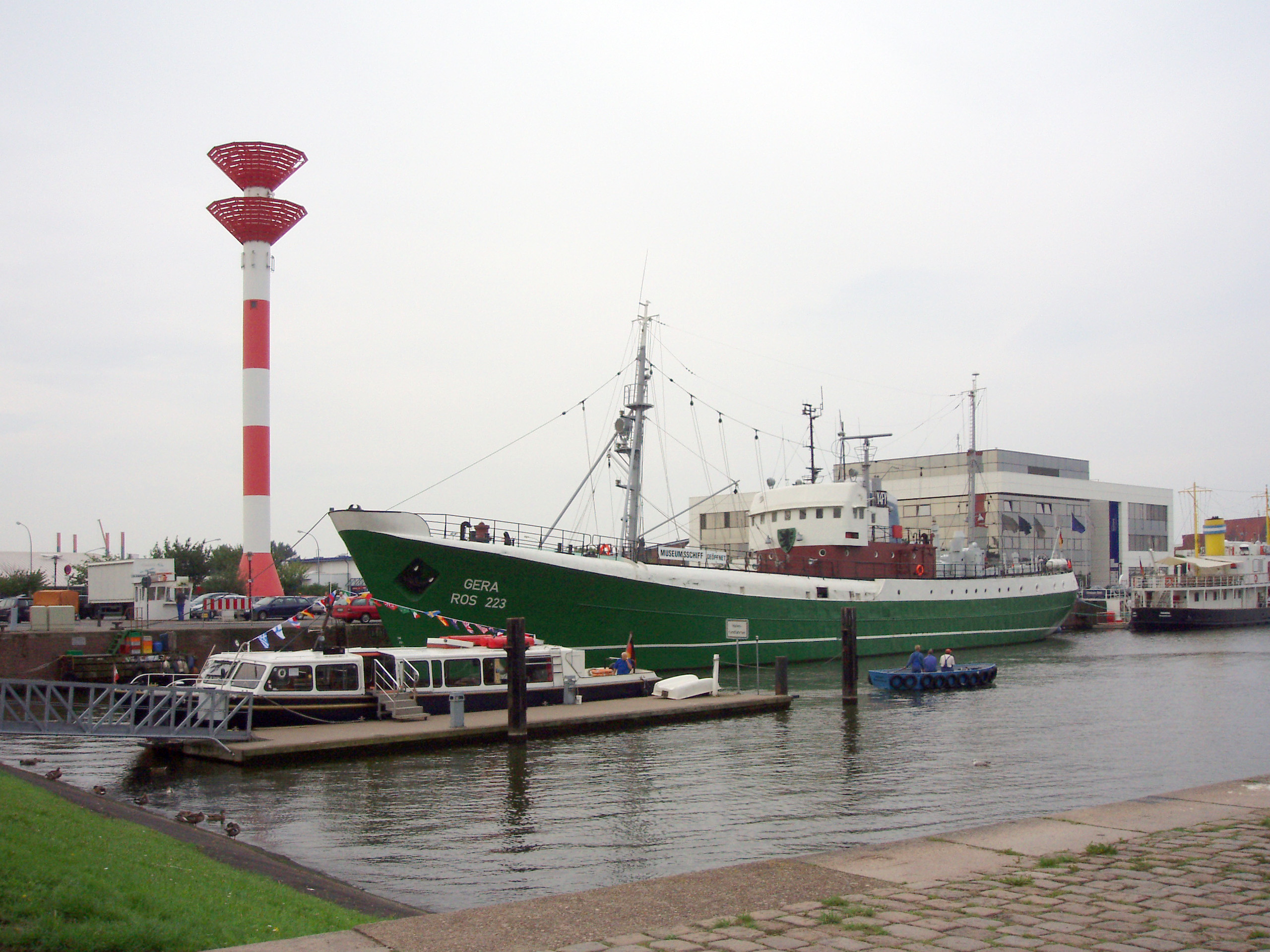
Fischereihafen in Bremerhaven, Museumsschiff Gera

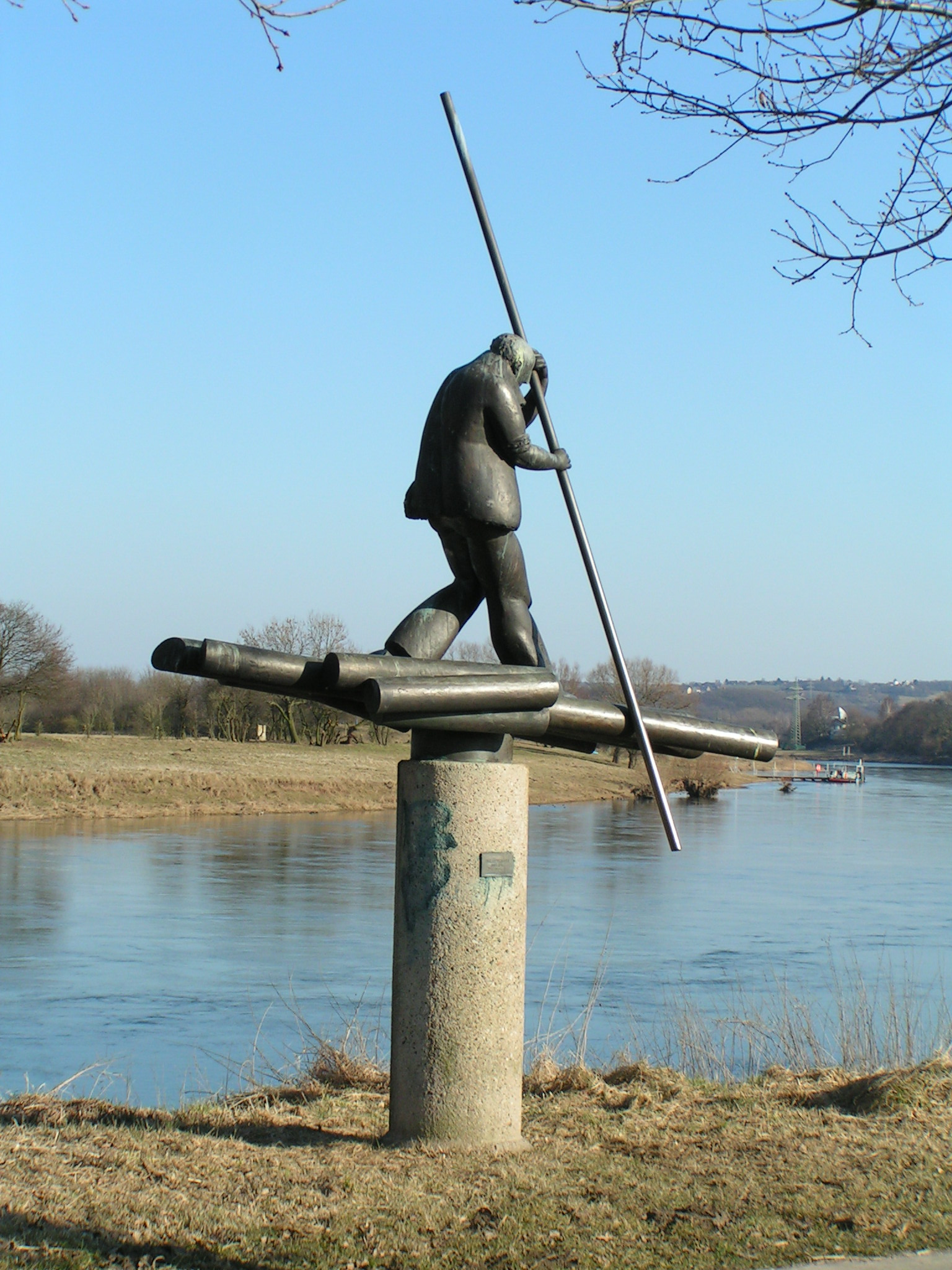
Flößer-Denkmal in Bad Oeynhausen nahe der Werremündung

### Fischerei
Schon lange vor der Industrialisierung wurde auf der gesamten Weser gewerbsmäßiger Fischfang mit Senknetzen betrieben. Viele erhaltene Fischer-Häuser in Orten an der Unter- und Mittelweser zeugen noch heute von einem gewissen Wohlstand.
Größere Bedeutung erlangte die Fischerei an der Unterweser, als der Geestemünder Friedrich Busse 1884 einen Hochseefischdampfer bei der Bremerhavener Wencke-Werft in Auftrag gab und nach dessen Indienststellung zu einem bedeutenden Fischhändler wurde. 1888 gab es in Geestemünde eine erste Fischauktion nach englischem Vorbild.
1909 betrug die Fangzahl für Lachs an Mittelweser und Aller noch 4000 Stück. Durch den Ausbau der Weser mit Staustufen (mit Wehren, Schleusen und Wasserkraftwerken) sowie durch die mit der Industrialisierung verbundene Verschlechterung der Wasserqualität sank diese Zahl bis 1959 praktisch auf Null.
Die letzten noch aktiven Berufsfischer an der Mittelweser sind Kurt Janke in Dörverden sowie Cord und Ludolf Dobberschütz in Nienburg/Weser. Die Familie Dobberschütz betreibt die Weserfischerei schon seit mehreren Generationen.
Bis 1990 verursachte der Kalibergbau an der Werra zumeist eine massive Versalzung von Ober- und Mittelweser, unterbrochen von Süßwassereinträgen an den Wochenenden. Das führte sowohl beim Fischbesatz, als auch bei den für die Ernährung vieler Fische wichtigen Mücken(-Larven), zu einem schweren Zahlen- und Artenrückgang. Allein der Aal gedieh noch gut. Heute sorgen Sportfischerverbände und örtliche Angelvereine durch regelmäßigen Einsatz von Jungfischen für einen ausgeglichenen Besatz, während jetzt die Erträge der Aalfischerei zurückgehen.

### Handel und Handwerk
Anders als auf dem Rhein wurden auf der Weser im Wesentlichen in der Region erzeugte oder für ihren Bedarf bestimmte Waren transportiert. Für die Transporte auf dem Fluss wurde Zoll erhoben. An der Oberweser besaßen im Hochmittelalter die Grafen von Dassel dieses Recht, das sie 1270 an Albrecht I. von Braunschweig verkauften.
In vorindustrieller Zeit ließen sich schwere Lasten viel besser zu Wasser als zu Lande befördern. So befand sich unter den Gütern spätestens seit Ende des 15. Jahrhunderts auch Steinkohle aus Obernkirchen (nahe der Porta Westfalica) für Bremen an der holzarmen Unterweser.
Um 1600 wurde auf der Weser vor allem Getreide und Obst aus der Hildesheimer Börde nach Bremen und Holland, und von dort aus Käse, Stockfisch und Tran flussaufwärts transportiert.
Vom 16. bis 19. Jahrhundert gab es an der Oberweser und an Werra und Fulda zahlreiche Dörfer, in denen Töpferwaren hergestellt wurden. Umfangreiche Keramikfunde in diesem Gebiet lassen auf eine starke Produktion schließen. Man schuf den Begriff Weserkeramik, der auch zum Ausdruck bringt, dass die Weser als Handelsweg für die Keramik diente. Aus vielen Töpferorten der Oberweser gelangten Tonwaren und Steinzeug nicht nur in den stets arm an Töpfereien gewesenen Raum an der Mittel- und Unterweser, sondern über die Außenweser auch in die Nordseeküstenländer Friesland, Dänemark, England und die Niederlande. Der Handel mit Keramik von der Oberweser beherrschte schließlich den Markt im gesamten Weserraum, so dass im 18. und 19. Jahrhundert die Produktionsstätten an Mittel- und Unterweser (zum Beispiel in Minden) keine Bedeutung mehr hatten.
Als ausgesprochener Exportschlager erwies sich der Veckerhäger Ofen, der in der 1666 gegründeten Kurhessischen Eisenhütte Veckerhagen (Oberweser) gegossen und von dort aus mit dem Schiff zunächst nach Bremen und weiter zu Kunden in Skandinavien und Amerika transportiert wurde.
Ein wichtiges Produkt des waldreichen Weserberglandes war und ist Holz. Bis in die Mitte des 20. Jahrhunderts wurde Stammholz vorzugsweise geflößt. Der Arbeit der Flößer auf der Weser wurde in Bad Oeynhausen ein Denkmal in Form einer Bronze-Skulptur gesetzt.

## Schifffahrt

### Geschichte
Schon die Römer befuhren bei der versuchten Eroberung Germaniens mit ihren Schiffen die Weser. Eine römische Flottenstation wurde bei Bremen-Seehausen ausgegraben. Trotz der Varusschlacht gab es weiterhin Handel entlang der Weser mit Produkten aus dem Römerreich. So wurden an Mittel- und Unterweser und Hunte zahlreiche römische Mahlsteine aus Eifel-Basalt gefunden. Für das 8. Jahrhundert lässt sich ein Verkehr kleiner Handelsschiffe nachweisen, die über Aller, Leine und Oker bis Braunschweig, Hildesheim und Elze fuhren, im 12. Jahrhundert über die Werre, Else und Hase auch nach Westfalen.
Die Schifffahrt auf der Fulda wurde in den Jahren 1601/1602 durch Bau von Schleusen bis nach Hersfeld ausgedehnt, knapp 90 Flusskilometer von Hann. Münden. Die Werraschifffahrt reichte über lange Zeit flussaufwärts bis nach Wanfried, knapp 70 Flusskilometer von Hann. Münden. Versuche, sie mit weniger Aufwand als an der Fulda auszudehnen, scheiterten unter anderem an Mühlenwehren und engen Brücken, zuletzt um 1800.

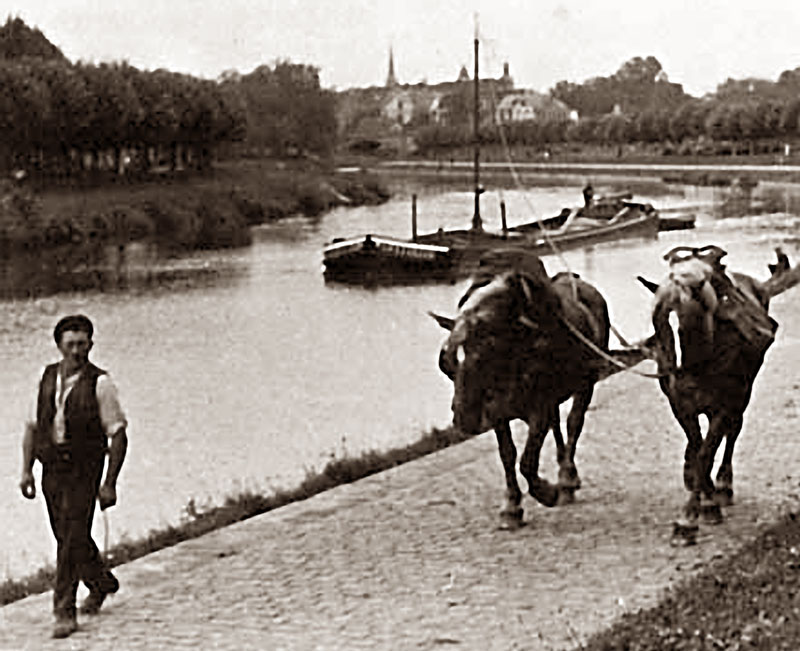
Treideln mit Zugtieren

Flussaufwärts wurden die Lastkähne ausnahmslos an Seilen von Menschen oder Zugtieren gezogen, getreidelt. Hierzu bestanden in Ufernähe befestigte Treidel- oder Leinpfade, die zum geringen Teil heute noch erhalten sind. Die Treidelschifffahrt litt unter der oft schlechten Unterhaltung der Treidelwege. Mancherorts mussten die Treidler übersetzen, weil der Treidelpfad die Flussseite wechselte. Stromab wurde nicht getreidelt, die Strömung genügte, um die Kähne in Fahrt zu halten.
Im 14. und 15. Jahrhundert wurde auf der Weser vor allem auf der Ober- und Mittelweser die Eke, auch Bremer Eke, aus Eiche (= Eke) häufig als Binnenschiff eingesetztes. Die Bezeichnungen wie Bukke oder Bockschiff sowie auch Bulle (von Bohlen), für bis zu 30 Meter lange und zirka 3 Meter breite flachbodige Lastschiffe waren auch üblich. Die späteren traditionellen Weserkähne wurden dann Weserböcke genannt, eine Bezeichnung, die später aber auch für motorisierte Lastkähne verwendet wurde. An der Unterweser benutzte man zusätzlich eine Besegelung der Schiffe.
Transportiert wurden im Mittelalter bei der Talfahrt – also weserabwärts – unter anderem Steine – vor allem der Obernkirchener Sandstein – Kalk, Eisenerz, Bauholz, Getreide und bei der Bergfahrt ins Landesinnere Fische, Butter, Käse, Talg, Tuche, Vieh, Torf etc.

Dampfschiff Die Weser, 1817

Beinahe wäre die Weser 1707 Ort der weltweit ersten Dampfschifffahrt geworden, hätte nicht die Mündener Schiffergilde nur wenige Meter vor dem Zusammenfluss von Werra und Fulda die Erfindung des Denis Papin, ein durch einen Dampfzylinder angetriebenes Schiff, im Fluss versenkt. So wurde erst 1817 mit dem in Vegesack gebauten ersten von Deutschen konstruierten Dampfschiff Die Weser wieder ein Kapitel in der Geschichte der Dampfschifffahrt aufgeschlagen. Die Weser verkehrte bis 1833 auf der Unterweser zwischen Bremen, Vegesack, Elsfleth und Brake und transportierte Passagiere und Post.

### Weserlotsen
Das Lotswesen auf der Weser geht auf erste Erwähnungen im frühen 18. Jahrhundert zurück und war lange Zeit geprägt durch Auseinandersetzungen über Zuständigkeiten zwischen den Anliegern Oldenburg, Preußen und Bremen. Heutzutage wird das Lotswesen auf der Weser durch die beiden Lotsenbrüderschaften Weser I und Weser II / Jade gewährleistet.

### Ausbau der Weser
1399 beschrieb der Verdener Bischof Dietrich von Niem in seiner Kronik, dass die Weser nach dem Absinken des Hochwassers im Frühjahr große Mengen steinigen und sandigen Bodens zurückließ. Ende des 16. Jahrhunderts beschloss der Rat der Stadt Bremen auf Antrag der Schiffergilde den Bau eines Hafens, weil ihre Schiffe aufgrund der Versandung der Unterweser die Stadt Bremen kaum noch anlaufen konnten. Der Ausbau am rechten Ufer in Vegesack auf bremischem Territorium im kleinen Ästuar der Aue war mit damaligen technischen Mitteln möglich, wenngleich die Versandung strömungstechnisch nicht beherrscht werden konnte. So löste der Hafen in Vegesack das Problem nicht dauerhaft. Schon bald mussten die Schiffe am linken Ufer auf Oldenburger Gebiet in Brake ihre Fracht löschen. Weitere Versandung und Streit mit dem Herzogtum Oldenburg führten 1827 zur Gründung Bremerhavens auf einem vom Königreich Hannover gekauften Territorium.
Die Frühjahrs- und Herbsthochwasser der Weser überschwemmten weite Teile des flachen Landes zwischen Minden und der Nordsee. Dabei lagerten sich schwerere Sinkstoffe dichter am Ufer ab als leichtere und schufen somit Dämme, die das Wasser irgendwann nicht mehr selbst überwinden konnte. Die dadurch entstandene Strömungsenergie sammelte sich im Flussbett selbst und die Weser grub sich immer tiefer ein. Der Auswasch wurde mit fortgespült. Bei Niedrigwasser lag der Wasserspiegel teilweise so tief, dass das Grundwasser der Uferregionen abgezogen wurde und Brunnen trocken fielen.
Bei Eisgang oder Hochwasser schuf die Weser oftmals bis zu 10 m tiefe Kolke, vor denen sie das ausgegrabene Material zu Sandbänken oder Inseln anhäufte. Dabei wechselte die Strömung häufig das Flussbett und wurde mit wechselnden Wassertiefen unberechenbar für die Schifffahrt.

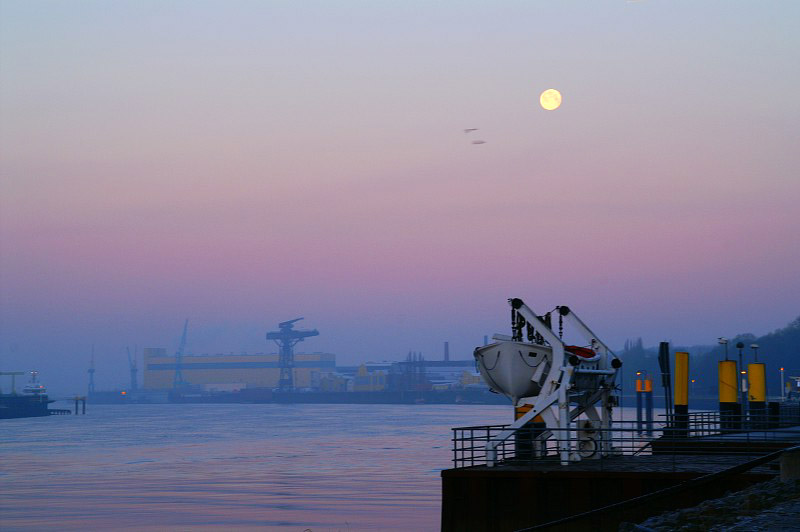
Unterweser bei Bremen-Vegesack

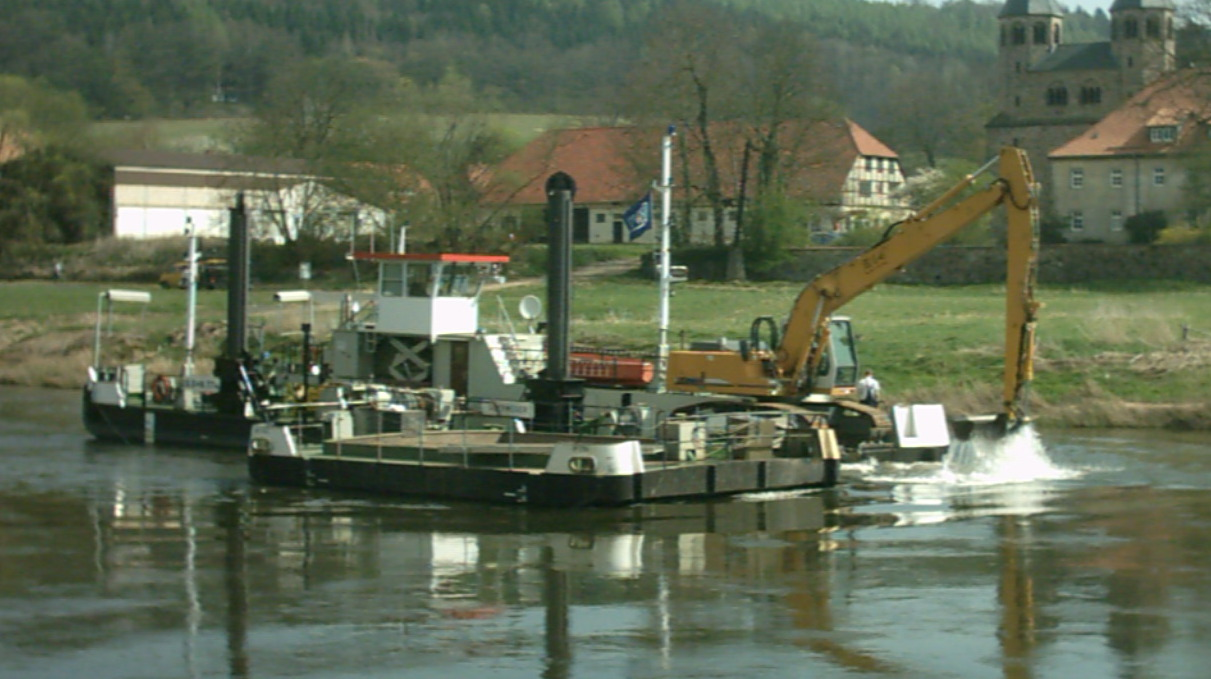
Baggerschiff Oberweser vor Bursfelde

Die Weserschifffahrtsakte, von den Vertretern aller Weseruferstaaten am 10. September 1823 in Minden beschlossen, machte den Stapelrechten und anderen mittelalterlichen Privilegien ein Ende und verpflichtete alle Anliegerstaaten zu notwendigen Strombaumaßnahmen und zur Sicherung der Schifffahrt auf der Weser.
Die Stadt Bremen begann 1845 mit der Vertiefung der Unterweser auf eigenem Staatsgebiet. 1847 hatte man den ersten Dampfbagger angeschafft und versuchte durch den Bau von Buhnen mit mäßigem Erfolg, den Fluss einzuengen und das Fahrwasser gemäß den Plänen Ludwig Franzius auf 5 m zu vertiefen. Erreicht wurde aber zunächst nur eine dauerhafte Tiefe von 2 m.
1874 war Franzius Vertreter Bremens in einer Kommission, die sich mit der Förderung der Schifffahrt auf der Weser befassen sollte. Er sammelte zunächst Daten über die Weser und über ihr gesamtes Zuflussgebiet und erarbeitete aus seinen Erkenntnissen den Plan einer weiteren Vertiefung und einer trichterförmigen Verengung des Strombettes von Bremen bis zur Mündung, die „Große Weserkorrektion“. Dabei setzte er sowohl auf das Verkürzen des Flusslaufes durch Schließen von Nebenarmen, das Ausbaggern mit technischen Mitteln wie auch auf die Räumkraft des Flusses selbst.
Nachdem Franzius anfangs Schwierigkeiten hatte, seine Idee durchzusetzen, verhalf ihm das verheerende Hochwasser von 1881 zur Realisierung eines ehrgeizigen Plans: Die Weserschleife bei Lankenau-Gröpelingen, die Lange Bucht, sollte abgeschnitten und der Strom in ein neues Bett verlegt werden. Trotz ungesicherter Finanzierung wurde diese Große Weserkorrektion bereits 1883 verwirklicht.
Noch während weitere Korrekturen an der Unterweser in vollem Gange waren und größere Schiffe die Weser bis Bremen noch nicht befahren konnten, wurde 1888 das Hafenbecken des Europahafens eingeweiht.

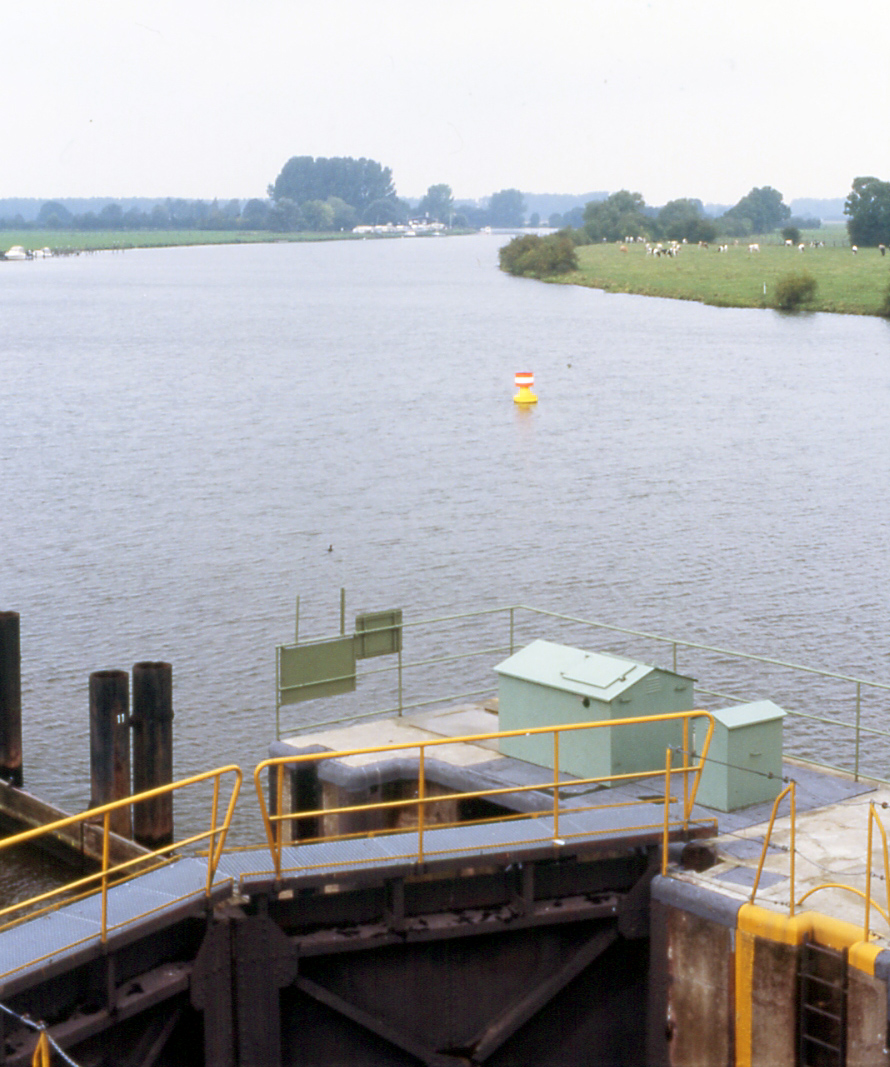
Drakenburg: Blick von der Brücke auf der Staustufe

Nach der „Weserkorrektion“ erfolgten wesentliche weitere wasserbauliche und wasserwirtschaftliche Maßnahmen im Bereich der Mittelweser. Schon Ende des 19. Jahrhunderts wurde durch Buhnen der Wasserstrom konzentriert, um so eine Vertiefung des Fahrwassers zu bewirken. Mit dem Bau des Hemelinger Weserwehrs in Bremen-Hastedt 1911 begann die Anhebung des Wasserspiegels der Mittelweser durch Staustufen und Schleusenkanäle, so auch bei Dörverden, wo 1911 die Lohofschleife durchschnitten wurde und ab 1914 am dort neu errichteten Stauwehr ein Wasserkraftwerk Strom erzeugt. Weitere Regulierungsdurchstiche und Stauwehre wurden bei Intschede (Gemeinde Blender) und Petershagen an der Einmündung der Ösper errichtet. Vollendet wurde die Maßnahmenserie erst in den Aufbaujahren nach dem Zweiten Weltkrieg. Nach Berechnungen der Mittelweser-Aktiengesellschaft und des Weserbundes e. V. wurden bis 1967 rund 330 Millionen DM für Investitionen aufgewendet, die entsprechend den damaligen wirtschaftlichen Aufbauzielen die „Infrastruktur der Landschaft verbessern“ sollten. Darin waren vorbereitende Bauarbeiten bis zum Jahre 1942 mit einem umgerechneten Bauwert von 50 Millionen DM enthalten. Die Investitionen der privaten Wirtschaft, zu denen auch die Wasserkraftwerke zählen, beliefen sich auf rund 900 Millionen DM. Sieben Wasserkraftwerke entlang der Weser, von denen die bisher neueste Anlage in Landesbergen Ende 1960 fertiggestellt wurde, erzeugten jährlich rund 200 GWh und wurden in ihrer Gesamtheit bis 1986 betrieben, kosteten aber mit zusammen 60 Millionen DM kaum 5 % der Gesamtinvestitionen von 1,33 Milliarden DM, welche für den Ausbau der Weser aufgewendet wurden.
Das Fahrwasser der Unterweser wurde mittlerweile bis auf 12 m weiter vertieft, und während der Tidenhub bei Bremen vor der Weserkorrektur nur 73 cm im Durchschnitt von zehn Jahren (1870–1879) betrug, vergrößerte er sich bis 2004 auf 4,50 m.
Der Ausbau der letzten veralteten Schleuse in Dörverden vom Ausbauzustand von 1912 zur erforderlichen Breite und einer Abladetiefe von 2,50 m für das Europaschiff als seit etwa 1960 nach den Abmessungen des Kanalsystems im Ruhrgebiet bestimmten Standard-Binnenschiff wird erst 2011 mithin 99 Jahre nach dem ersten Ausbau und erst 50 Jahre nach Standardisierung des Ausbautyps abgeschlossen sein (Stand 2011).
Im Bundesverkehrswegeplan 2030 sind die Wasserstraßen nach Netzkategorien unter Berücksichtigung der Verkehrsprognosen 2030 bewertet. Die Außenweser ist der Netzkategorie A, die Unterweser und die Mittelweser sind der Netzkategorie B und die Oberweser der Kategorie „Außerhalb des Kernnetzes“ zugeordnet.

## Flussschifffahrt
Die Dampfschifffahrt verdrängte sehr schnell den Berufszweig der Treidler. Dampfschlepper konnten mehrere Lastkähne gleichzeitig an ihre Zugseile nehmen. Auch talwärts wurden die Kähne nun gezogen und erreichten dadurch eine höhere Geschwindigkeit. Selbstfahrende, Lasten befördernde Dampfschiffe zählten zu den Ausnahmen, während Personendampfer zahlreich in Dienst gestellt wurden.
Die Bedeutung der Binnenschifffahrt auf der Weser sank nach 1850, nachdem die Bahnstrecken Hannover–Bremen (1851), Göttingen–Hannoversch Münden (1856, später bis nach Kassel) fertiggestellt waren. Seitdem bestehen durchgehende Eisenbahnverbindungen von Hessen zu den Seehäfen.
Die Mittelweser wurde 1915 an den Mittellandkanal angeschlossen und gewann dadurch an Bedeutung.

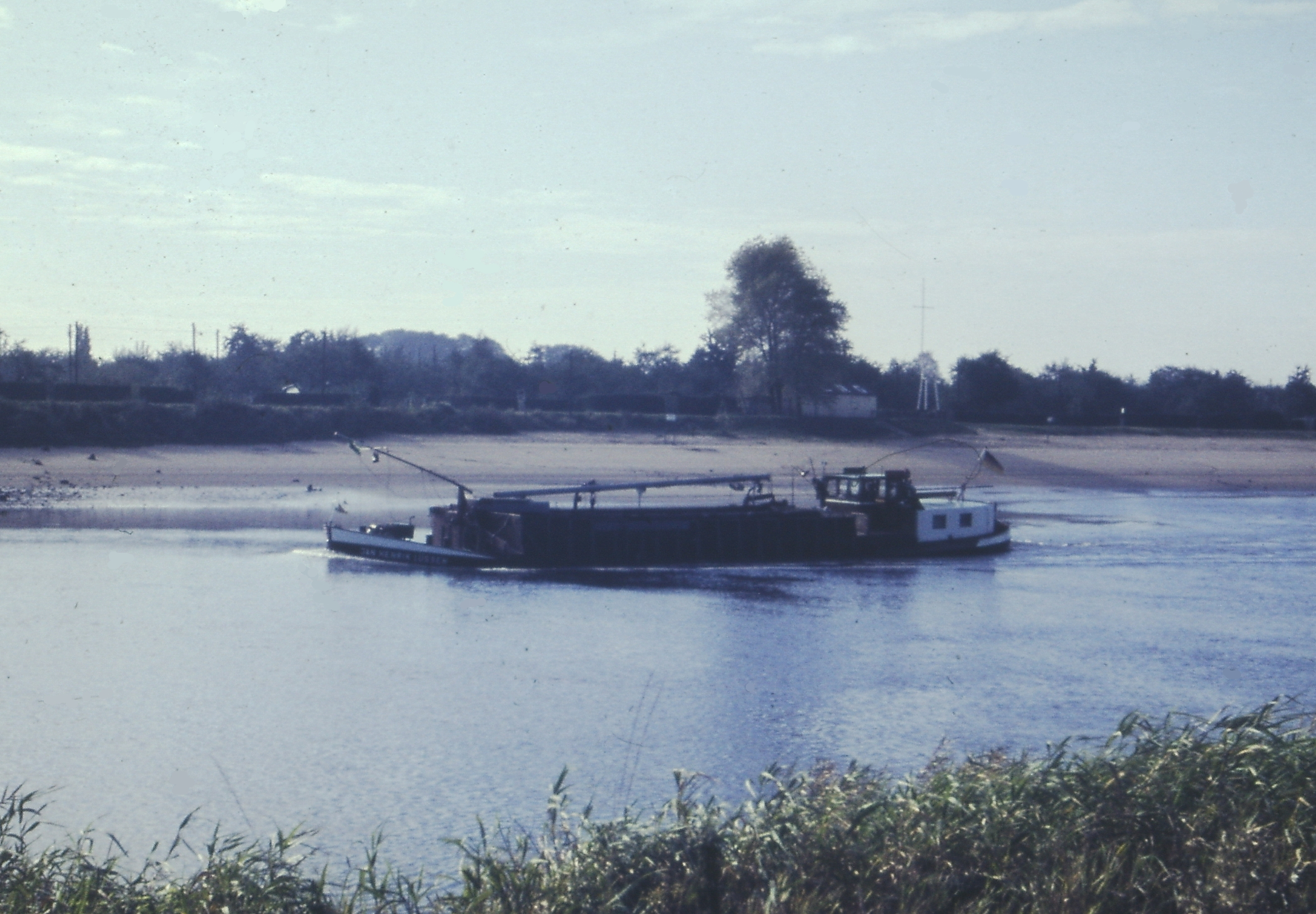
Das Bremer Binnenschiff Jan Hendrik Lüssen voll abgeladen, Weser aufwärts – 1965

Im 20. Jahrhundert ersetzten Schiffe mit Dieselmotor die Weserdampfer. Die Anzahl von Lastkähnen mit eigenem Antrieb stieg und Schleppverbände wurden von Schubverbänden abgelöst.
Der Ausbau der Mittelweser, insbesondere der Schleusen als technischer Engpässe, wurde ungeachtet der steten Bekundung des angeblichen politischen Willens im Bundesministerium für Verkehr zur Verlagerung von Transporten auf die Binnenschifffahrt jahrzehntelang verschleppt. Gründe waren wohl die Bevorzugung des Straßengüterverkehrs und die Verwendung der Steuern aus dem Straßengüterverkehr für allgemeine Haushalte.

### Fähren
Bei den Fähren an Ober- und Mittelweser handelt es sich überwiegend um Gierseilfähren. Im Tidenbereich der Unterweser gibt es nur Motorfähren. Viele Fährverbindungen haben eine lange Tradition. Einzelne sind nach längerer Unterbrechung aus touristischen Gründen reaktiviert worden. Einige Fähren an Ober- und Mittelweser haben recht eingeschränkte Betriebszeiten.

### Frachtschifffahrt
Die Weser ist vom Zusammenfluss von Werra und Fulda bis zur Mündung durchgehend schiffbar. Wie groß die Schiffe maximal sein und wie viel Tiefgang sie haben dürfen, ist in den einzelnen Abschnitten unterschiedlich. In welchem Umfang tatsächlich Lastverkehr auf einem Abschnitt stattfindet, hängt auch von diesen Einschränkungen ab.

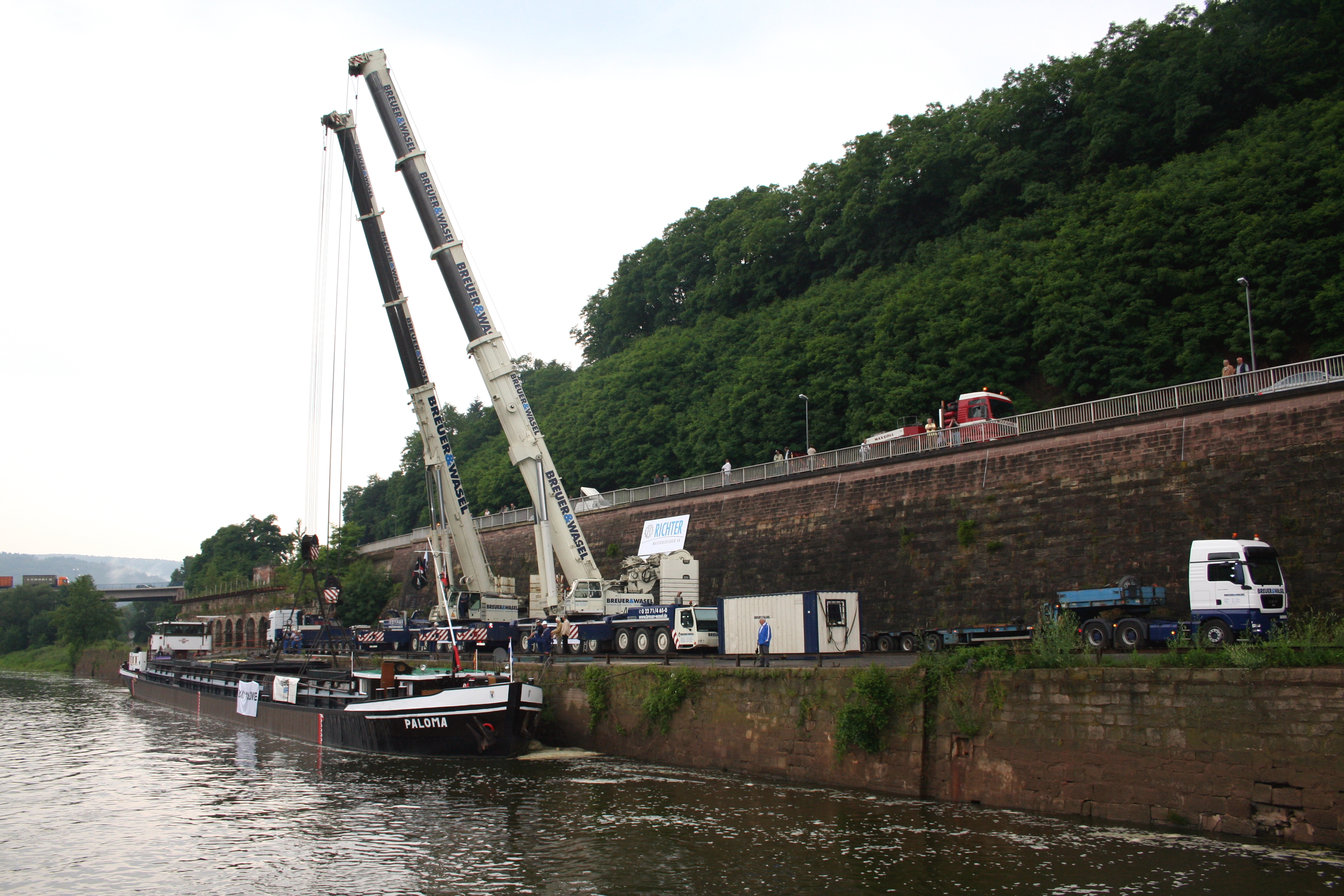
Verladung an der reaktivierten Weserumschlagstelle Hann. Münden 2008

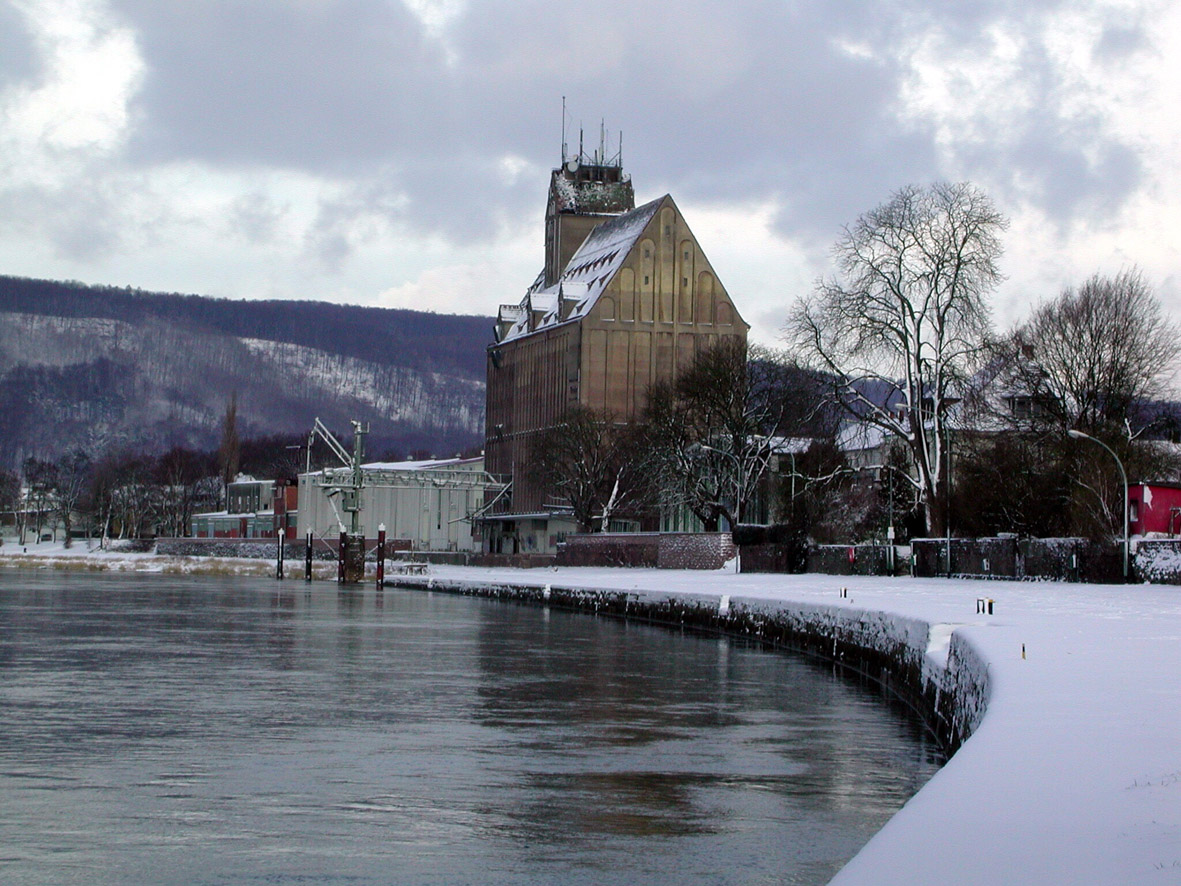
Weserkai und Speicher in Holzminden

Die Oberweser (Wasserstraßenklasse IV mit Einschränkungen) darf von Schiffen oder Schubverbänden mit einer Höchstlänge von 85 m und einer Höchstbreite von 11 m befahren werden. Der maximal erlaubte Tiefgang ist wasserstandsabhängig. Vom aktuellen Pegelstand muss ein streckenweise unterschiedlicher Sicherheitsabstand abgezogen werden. Dieser beträgt für die Strecken Hann. Münden–Karlshafen 17 cm, Karlshafen–Bodenwerder 5 cm, Bodenwerder–Hameln 28 cm und Hameln–Minden 31 cm. Die Schiffsführer erfragten die Wassertiefe früher beim Wasserstraßen- und Schifffahrtsamt Hann. Münden ab; dieses ging 2020 im Wasserstraßen- und Schifffahrtsamt Weser auf.  
Der Güterhafen in Hann. Münden wurde in den 1970er Jahren stillgelegt, das Bahnanschlussgleis 1989 abgebaut. Im Juni 2008 nahm die Weserumschlagstelle in Hann. Münden den Hafenbetrieb wieder auf. Seitdem wurden dort bis 2016 schwere Maschinenteile von Schwerlasttransporten auf Binnenschiffe verladen und umgekehrt. Voraussetzung dafür ist, dass die Weser genug Wasser für die Schifffahrt führt, was auf der Oberweser nicht immer der Fall ist.
Europaschiffe dürfen die Mittelweser zwischen Minden und Bremen bis 85 m Länge und 11,45 m Breite befahren. Schubverbände dürfen 91 m lang und 8,25 m breit sein und maximal 2,50 m Tiefgang haben. Dies entspricht der Wasserstraßenklasse IV mit Einschränkungen.
Bis 2012 soll der Weserabschnitt von Weser-km 204,5 in Minden bis km 360,7 beim Fuldahafen Bremen auf Klasse Vb mit Einschränkungen ausgebaut werden. Dann dürfen Großmotorgüterschiffe (GMS) bis 110 m Länge mit maximal 2,50 m Tiefgang diesen Abschnitt befahren. Vom Fuldahafen in Bremen bis zur Eisenbahnbrücke Bremen (UWe-km 1,38) entspricht die Weser bereits Klasse Vb. Hier endet der Geltungsbereich der Binnenschifffahrtsstraßen-Ordnung und beginnt der Bereich der Seeschifffahrtsstraßen-Ordnung, in dem die Weser zur Klasse VIb gehört. Die Stadt Minden baute für die neue Schifffahrtsklasse einen neuen Containerhafen am Wasserstraßenkreuz Minden, um so einen Hinterlandhub zu bekommen. Der RegioPort OWL (OWL = Ostwestfalen-Lippe) ist seit 2019 in Betrieb.
Die Unterweser darf auch von Seeschiffen befahren werden, tidenunabhängig mit einem maximalen Tiefgang von 7,5 m im Abschnitt Bremen – Brake, 9 m zwischen Brake und Nordenham und 13,50 m auf der Strecke Nordenham – Bremerhaven. Hinzu kommt ein mittlerer Tidenhub von 3,96 m.
Die Vertiefung der Außenweser ab Bremerhaven auf 14,50 Meter wurde 2003 fertiggestellt.
Fracht auf der Weser wurde zum Beispiel von der Bremen-Mindener Schiffahrts-AG transportiert, unter anderem Kalisalz. Das Unternehmen ging 1971 durch Fusion in der Fendel Stinnes Schiffahrt AG auf (heute Teil von Rhenus Logistics).

### Personenschifffahrt

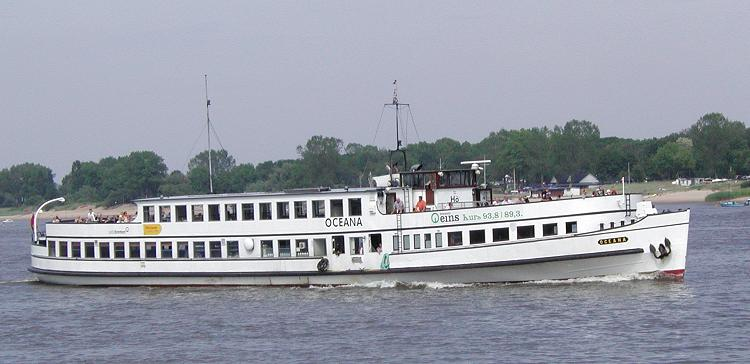
Das Ausflugsschiff Oceana verkehrt zwischen Bremen und Bremerhaven

Mit dem Aufkommen der Dampfschifffahrt auf der Weser ab 1817 übernahmen Personenschiffe den Transport von Reisenden. Lange Zeit war eine Fahrt mit dem Dampfschiff preisgünstiger als eine Bahnfahrt; die Schiffe wurden bis ins 20. Jahrhundert hinein als tägliches Verkehrsmittel genutzt. 1851 zum Beispiel bot die Oberweser Dampfschifffahrt eine tägliche Talfahrt von Hann. Münden nach Hameln an und wartete in Bad Karlshafen auf die Ankunft der Züge aus Kassel, Marburg und Eisenach. An vier Tagen in der Woche ging von Hameln aus die Fahrt weiter nach Minden und Bremen. An sieben weiteren Tagen im Monat waren die Schiffe der Oberweser Dampfschifffahrt für den Transport von Auswanderern reserviert, die von Bremen oder Bremerhaven aus die Reise in die Vereinigten Staaten und nach Kanada antraten. Die gesamte Fahrzeit von Hann. Münden bis Bremen betrug drei Tage, die Weiterfahrt bis Nordamerika acht bis zehn Tage. Bekannt waren die Schaufelraddampfer Kaiser Wilhelm, Kronprinz Wilhelm ex. Meißen, deren Reste im Deutschen Schifffahrtsmuseum in Bremerhaven zu sehen sind und Fürst Bismarck.
Auch in heutiger Zeit verkehren auf der gesamten Weser Personenschiffe, ebenso auf der Fulda zwischen Hann. Münden und Kassel. Während die Schiffe auf der Fulda, Ober- und Unterweser zwischen April und Oktober im regelmäßigen Linienverkehr die Anliegergemeinden bedienen, verkehren im Sommerhalbjahr Personenschiffe auf der Mittelweser nur sehr unregelmäßig und bieten vorwiegend eher kurze Ausflugsfahrten an.

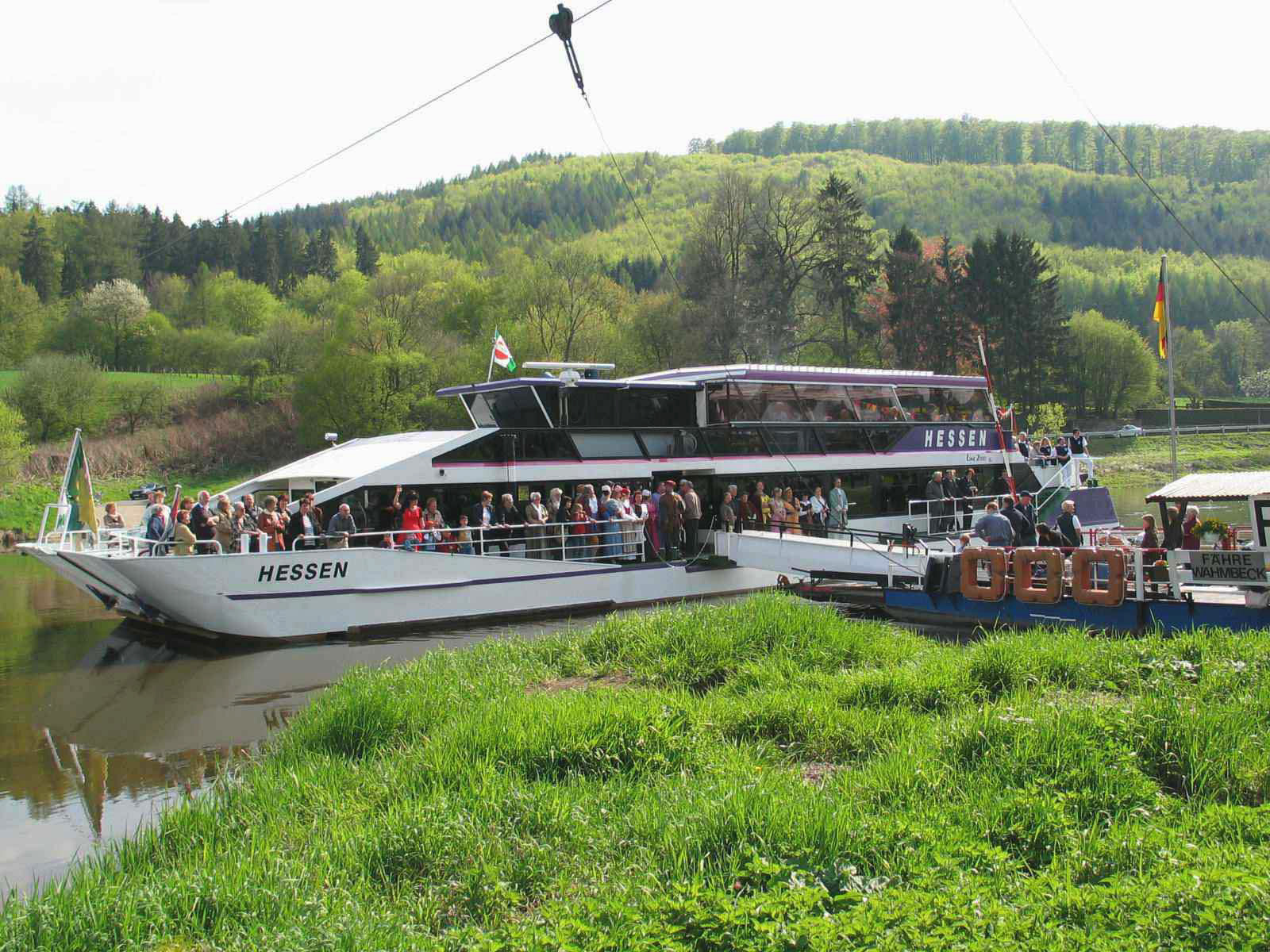
Fahrgastschiff Hessen auf der Oberweser 2004

An die Personenschiffe, die auf der Oberweser verkehren, werden wegen der geringen Wassertiefe besondere Anforderungen gestellt. So darf auf der Strecke Hann. Münden–Bad Karlshafen der Tiefgang 45 cm nicht überschreiten, um auch bei niedrigem Wasserstand den Linienverkehr bedienen zu können. Zum Beispiel hat das 1993 in Dienst gestellte Fahrgastschiff Hessen der Linie 2000 nur einen Tiefgang von 30 cm und besitzt eine nach beiden Seiten ausfahrbare Gangway. An den Anlegestellen, die keine Anlegebrücken mehr haben, ankert das Schiff in der Flussmitte, indem vier Stempel hydraulisch auf den Grund abgesenkt werden. Das derart aufgebockte Schiff verharrt unbeweglich im Wasser. Ein Anlegezwang gegen die Strömung entfällt somit, ebenso das Festmachen am Anleger. Wegen des geringen Tiefganges haben moderne Motorschiffe für die Oberweser vielfach keine herkömmlichen Propeller, sondern Antriebe, die aus dem der Raddampfer weiterentwickelt sind.
Da im Sommer oft der größte Touristenandrang mit dem niedrigsten Wasserstand zusammenfällt, wird manchmal rechtzeitig vor dem Wochenende aus den Talsperren der Nebenflüsse die abfließende Wassermenge erhöht.

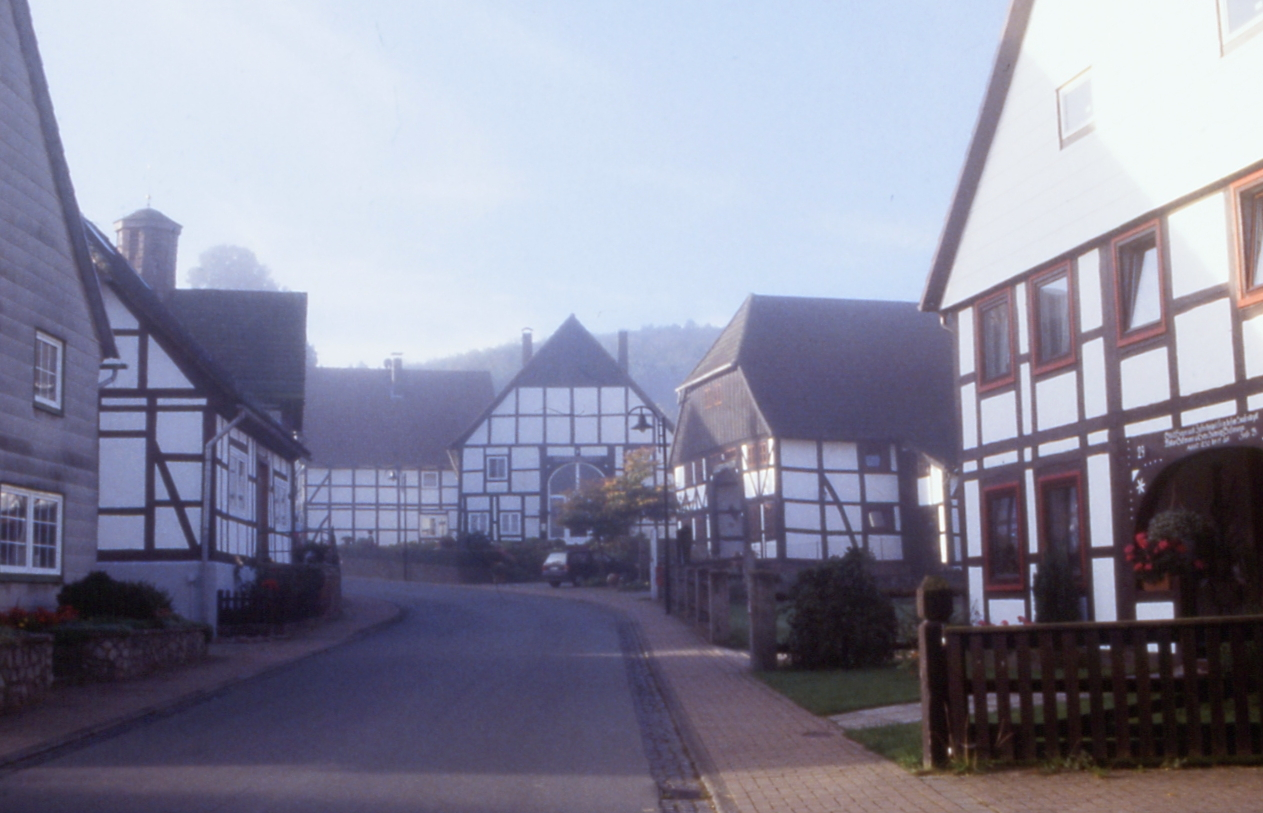
Reileifzen bei Polle, Ortsbilder in Fachwerk mit Übergang zwischen hessischen und niedersächsischen Bauformen prägen die Kulturlandschaft der Oberweser

### Sportschifffahrt
Auf der Weser ist für motorgetriebene Sportboote, bis auf die Stadtgebiete und Schleusenbereiche, eine Höchstgeschwindigkeit von 35 km/h erlaubt. In den Stadtgebieten beträgt die erlaubte Geschwindigkeit 18 km/h zu Tal und 12 km/h zu Berg. Die Weser gilt wegen ihrer relativ geringen Strömung und der hohen erlaubten Geschwindigkeit als ein ideales Gebiet für die Sportschifffahrt.
Besonders die Oberweser ist beliebt bei Kanusportlern und Wasserwanderern. Dank der Fließgeschwindigkeit der Weser von durchschnittlich 4,5 km/h bei normalem Wasserstand kann auch der Freizeitsportler längere Strecken ohne übermäßigen Kraftaufwand zurücklegen. Zahlreiche Bootsverleihe bieten neben dem Verleih von Kajaks und Kanadiern auch einen Rückholservice an.
Auch unter Ruderern ist die Weser ein sehr beliebtes Gewässer. Es gibt Rudervereine in Hann. Münden, Holzminden, Höxter, Bodenwerder, Hameln, Rinteln, Minden, Stolzenau, Nienburg, Hoya und Bremen.
Einmal im Jahr findet auf der Oberweser zwischen Hann. Münden und Hameln die ICF Wesermarathonfahrt statt, an der sich sowohl Ruderboot- als auch Kajak- und Kanufahrer beteiligen. Es können wahlweise 53, 80 oder 135 km absolviert werden. 2006 gingen 1.800 Teilnehmer an den Start.
Alle zwei Jahre (ungerade Jahreszahl) wird in Minden das „Blaue Band der Weser“ vom „Ring der Wassersportvereine um die Porta Westfalica“ veranstaltet. Immer am ersten Wochenende im September treffen sich hier Wassersportler aller Art und tragen ihre Wettkämpfe aus. Das gleichzeitig stattfindende Volksfest lockt regelmäßig rund 100.000 Zuschauer an die Weser. Unter dem Motto „Weser in Flammen“ findet am Samstag mit beginnender Dunkelheit der Bootskorso der beteiligten Sportler statt.

### Wasserstraßenkreuz Minden

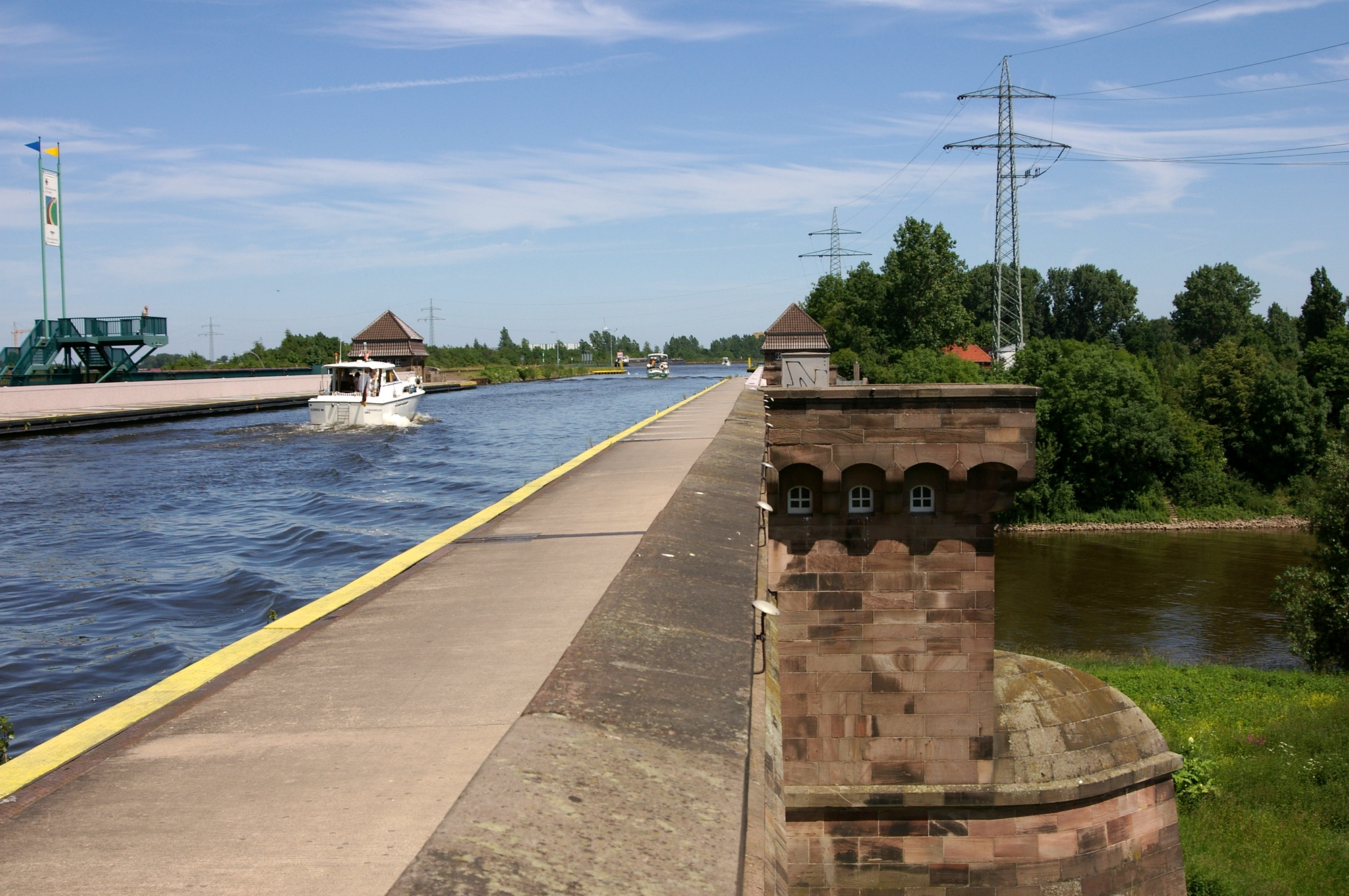
Mittellandkanal kreuzt Weser

Am Wasserstraßenkreuz Minden wird der Mittellandkanal nördlich von Minden seit 1914 in einer Trogbrücke über die Weser geführt. Die Brücke wurde 1945 von deutschen Truppen zerstört und in den 1950er Jahren wieder aufgebaut. 1998 kam eine zweite Trogbrücke hinzu, um dem gestiegenen Schiffsverkehr und dem Ausbau des Kanals auf neue, größere Schiffsklassen Rechnung zu tragen. Die alte Brücke wird seitdem nur noch für die Sportschifffahrt benutzt.
Vier Schleusen bilden zwei Verbindungen zwischen Weser und Mittellandkanal; sie überwinden eine Höhendifferenz von etwa 13,20 m: Das ist zum einen der Verbindungskanal Nord zur Weser mit der Schachtschleuse und parallel dazu der Weserschleuse, zum anderen der Verbindungskanal Süd zur Weser mit zwei Schleusen und dem auf halber Höhe liegenden Hafenbecken. Am Wasserstraßenkreuz befinden sich zwei Pumpwerke, mit denen Weserwasser in den Kanal gepumpt wird, um dessen Wasserstand konstant zu halten.
Durch das Wasserstraßenkreuz Minden erhält die Weserschifffahrt eine direkte Verbindung in Richtung Westen zum Rhein und dem Ruhrgebiet sowie der Ems und nach Osten zur Elbe und über das Wasserstraßenkreuz Magdeburg und den Elbe-Havel-Kanal weiter bis nach Berlin und zur Oder.

### Schleusen

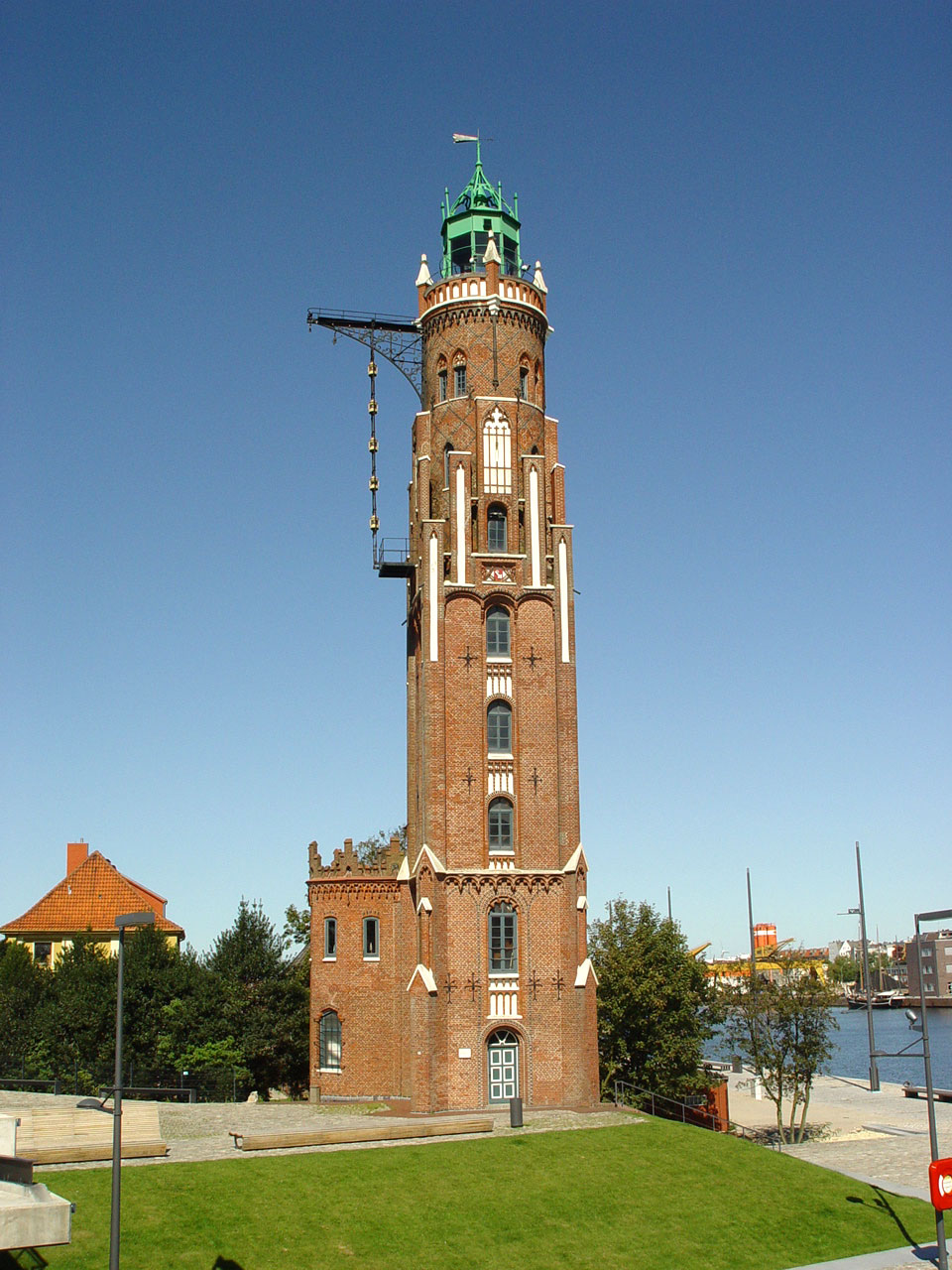
Großer Leuchtturm von 1854 in Bremerhaven

Die Schleusen der Weser sind (flussabwärts betrachtet):
| Ort, Bezeichnung                     | Stromkilometer                          | Nutzlänge / m     | Nutzbreite / m | Drempeltiefe / m | Fall- bzw. Hubhöhe / m | in Betrieb                                       | Bemerkung                                                                                   |
| ------------------------------------ | --------------------------------------- | ----------------- | -------------- | ---------------- | ---------------------- | ------------------------------------------------ | ------------------------------------------------------------------------------------------- |
| Erste Schleuse Hameln                |                                         | 40                | 5,43           |                  |                        | Fertigstellung 1734                              | 1792 Verlängerung auf 49 m                                                                  |
| Zweite Schleuse Hameln               |                                         | 56                | 11,5           |                  |                        | 1873–1987                                        | 1893 Verlängerung auf 63 m                                                                  |
| Schleppzugschleuse Hameln            | 134,8                                   | 222, (128,0/82,0) | 11,25          | 3,03             | 3,17                   | seit 1933                                        | Kuppelschleuse; gebogene Schleusenkammer mit Mittelhaupt, Bedienung: Bedienpersonal vor Ort |
| Oberschleuse Minden                  | 0,214 (Verbindungskanal Süd zur Weser)  | 82                | 10,00          | 3,30             | 6                      | seit 1914                                        |                                                                                             |
| Unterschleuse Minden                 | 1,020 (Verbindungskanal Süd zur Weser)  | 82                | 12,50          | 3,30             | 7,3                    | seit 1925                                        |                                                                                             |
| Schachtschleuse Minden               | 0,497 (Verbindungskanal Nord zur Weser) | 85                | 10,00          | 4,50             | max. 13,2              | seit 1914                                        | Bedienung: Fernbedienzentrale Minden                                                        |
| Weserschleuse Minden                 | 0,500 (Verbindungskanal Nord zur Weser) | 139               | 12,50          | 4,00             | 13,30                  | seit 2017                                        |                                                                                             |
| Schleuse Petershagen                 | 223,1 (Schleusenkanal-km 7,0)           | 212,0             | 12,34          | 3,00             | 6,00                   | seit 1953                                        | Bedienung: Fernbedienzentrale Minden                                                        |
| Schleuse Schlüsselburg               | 238,4 (Schleusenkanal-km 2,8)           | 211,0             | 12,40          | 3,00             | 4,50                   | seit 1956                                        | Bedienung: Fernbedienzentrale Minden                                                        |
| Schleuse Landesbergen                | 251,8 (Schleusenkanal-km 1,5)           | 221,0             | 12,30          | 3,00             | 5,50                   | seit 1960                                        | Bedienung: Fernbedienzentrale Minden                                                        |
| Schleuse Drakenburg                  | 284,9                                   | 223               | 12,30          | 3,00             | 6,40                   | seit 1955                                        | Bedienung: Fernbedienzentrale Minden                                                        |
| Prahmschleuse Drakenburg             | 277,7                                   | 33                | 6,60           | 2,41             | 6,40                   | seit 1955                                        | Schleuse nur für WSA                                                                        |
| Schleppzugschleuse Dörverden         | 313,9                                   | 225               | 12,30          | 2,65             | 4,60                   | Inbetriebnahme 1912, abgebrochen für Neubau      |                                                                                             |
| Kleine Schleuse Dörverden            | 313,6                                   | 85                | 12,30          | 3,25 3,65        | 4,60                   | seit 1938                                        | Bedienung: Bedienpersonal vor Ort (beide Schleusen), Anschluss an FBZ-Minden geplant        |
| Neue Schleuse Dörverden              | 2,0 (Schleusenkanal Dörverden)          | 139,0             | 12,50          | 4,00             | 4,60                   | seit 2013                                        |                                                                                             |
| Prahmschleuse Dörverden              | 308,8                                   | 28                | 6,50           | 1,79             | 4,60                   | Baujahr 1938, stillgelegt                        | Schleuse nur für WSA                                                                        |
| Schleuse Langwedel                   | 332,6 (Schleusenkanal-km 5,6)           | 215,0             | 12,36          | 3,00             | 5,50                   | seit 1958                                        | Bedienung: Fernbedienzentrale Minden                                                        |
| Schleppzugschleuse Hemelingen        | 362,0                                   | 350,0             | 12,40          | 2,00             | 2,09–5,52              | 1909 –1999                                       |                                                                                             |
| Kleine Schleuse Hemelingen           | 362,0                                   | 67,0              | 12,40          |                  | 2,09–5,52              | Inbetriebnahme 1909, stillgelegt und abgebrochen |                                                                                             |
| Große Schleuse Hemelingen            | 362,0                                   | 225               | 12,50          | 4,00             | 2,09–5,52              | seit 1999                                        | Bedienung: Bedienpersonal vor Ort                                                           |
| Kleinschifffahrtsschleuse Hemelingen | 362,0                                   | 25                | 6,50           |                  | 2,09–5,52              | seit 2002                                        | Bedienung: Selbstbedienung                                                                  |

### Befeuerung der Unter- und Außenweser
Siehe auch Liste der Leuchtfeuer an der Außen- und Unterweser
Die ersten Leuchttonnen mit Gasfüllung wurden 1830 mit Hilfe des Tonnenlegers Barsen in der Außenweser eingebracht. 1853 wurde mit dem Bau des großen Leuchtturms an der Schleuse zum Neuen Hafen in Bremerhavener nach den Plänen des Architekten Simon Loschen begonnen. Der neugotische denkmalgeschützte Backsteinturm wurde 1855 fertiggestellt. 1855/1856 wurde der Leuchtturm Hohe Weg gebaut.
1874 wurden die ersten Feuerschiffe in der Außenweser ausgelegt. Der berühmte Leuchtturm Roter Sand in der Außenweser wurde 1885 in Betrieb genommen, 1887 folgten die Leuchttürme auf dem Eversand. 1893 wurde die Leuchtbake Unterfeuer Bremerhaven gebaut und 1907 das Befeuerungssystem der Außenweser durch Auslegen des Feuerschiffes Norderney erweitert und eine erste Leuchtbake an der Robbenplate errichtet, die 1928 durch einen Leuchtturm ersetzt wurde. Es folgten die Leuchttürme Solthörn (1904) und Brinkamahof (1912).
1953 begann man mit ersten Landradarversuchen an Elbe und Weser. 1965 war der Aufbau einer Landradarkette an der Außenweser abgeschlossen. Die provisorische Radarzentrale befand sich zunächst in Weddewarden, ab 1965 in Bremerhaven. 1964 war der Leuchtturm Alte Weser fertiggestellt, und die letzte Besatzung verließ den Leuchtturm Roter Sand. Eine weitere Radarkette und der neue UKW-Betriebsfunk verbesserten ab 1965 die Sicherung der Schifffahrt bei unsichtigem Wetter.
1966 ging der Leuchtturm Tegeler Plate in Betrieb und ersetzte das Feuerschiff Bremen. In diesem Jahr wurden erste Versuche mit der Fernsteuerung im Seezeichenbetrieb durchgeführt, nach deren Abschluss 1973 alle Besatzungen von den Leuchttürmen abgezogen wurden. Im folgenden Jahr begann man mit der Errichtung von Richtfeuerlinien an der Unterweser mit Ober- und Unterfeuer und ab 1975 zusätzlich mit dem Aufbau einer Radarkette zwischen Bremerhaven und Huntemündung. Diese Radarkette wurde 1981 in Betrieb genommen.
In den Folgejahren wurden die Radarstationen an der Außenweser nach und nach gegen neuere Technik ausgetauscht oder an andere Standorte verlegt, ab 1989 die Radarkette Unterweser bis Bremen erweitert und dort eine weitere Radarzentrale errichtet.

### Zuständige Wasserstraßen- und Schifffahrtsämter
Durch Zusammenlegungen im Zuge der Reform der Wasserstraßen- und Schifffahrtsverwaltung des Bundes sind seit 2019 nur noch zwei Ämter für die Weser zuständig:
- Wasserstraßen- und Schifffahrtsamt Weser, von km 0 bis km 354,2 (Landesgrenze Niedersachsen/Bremen)
- Wasserstraßen- und Schifffahrtsamt Weser-Jade-Nordsee, von km 354,2 bis zur Ansteuerung der Außenweser nördlich der Insel Wangerooge

## Kultur und Tourismus

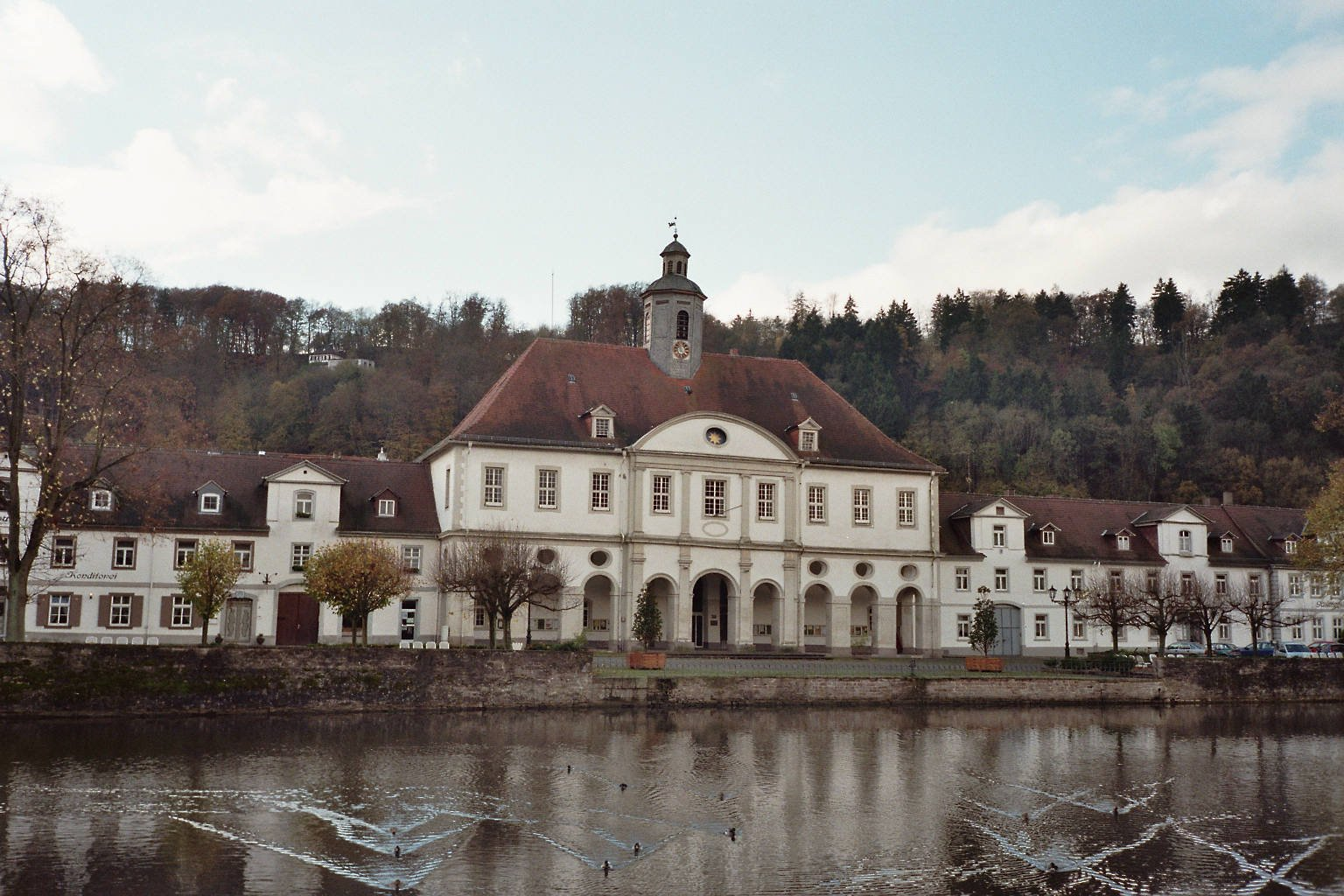
Bad Karlshafen, ehemaliges Packhaus von 1718

Von touristischer Bedeutung ist das Weserbergland mit Hann. Münden, Reinhardswald, Solling, Bad Karlshafen, Höxter, Hameln sowie die verbliebenen Bauwerke aus dem 16. Jahrhundert im Baustil der Weserrenaissance, von denen sich viele entlang der Ober- und Mittelweser befinden. An der Unterweser bietet die Wesermarsch mit den Städten Bremen, Bremerhaven und Brake sowie zahllosen Sielen, Kanälen und reetgedeckten Häusern touristische Höhepunkte. In Bremerhaven gibt es das letzte Strandbad vor der Mündung. Die Weser ist im oberen Wesertal beliebtes Wassersportrevier, im Frühjahr findet der Weser-Marathon, im Herbst die Weserberglandrallye statt. Autofahrer können dem Verlauf der Weser auf der Straße der Weserrenaissance folgen.

### Weserradweg

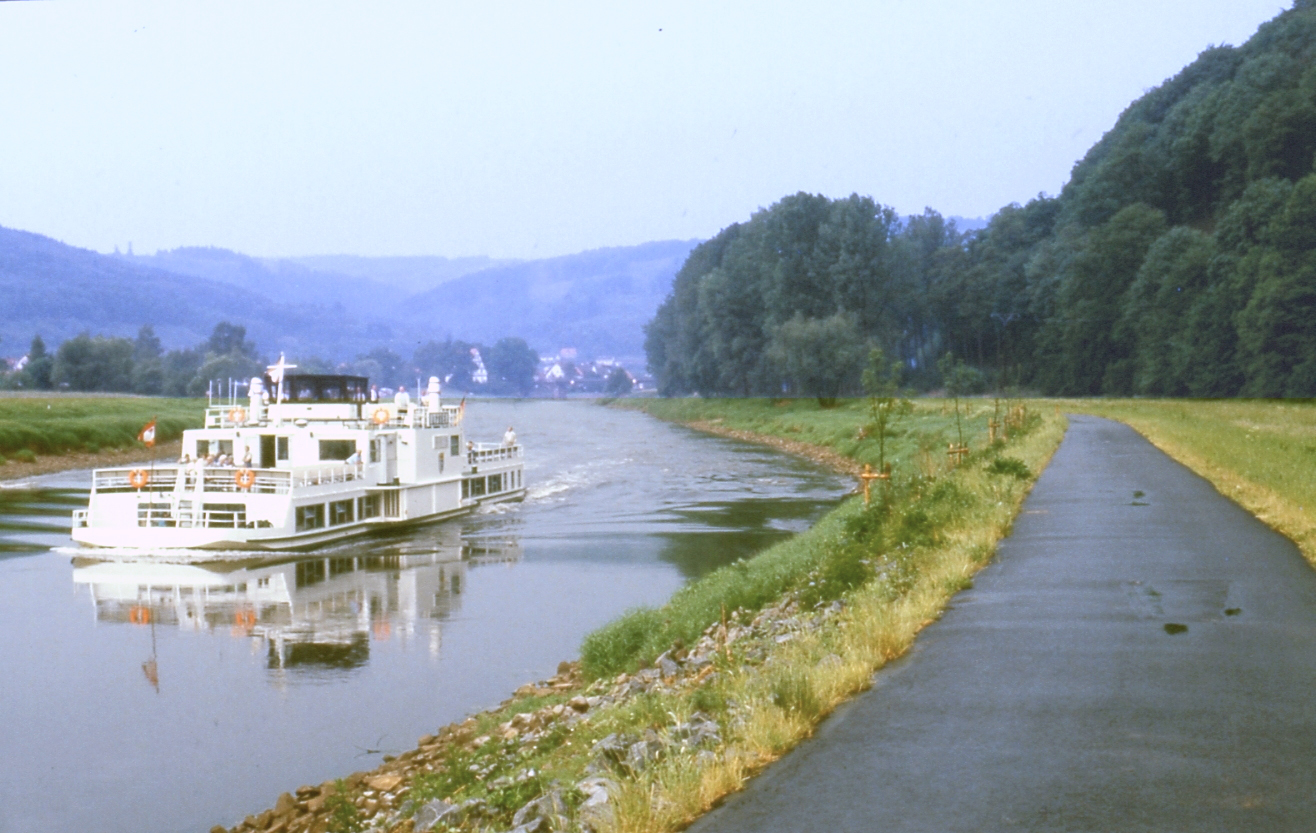
Weserradweg zwischen Oedelsheim und Gieselwerder

Im Oberen und Mittleren Wesertal verläuft der circa 500 km lange Weserradweg, inzwischen einer der beliebtesten Radfernwege in Deutschland. Er befindet sich an der Oberweser meist nahe am Wasser, an der Mittelweser oft weitab vom Fluss, unterhalb von Bremen lange Strecken hinter dem Deich, also ohne Wasserblick. Wegen des sehr niedrigen Gefälles der Weser ist er ohne Mehranstrengung auch flussaufwärts zu fahren.

### Schlösser, Burgen, Klöster

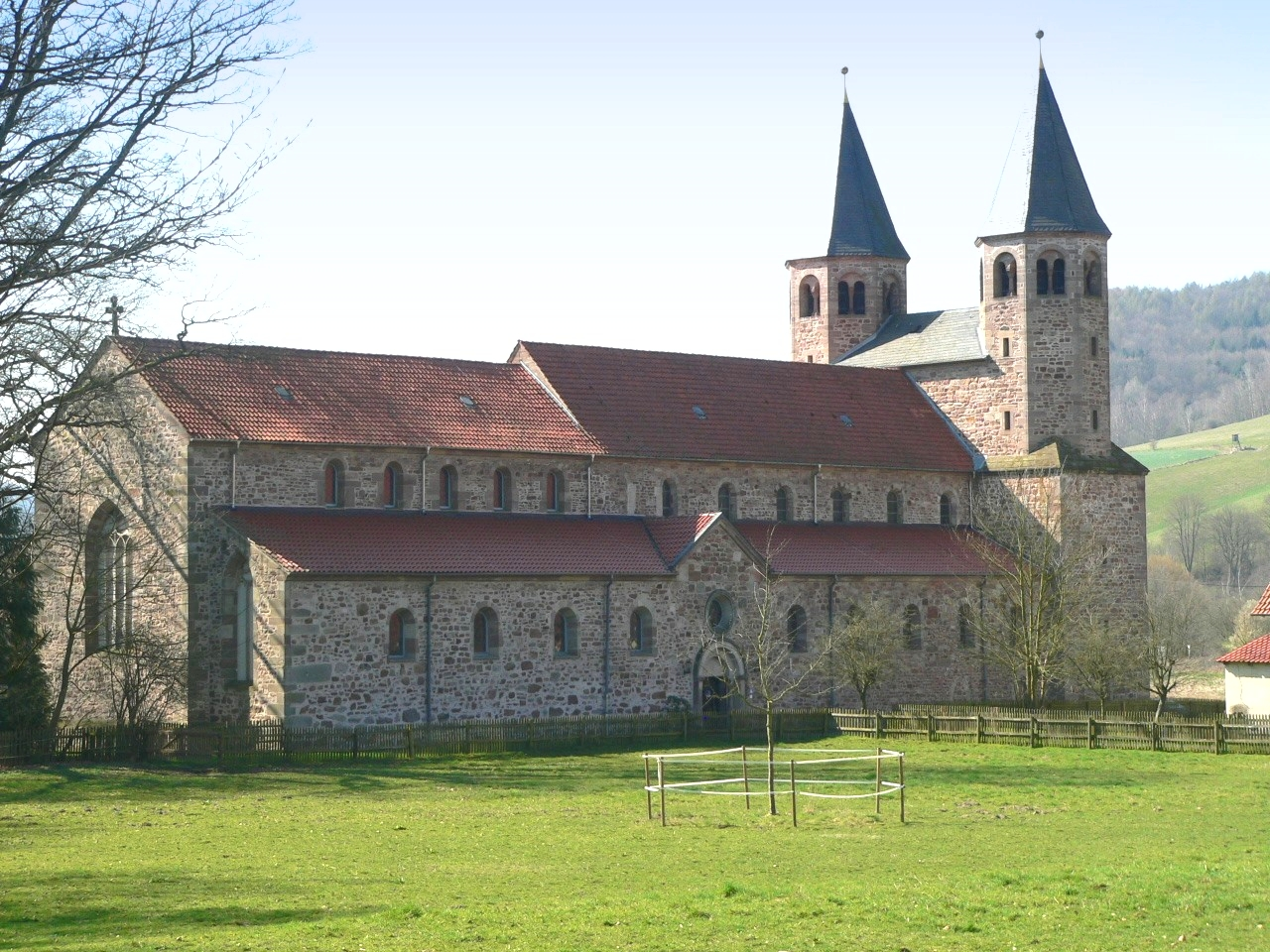
Klosterkirche Bursfelde

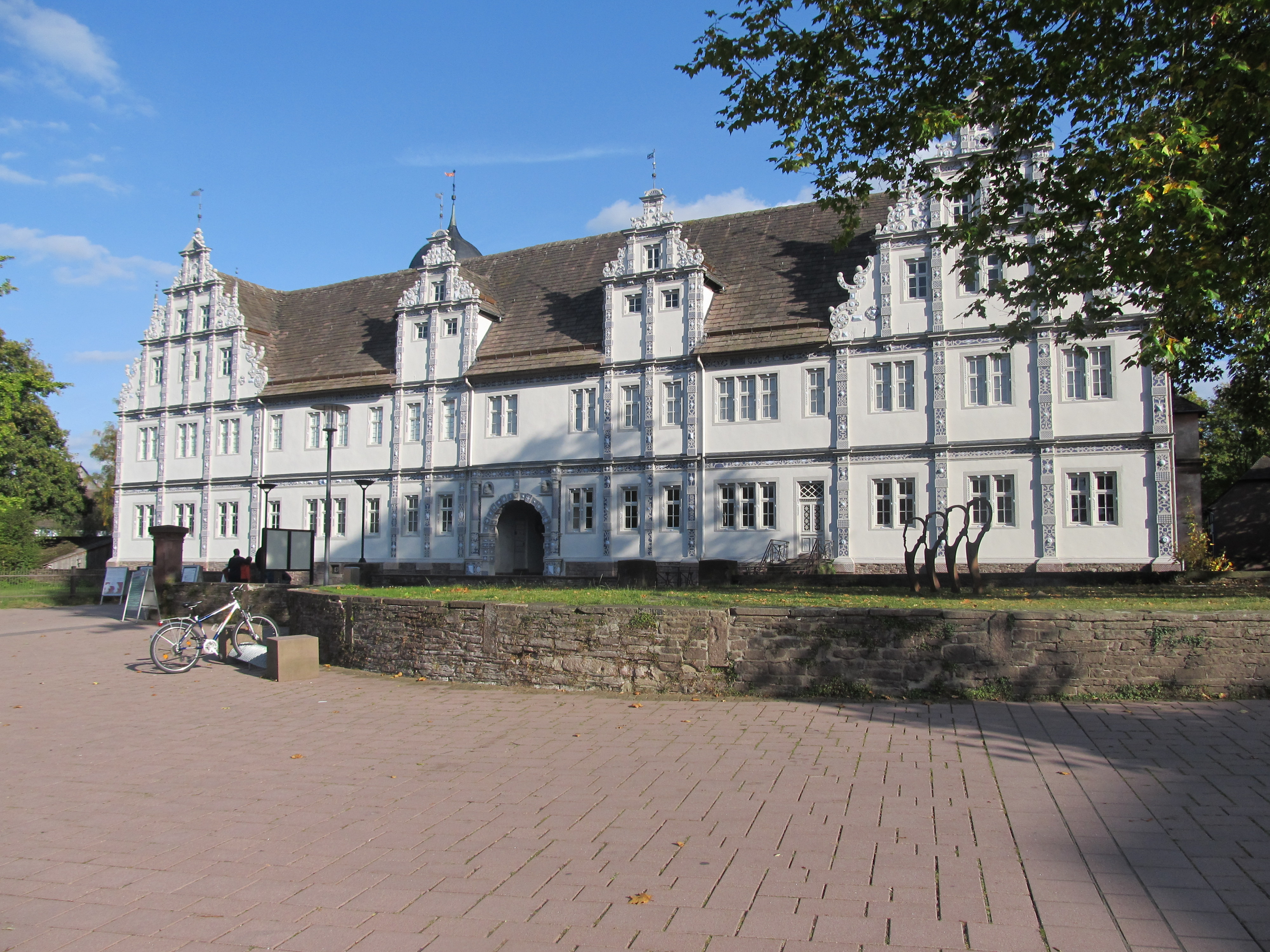
Schloss Bevern

- Welfenschloss in Hann. Münden, Ursprung 1501, nach einem Brand im Stil der frühen Weserrenaissance 1560 wiedererrichtet, beheimatet es heute das Stadtarchiv, die Stadtbücherei, das Amtsgericht und das Städtische Museum.
- Jagdschloss Karls von Hessen-Kassel in Veckerhagen, Barock 1690, linke Flussseite
- ehemaliges Augustinerinnenstift Hilwartshausen, 960 gegründet, Teile erhalten, linke Flussseite
- Bramburg bei Hemeln, Ruine einer Schutzburg 1063, rechte Flussseite
- Kloster Bursfelde, 1093 gegründet, heute evangelische Tagungsstätte, romanische Basilika jetzt Simultankirche, rechte Flussseite
- ehemaliges Benediktinerinnenkloster Lippoldsberg, etwa 1056 gegründet, romanische Pfeilerbasilika erhalten, rechte Flussseite
- Jagdschloss Nienover auf dem Gemeindegebiet des Flecken Bodenfelde im Solling am Mittellauf des Weserzuflusses Reiherbach gelegen. Zeitweise Staatsbesitz, heute privates Gestüt. Bekannte Filmkulisse unter anderen für Königliche Hoheit 1953.
- (ehemaliges Benediktinerkloster Helmarshausen, 997 gegründet, Entstehungsort des Evangeliars Heinrichs des Löwen, nicht erhalten, linke Flussseite)
- Krukenburg in Bad Karlshafen–Helmarshausen, Ruine einer Kirchenburg 1225, linke Flussseite
- Schloss Würgassen, zu Beverungen, Barock 1698, rechte Flussseite
- Benediktinerinnenabtei Herstelle, 1899 gegründet, bestehend, linke Flussseite
- Schloss Wehrden bei Beverungen, Barock 1699, linke Flussseite
- Schloss Fürstenberg, Weserrenaissance 1590, Porzellanmuseum, rechte Flussseite
- ehemalige Benediktinerabtei Corvey (zu Höxter), 815 erbaut, 1158 erweitert, Kirche und Kreuzgang erhalten, Wohngebäude im 18./19. Jahrhundert zum Schloss umgebaut, linke Flussseite
- Tonenburg in Höxter-Albaxen, 1315, linke Flussseite
- Schloss Bevern, Vierflügelanlage Weserrenaissance 1612, rechte Flussseite
- Burg Everstein in Polle, Ruine der Aschenputtel-Burg 1265, linke Flussseite
- ehemaliges Benediktinerinnenkloster Kemnade in Bodenwerder, 960 gegründet, romanische Klosterkirche erhalten, linke Flussseite
- Damenstift Fischbeck bei Hameln, 955 als Kanonissenstift gegründet, bis auf vierjährige Unterbrechung unter Jérôme Bonaparte kontinuierlich besetzt, Klosterkirche erhalten, rechte Flussseite
- Burg Schaumburg bei Schaumburg-Rosenthal (Stadtteil von Rinteln) auf dem Nesselberg, Stammsitz der Grafen von Schaumburg und Holstein, rechte Flussseite
- ehemaliges Kanonissenstift Möllenbeck bei Rinteln, 896 gegründet, erhalten, linke FlussseiteStiftskirche in Bücken

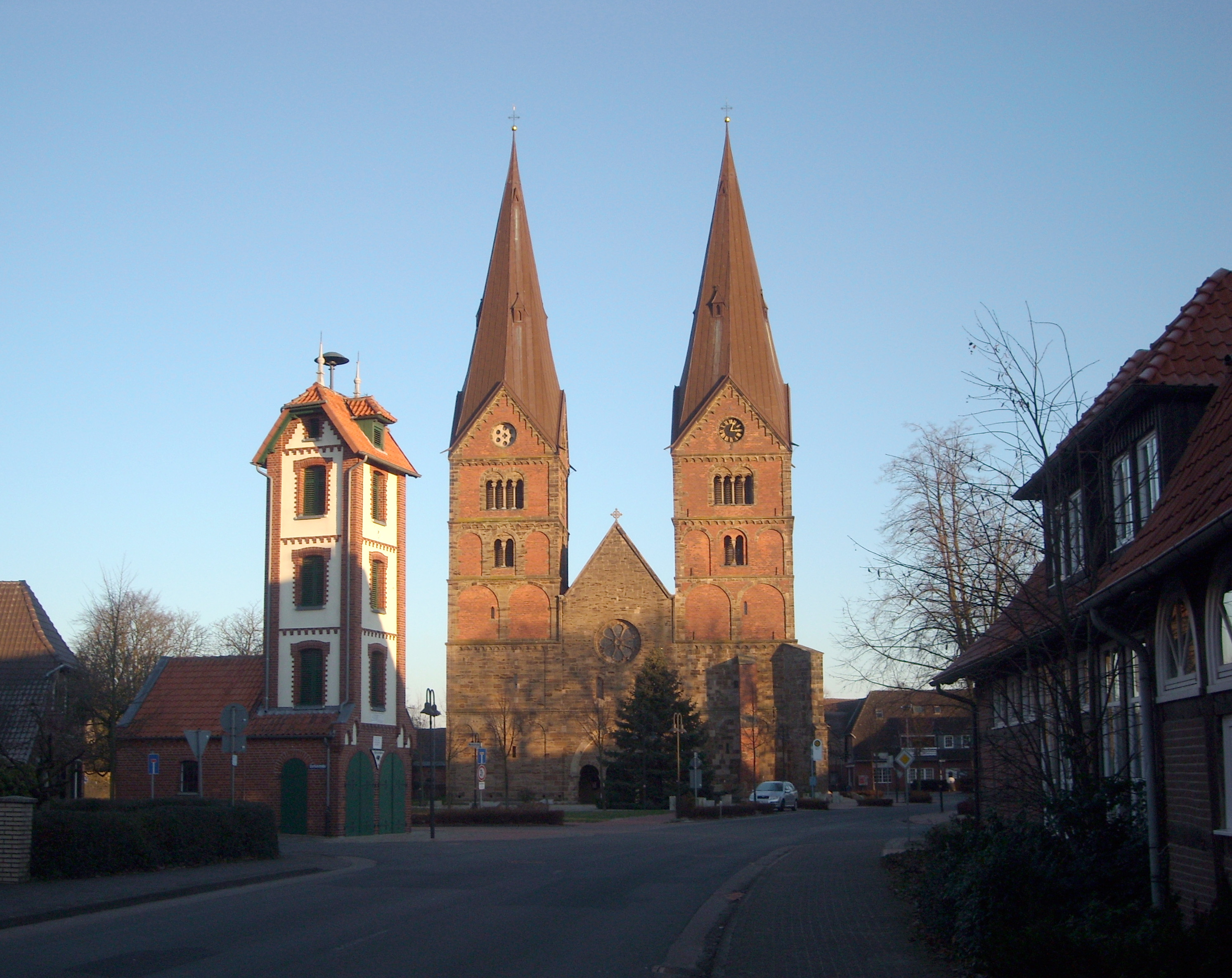
Stiftskirche in Bücken

- Burg Vlotho, Reste einer Wehrburg aus dem 13. Jahrhundert, linke Flussseite
- Kreuzkirche (Wittekindsberg) (Minden, nahe der Porta Westfalica), vermutlich im Zeitraum 978–996 erbaut. Fundamentreste unter schützendem Überbau.
- ehemaliges Benediktinerinnenkloster St. Marien in Porta Westfalica, 993 gegründet, wenig später nach Minden verlegt (siehe unten), Reste erhalten, linke Flussseite
- ehemaliges Benediktinerinnenkloster St. Marien (um 1000), ehemaliges Benediktinerkloster St. Mauritii (1042) und ehemaliges Dominikanerkloster St. Pauli (1233) in Minden, alle bis 1539 aufgelöst, erhalten, rechte Flussseite
- Schloss Petershagen, Weserrenaissance 1547, linke Flussseite

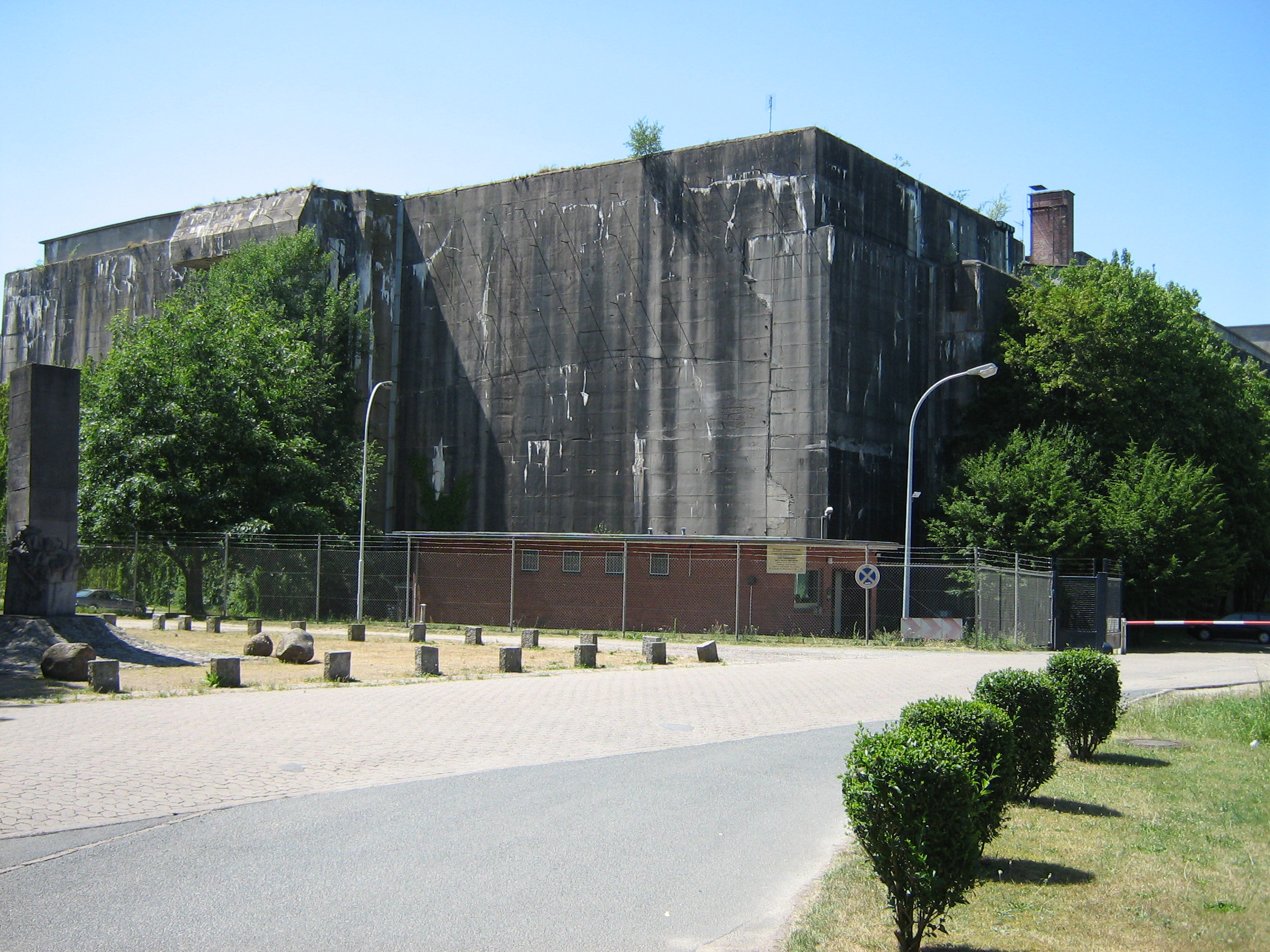
U-Boot-Bunker Valentin in Bremen-Rekum

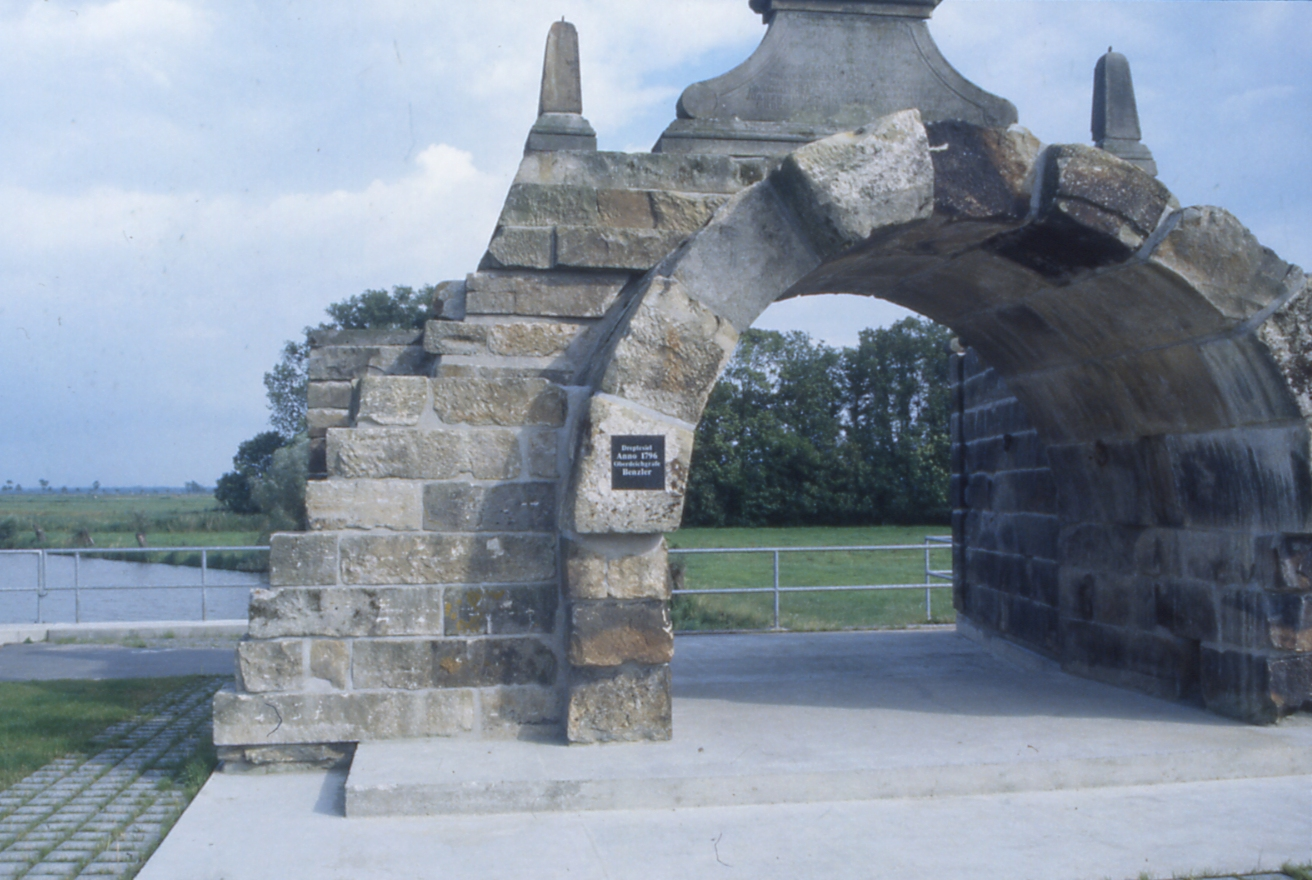
Dreptersiel aus dem 18. Jahrhundert

- Burg Schlüsselburg, 1335, linke Flussseite
- In Nienburg ist der Stockturm aus dem 16. Jahrhundert der letzte Rest des Schlosses der Grafen von Hoya.
- Stiftskirche Bücken, 1050–1350, Kloster mit der Reformation säkularisiert, Glasfenster (13. Jahrhundert), Schnitzaltar (1510), linke Flussseite
- Schloss Hoya in Grafschaft Hoya, linke Flussseite
- Schwedenschanze aus dem dreißigjährigen Krieg, Sternschanze im Winkel zwischen Weser und Allermündung, rechte Flussseite
- Erbhof in Thedinghausen, Weserrenaissance, 1620 als Sitz der (seit 1566 protestantischen!) Erzbischöfe von Bremen gebaut, linke Flussseite
- Wasserschloss Schönebeck in Bremen-Schönebeck, Fachwerkbau aus dem 17. Jahrhundert, heute Heimatmuseum, rechte Flussseite
- Haus Blomendal in Bremen-Blumenthal, 1354, Graben und ein Gebäudeflügel erhalten, Deckenmalereien um 1600, rechte Flussseite
- U-Boot-Bunker Valentin in Bremen-Rekum, 1942–1945 durch 13.000 Häftlinge des KZ Neuengamme errichtet, wobei 6000 umkamen, rechtes Flussufer
- Dreptersiel, historisches Sieltor aus dem 18. Jahrhundert, wieder zusammengesetzt aus den in den 1990er Jahren bei der Deichsanierung gefundenen Steinen, rechte Weserseite
- (Friedeburg (Vredenborch) in Nordenham, 1404–1499 Bremer Stützpunkt in Butjadingen, keine Reste mehr sichtbar, linke Flussseite)

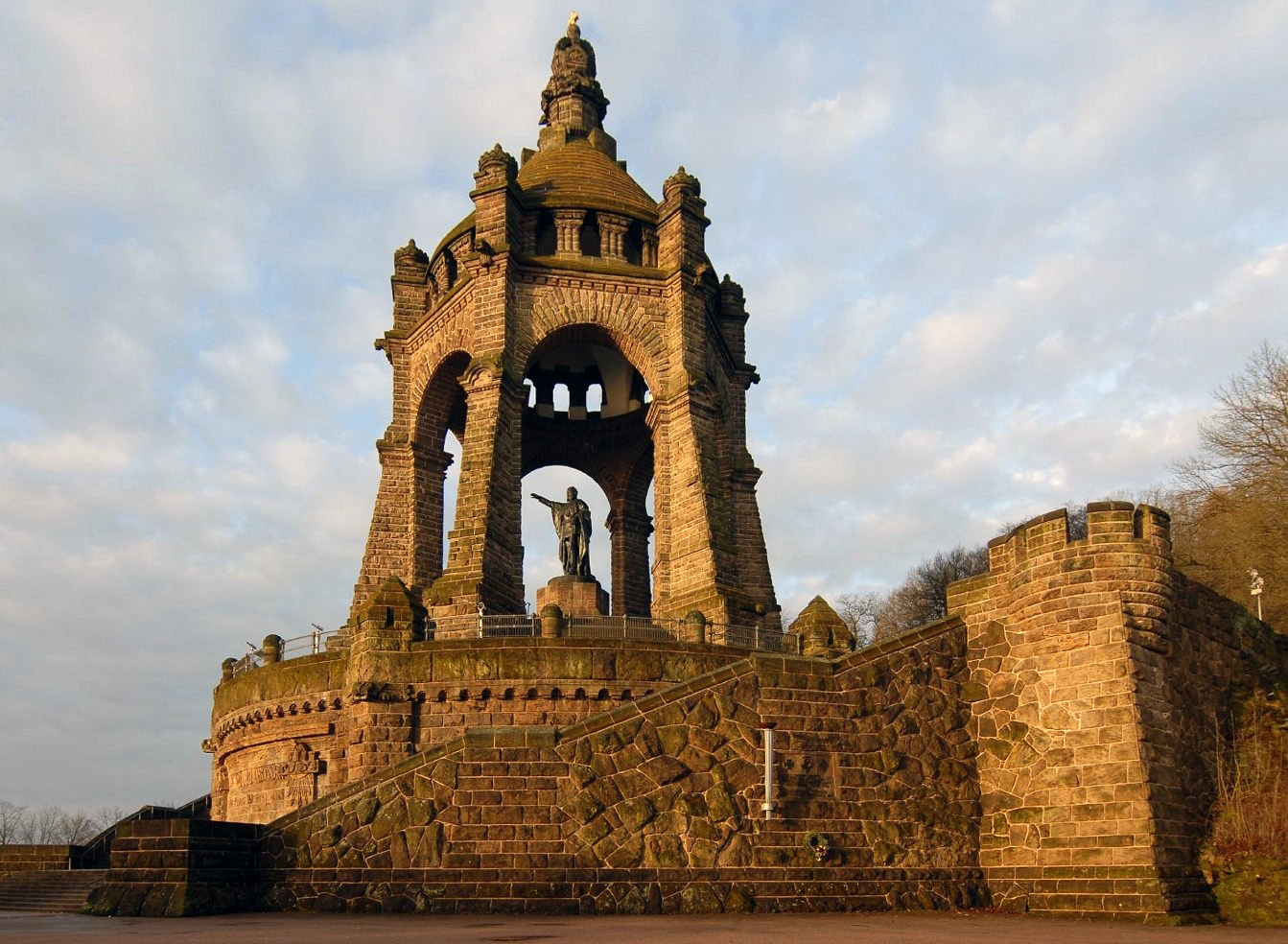
Kaiser-Wilhelm-Denkmal

### Markante Aussichtspunkte
- Tillyschanze in Hann. Münden, Bastion mit Aussichtsturm 1885 erbaut, linke Flussseite
- Weserliedanlage oberhalb von Hann. Münden, rechte Flussseite
- Roter Stein am Berghang bei Hilwartshausen nördlich von Gimte, rechte Flussseite
- Hugenottenturm und Juliushöhe bei Bad Karlshafen, linke Flussseite
- Weser-Skywalk an den
- Hannoverschen-, hinzu kommen die Hessischen Klippen zwischen Bad Karlshafen und Würgassen, rechte bzw. linke Flussseite
- Klütturm bei Hameln, anstelle der 1774–1784 unter König Georg III. erbauten drei Forts, linke Flussseite
- Klippenturm bei Rinteln, rechte Flussseite
- Kaiser-Wilhelm-Denkmal in Porta Westfalica, 1896 vollendet, linke Flussseite
- Porta-Kanzel am Jakobsberg in Porta Westfalica, rechte Flussseite
- seit 2011 Kräher Höhe bei Nienburg, 64 m über N. N. auf ehemaliger Mülldeponie errichteter künstlicher Hügel, bietet eine schöne Aussicht über das Urstromtal der Mittelweser

### Weserlieder
Oberhalb des in Hann. Münden beim Tanzwerder am Weserstein gelegenen Weserursprungs liegt auf dem Südwesthang des Questenbergs die 1931 errichtete Weserliedanlage mit Aussichtspunkt. Das als Rondell ausgeführte Denkmal erinnert an die Schöpfer des Weserlieds, den Dichter Franz von Dingelstedt und den Komponisten Gustav Pressel. Es hat zwei Bronzetafeln mit den Porträts der beiden, geschaffen von Gustav Eberlein, einem nahe der Stadt geborenen Bildhauer. Eine weitere Tafel enthält den Text des Weserlieds.
Es gibt außerdem das Weserbogenlied als geläufiges Heimatlied in Ostwestfalen-Lippe.

## Daten zur Infrastruktur

### Kraftwerke
Die Kraftwerke entlang der Weser zur Erzeugung von Elektrizität bilden zwei Gruppen: Wasserkraftwerke die vom Wasser der Weser angetrieben werden, und Wärmekraftwerke, bei denen Weserwasser nur zur Kühlung dient. Unter den Wasserkraftwerken bildet dasjenige in Minden einen Sonderfall, da es nicht von Weserwasser angetrieben wird.

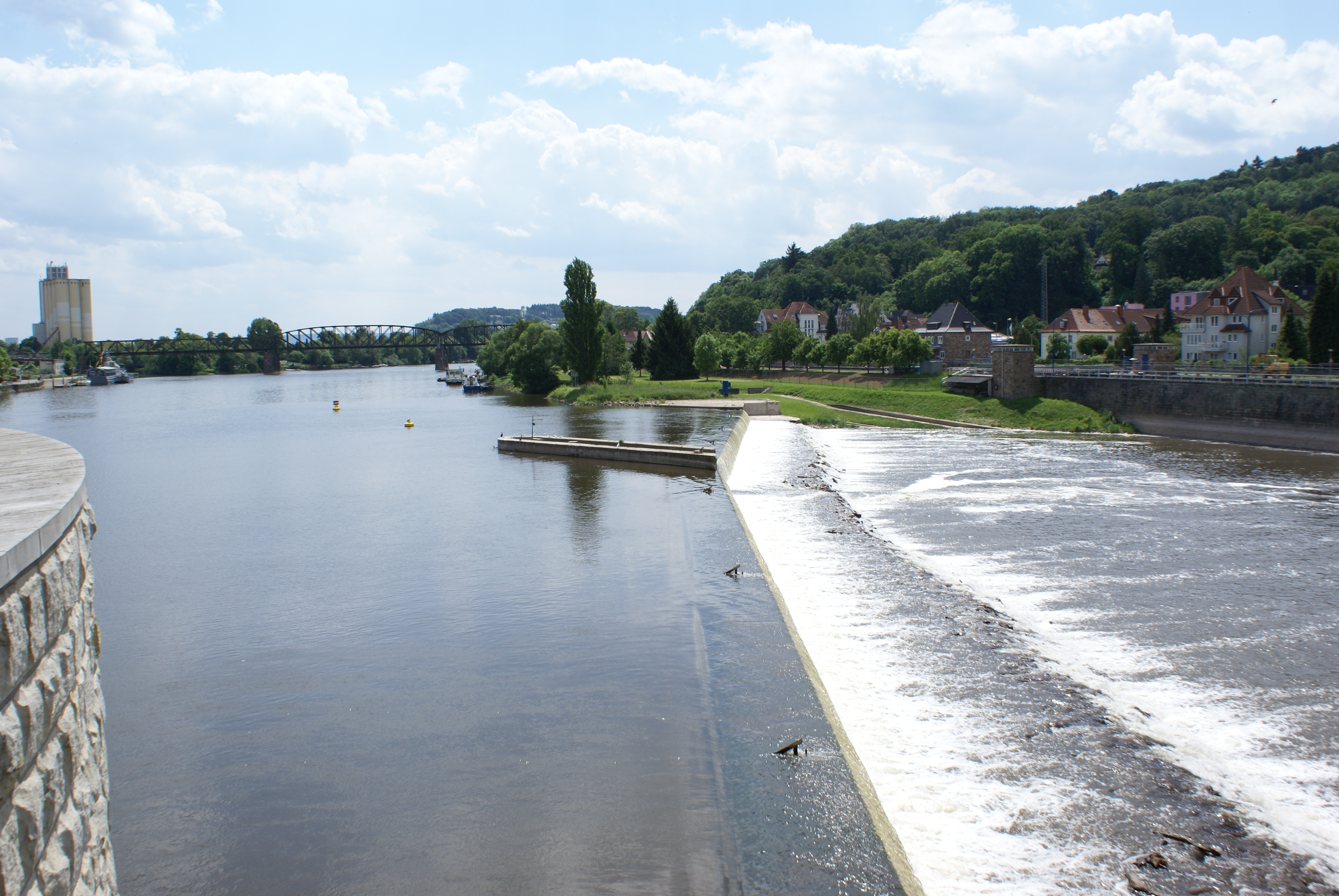
Oberes Wehr in Hameln
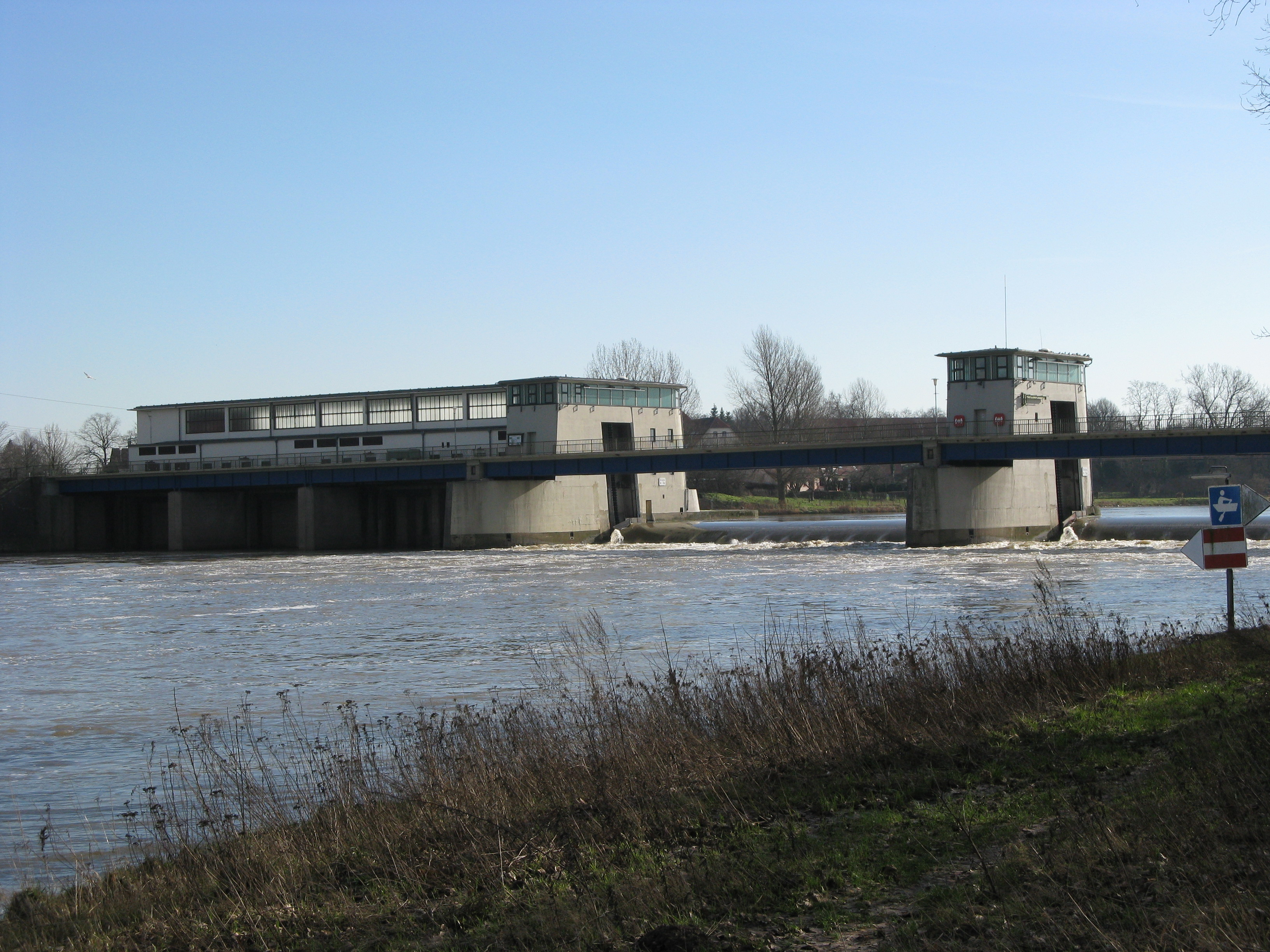
Wasserkraftwerk Schlüsselburg, seit 1956 in Betrieb
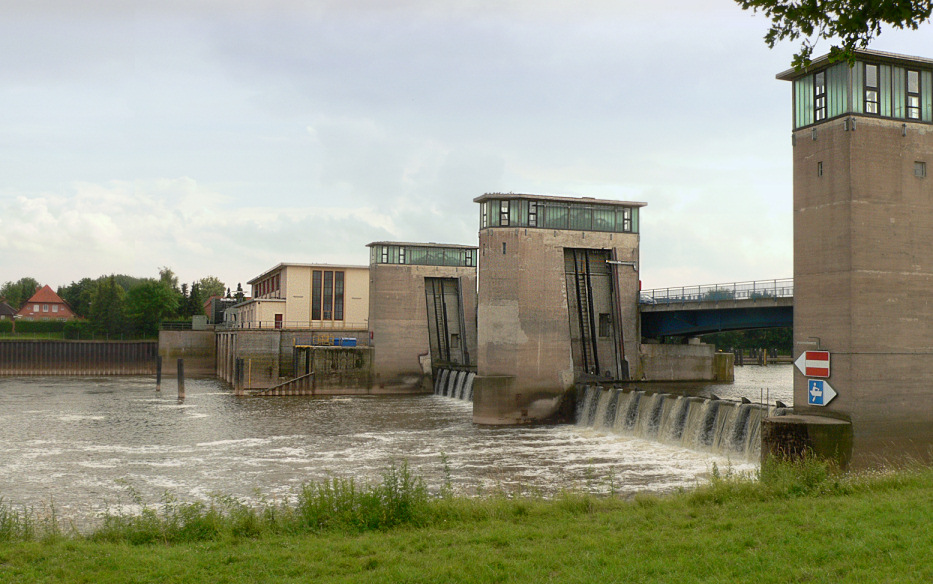
Wehr in Drakenburg, im Hintergrund das Kraftwerk
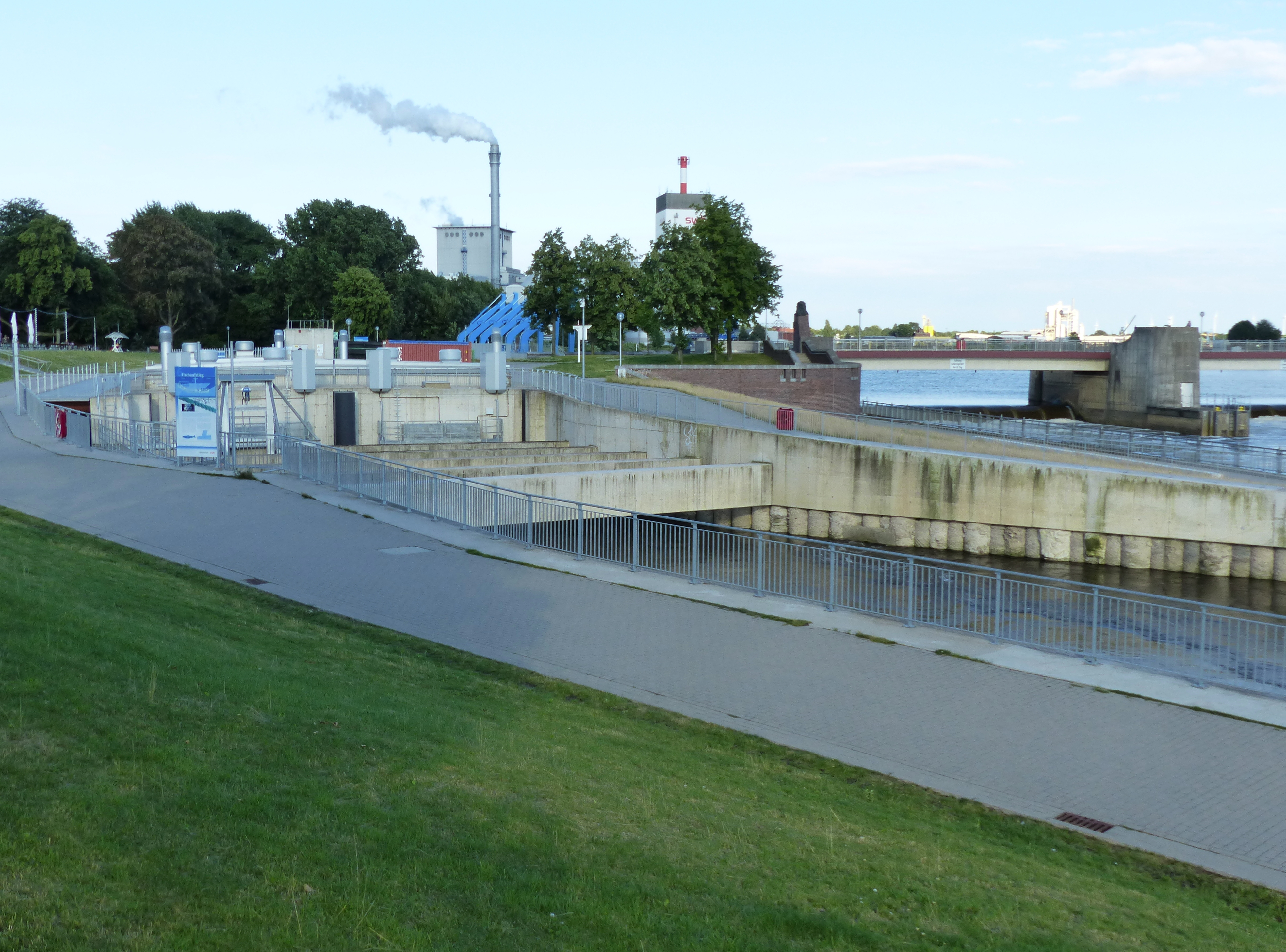
Weserkraftwerk u. Kohlekraftwerk am Bremer Weserwehr

#### Wasserkraftwerke an Weserwehren
An jeder der acht Staustufen im Verlauf der Weser gibt es ein Wasserkraftwerk. An der obersten (und mit Abstand ältesten) Staustufe in Hameln, in Landesbergen und an der untersten in Bremen liegen Wehr und Kraftwerk in nächster Nachbarschaft zur Schleuse. Bei den übrigen fünf Staustufen liegt nur das Wehr mit dem Kraftwerk im eigentlichen Flusslauf, während die Schleuse mehrere Kilometer entfernt in einen künstlich angelegten Schleusenkanal eingebaut ist.
| Ort                                  | Betreiber                           | Fluss-km | Leistung | in Betrieb                      |
| ------------------------------------ | ----------------------------------- | -------- | -------- | ------------------------------- |
| Hameln, Pfortmühle und Alte Schleuse | GWS Stadtwerke GmbH                 | 135      | 1,95 MW  | seit 1933                       |
| Wasserkraftwerk Petershagen          | Statkraft                           | 213,985  | 3,3 MW   | seit 1954                       |
| Wasserkraftwerk Schlüsselburg        | Statkraft                           | 236,600  | 5,0 MW   | seit 1956                       |
| Wasserkraftwerk Landesbergen         | Statkraft                           | 251,962  | 7,2 MW   | seit 1960                       |
| Wasserkraftwerk Drakenburg           | Statkraft                           | 277,735  | 5,0 MW   | seit 1956                       |
| Wasserkraftwerk Dörverden            | Statkraft                           | 308,832  | 4,2 MW   | seit 1913                       |
| Wasserkraftwerk Langwedel            | Statkraft                           | 329,396  | 7,2 MW   | seit 1958                       |
| Weserkraftwerk Bremen                | Weserkraftwerk Bremen GmbH & Co. KG | 362,153  | 10,0 MW  | seit 2012 (Vorgänger 1911–1987) |

#### Wasserkraftwerk an einem Zulauf
Das Wasserkraftwerk in Minden wird nur betrieben, wenn der Mittellandkanal einen Wasserüberschuss hat, denn es liegt am Ablauf vom Kanal in die Weser.
| Ort             | Betreiber  | Energiequelle | Leistung | in Betrieb                                             |
| --------------- | ---------- | ------------- | -------- | ------------------------------------------------------ |
| Pumpwerk Minden | WSA Minden | Wasser        | 0,5 MW   | seit 1922, nur bei Wasserüberschuss im Mittellandkanal |

#### Wärmekraftwerke
Von den Wärmekraftwerken an der Weser verbrennen sieben fossile Brennstoffe, eines zusätzlich Biomasse.
Ehemals lagen drei Kernkraftwerke an der Weser. Das letzte lag in Grohnde und wurde planmäßig zum Jahresende 2021 abgeschaltet.

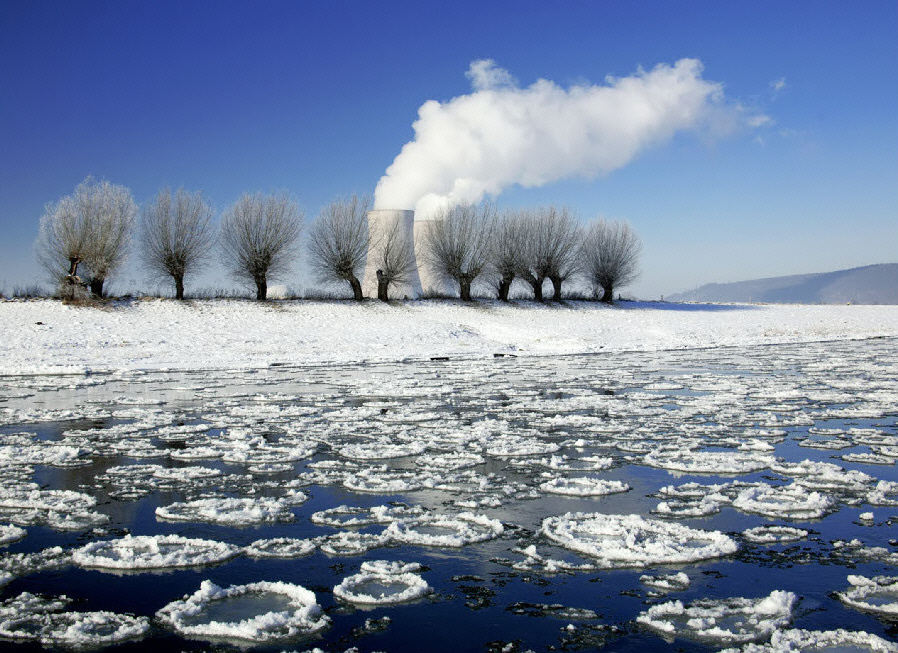
Eisgang oberhalb des Kernkraftwerks Grohnde, im Hintergrund Dampf aus dessen Kühltürmen
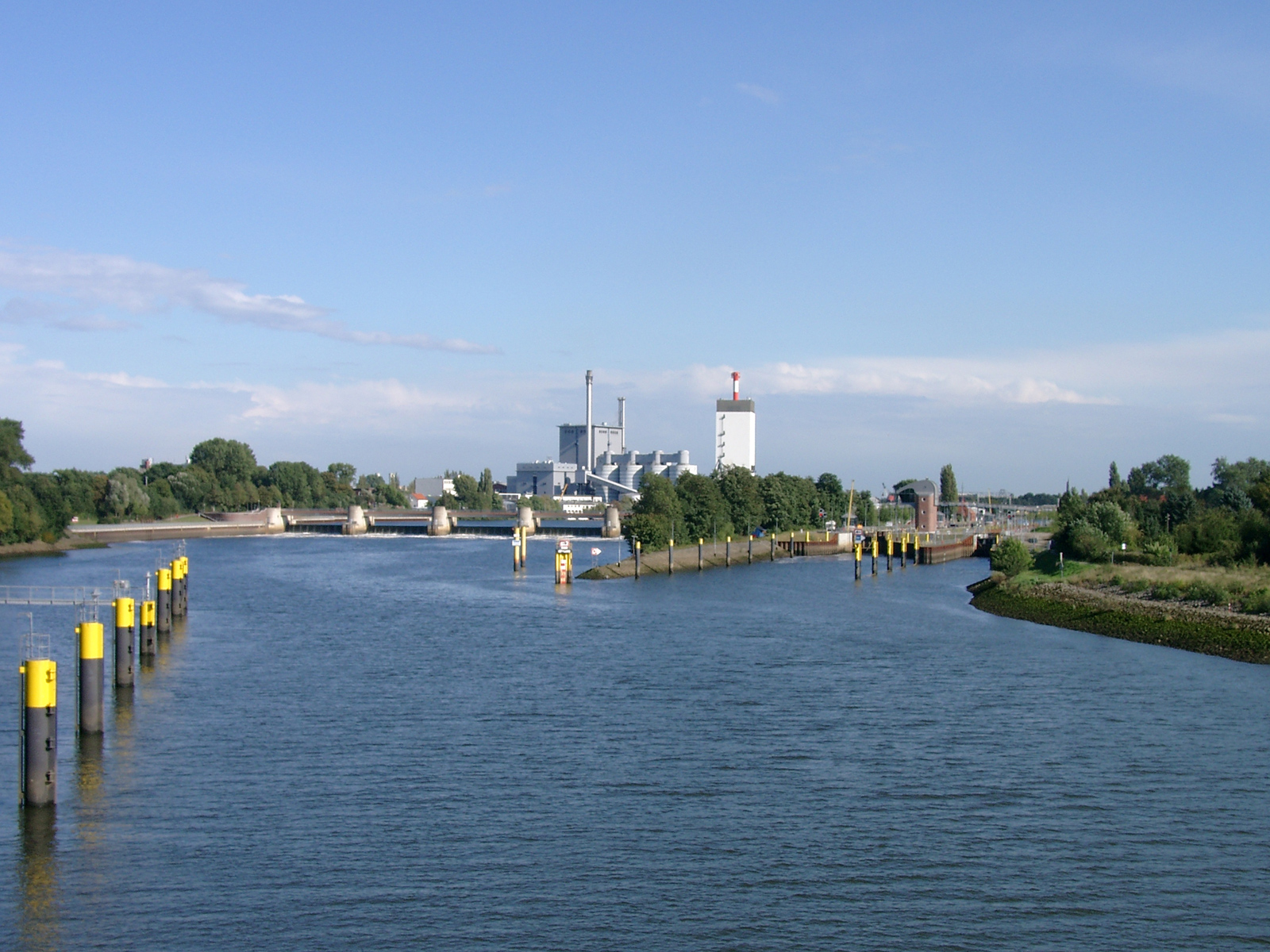
Weserwehr und Kohlekraftwerk Bremen-Hastedt vor dem Bau des März 2012 in Betrieb genommenen neuen Wasserkraftwerks
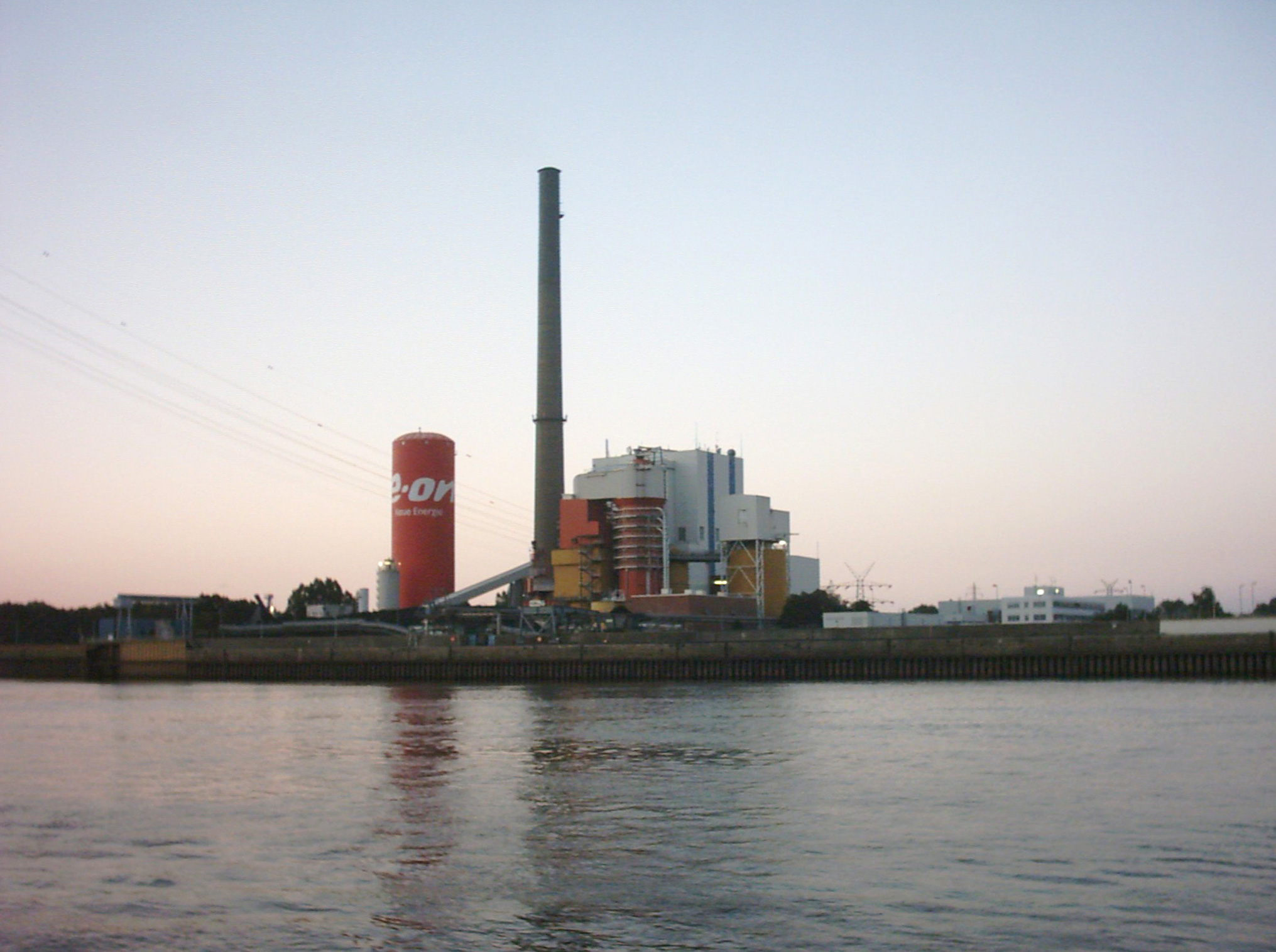
Steinkohlekraftwerk in Bremen-Farge, 2007 noch bei E.ON, seit 2009 bei der GDF-SUEZ-Gruppe
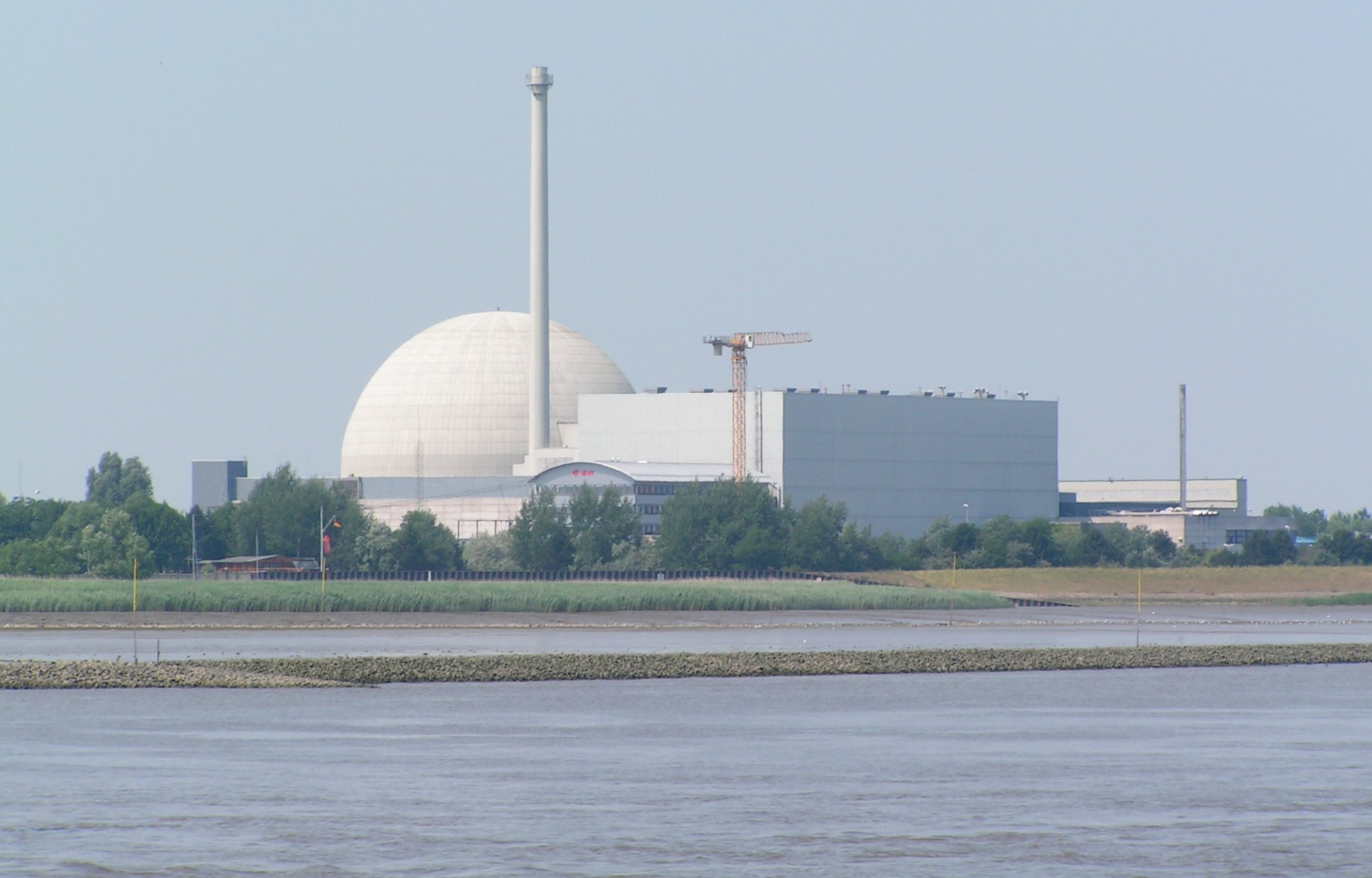
Kernkraftwerk Unterweser

| Ort                                                     | Betreiber                                   | Energiequelle                | Leistung | in Betrieb                           |
| ------------------------------------------------------- | ------------------------------------------- | ---------------------------- | -------- | ------------------------------------ |
| Kernkraftwerk Würgassen                                 | E.ON                                        | Siedewasserreaktor           | 670 MW   | 1971–1995                            |
| Kernkraftwerk Grohnde                                   | E.ON                                        | Druckwasserreaktor           | 1430 MW  | 1985–2021                            |
| Gemeinschaftskraftwerk Veltheim                         | E.ON, Stadtwerke Bielefeld                  | Steinkohle, Erdgas           | 892 MW   | 1960–2015                            |
| Kraftwerk Heyden in Petershagen-Lahde am Schleusenkanal | Uniper Kraftwerke                           | Steinkohle                   | 865 MW   | seit 1987                            |
| Landesbergen                                            | Statkraft                                   | Erdgas, Biomasse             | 511 MW   | seit 1973/2003                       |
| Kraftwerk Bremen-Hastedt                                | swb Erzeugung AG & Co. KG                   | Erdgas, Steinkohle           | 267 MW   | seit 1972/1989 (Vorgänger seit 1907) |
| Kraftwerk Bremen-Hafen                                  | swb Erzeugung AG & Co. KG                   | Steinkohle, Ersatzbrennstoff | 360 MW   | seit 1968                            |
| Kraftwerk Bremen-Mittelsbüren                           | swb Erzeugung AG & Co. KG                   | Gichtgas, Erdgas, Leichtöl   | 238 MW   | seit 1964                            |
| Gemeinschaftskraftwerk Bremen (GKB)                     | Gemeinschaftskraftwerk Bremen GmbH & Co. KG | Erdgas                       | 444,5 MW | seit 2016                            |
| Kraftwerk Bremen-Farge                                  | GDF SUEZ                                    | Steinkohle                   | 345 MW   | seit 1969                            |
| Kernkraftwerk Unterweser (Kleinensiel)                  | E.ON                                        | Druckwasserreaktor           | 1410 MW  | 1978–2011                            |

### Brücken und Tunnel
In der Reihenfolge vom Zusammenfluss von Fulda und Werra bis zur Mündung sind alle festen Weserquerungen aufgeführt.
Siehe auch Liste der Weserfähren.

#### Oberweser

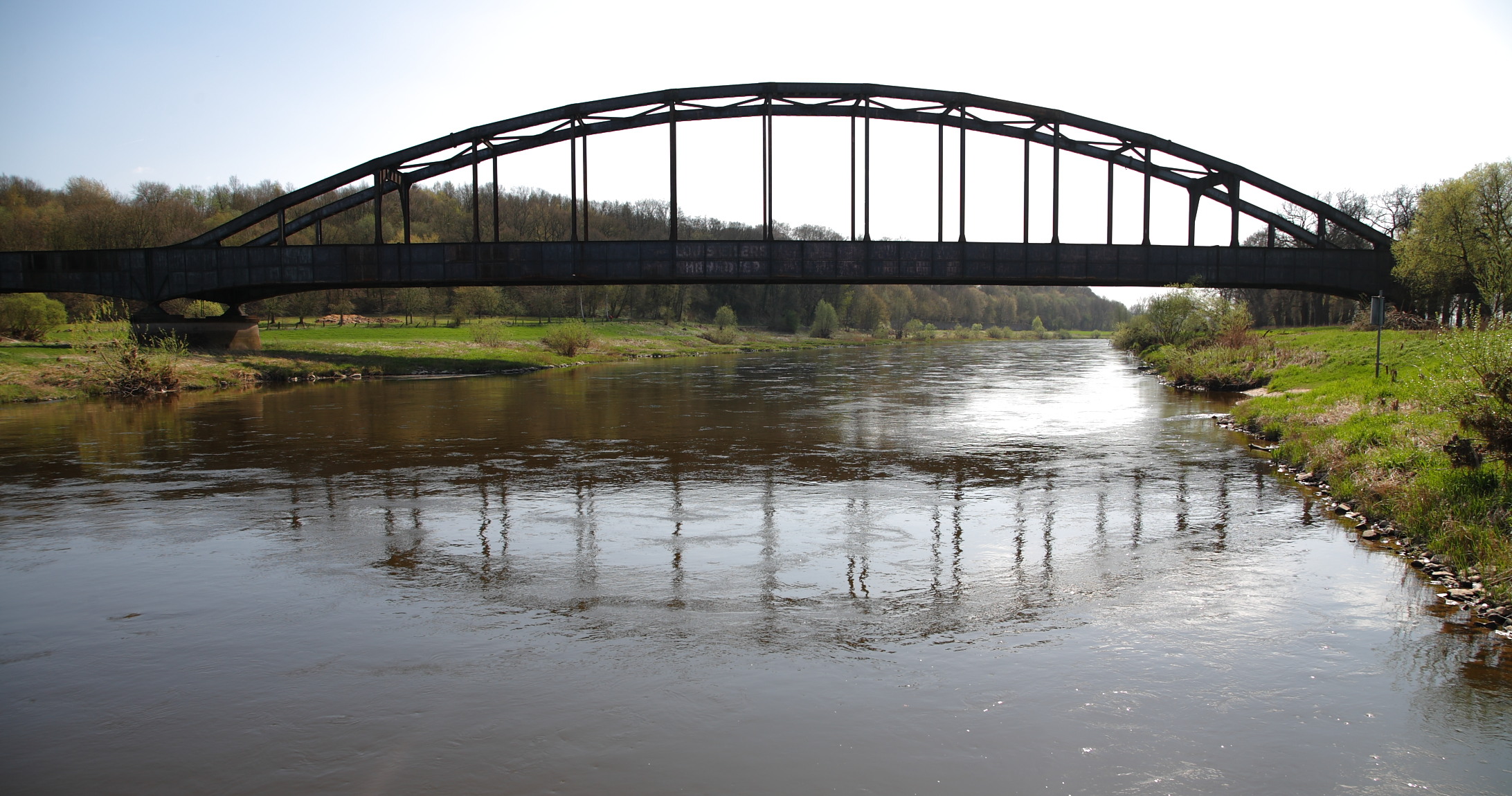
Die Eisenbahnbrücke bei Corvey am Ostrand von Höxter

- In Hann. Münden überqueren die B 3 / B 80 auf der 1960 fertiggestellten Weserbrücke die Weser.
- In Gieselwerder quert die L 763 auf der Wolfgang-Stremmel-Brücke, die 1950 als Ersatz für die im Zweiten Weltkrieg zerstörte Vorgängerin von 1900 errichtet wurde. 60 Jahre lang war hier der südlichste feste Weserübergang.
- In Bad Karlshafen ersetzt seit 2019 ein Neubau die am 22. Oktober 1894 eingeweihte Straßenbrücke.
- Die Straßenbrücke der k 61 zwischen Herstelle und Würgassen wurde am 21. Oktober 1982 eingeweiht.
- Die Straßenbrücke der B 241 zwischen Beverungen und Lauenförde wurde 1902 eröffnet, 1945 gesprengt und 1950 wiedererrichtet.
- Bei Wehrden überspannt eine Eisenbahnbrücke der Sollingbahn den Fluss.
- Bei Boffzen überspannt eine Eisenbahnbrücke den Fluss. Sie wird nicht mehr befahren, seit der Betrieb der Bahnstrecke Holzminden–Scherfede eingestellt wurde.
- Die Straßenbrücke in Höxter war seit ihrer ersten Errichtung 1115 der erste feste Weserübergang überhaupt. Nach ihrer Zerstörung durch französische Truppen 1673 wurde hier erst im 19. Jahrhundert wieder eine Brücke gebaut. Über sie führt die L 755.
- Bei Corvey am Ostrand von Höxter überspannt die Eisenbahnbrücke der Bahnstrecke Langeland–Kreiensen den Fluss.
- Die 1977 in Lüchtringen erbaute Straßenbrücke für die K 46 wurde am Ufer parallel zur Weser als Spannbetonkonstruktion hergestellt und dann um 90 Grad eingeschwenkt.

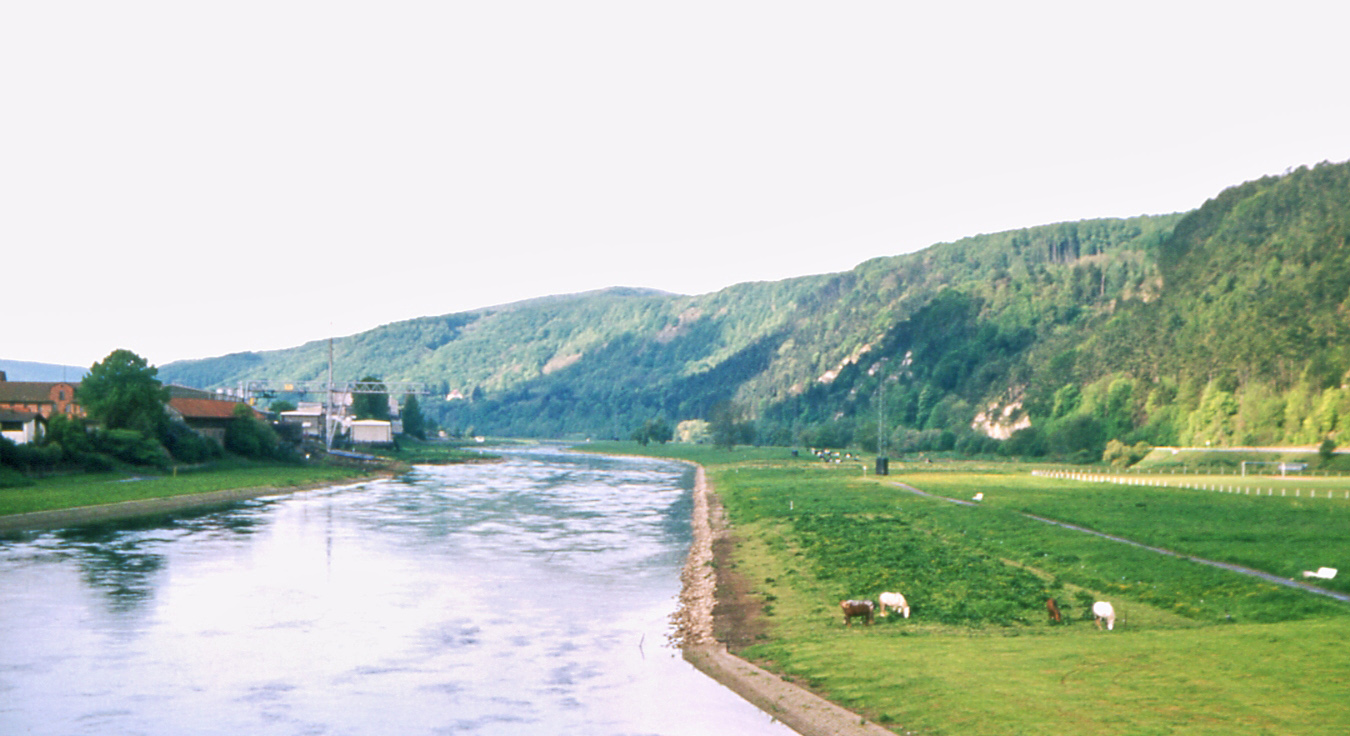
Blick flussauf von der alten Brücke in Bodenwerder

- In Holzminden gibt es zwei Straßenbrücken, die Altstadtbrücke und die neue Brücke der B 64 (Ortsumfahrungsstraße).
- In Bodenwerder führen eine alte Balkenbrücke mit der L 580, eine neue Spannbetonbrücke mit der Bundesstraße 240 und eine Stahl-Fachwerk-Brücke für die Bahnstrecke Vorwohle–Emmerthal (vollspurig, heute baufällig und nicht mehr genutzt) über die Weser.
- Zwischen Daspe und Hehlen wird die K 8 über eine Straßenbrücke geführt.
- In Emmerthal führt die Valentinibrücke die Berliner Straße (L 431) über die Weser und verbindet die Ortsteile Kirchohsen und Hagenohsen. Etwa 500 m flussabwärts befindet sich die Eisenbahnbrücke der Bahnstrecke Hannover–Altenbeken.
- In Hameln überspannte seit etwa 1300 eine steinerne Brücke die Weser. Im 19. Jahrhundert wurde dort eine Kettenbrücke errichtet. Im Jahr 1897 kam mit dem Bau der Bahnstrecke nach Lage und  Bielefeld eine Eisenbahnbrücke hinzu. Um 1933 wurde die Kettenbrücke durch eine genietete Stahlfachwerkbrücke ersetzt. Beide Brücken wurde am 5. April 1945 von deutschen Pioniereinheiten gesprengt. Schon vier Tage später wurde von den vorrückenden Amerikanern als Behelf eine Pontonbrücke erstellt, die nach dem kommandierenden General als Harrisonbrücke bezeichnet wurde, aber vom Hochwasser 1946 zerstört wurde. Die heutige Alte Brücke wurde im Februar 1946 als Notbrücke wiederhergestellt, 1948 bis 1950 wurden die fehlenden Brückenteile der alten Brücke durch eine Balkenbrücke ersetzt. Bis 1947 war auch die Eisenbahnbrücke der Bahnstrecke Bielefeld–Hameln wieder aufgebaut worden. Da diese Brücken aber für die damals kaum mobile Bevölkerung einen großen Umweg bedeutete, wurde am 12. August 1950 zwischen der Fischbecker Straße und dem Breiten Weg ein Personenfährbetrieb aufgenommen, die den Fußgängern für 15 Pfennig Fährgeld mindestens 30 Minuten Fußweg ersparte. Zunächst war in Planung, die anfangs als Kahnbetrieb betriebene Fähre durch eine Motorfähre zu ersetzen. Da die Motorisierung und Mobilität der Bürger aber zunahm und sich schon bald auf die wiederhergestellte Brücke verlagerte, wurde der Fährbetrieb am 15. Februar 1971 aus Rentabilitätsgründen eingestellt.[81]  Bereits in den 1960er Jahren begannen die Planungen für die Thiewallbrücke, die 1975 zur Altstadtentlastung gebaut wurde und seitdem die B 83 über die Weser führt. Ab 1988 wurde die Eisenbahnbrücke nach der Stilllegung des Eisenbahnverkehrs zunächst als Fußgängerbrücke genutzt, 1998 aber wegen Baufälligkeit geschlossen. 2003 wurde die Alte Brücke, über die die B 1 führt (auch Münsterbrücke genannt), grundlegend renoviert. 2011 wurde der Westteil der Brücke, 2012/2013 die restliche Brücke völlig erneuert.  Von der Altstadt führt eine Fußgängerbrücke zur Weserinsel Werder.
- Auf der Straßenbrücke von Hessisch Oldendorf wird die L 434 über die Weser geführt.

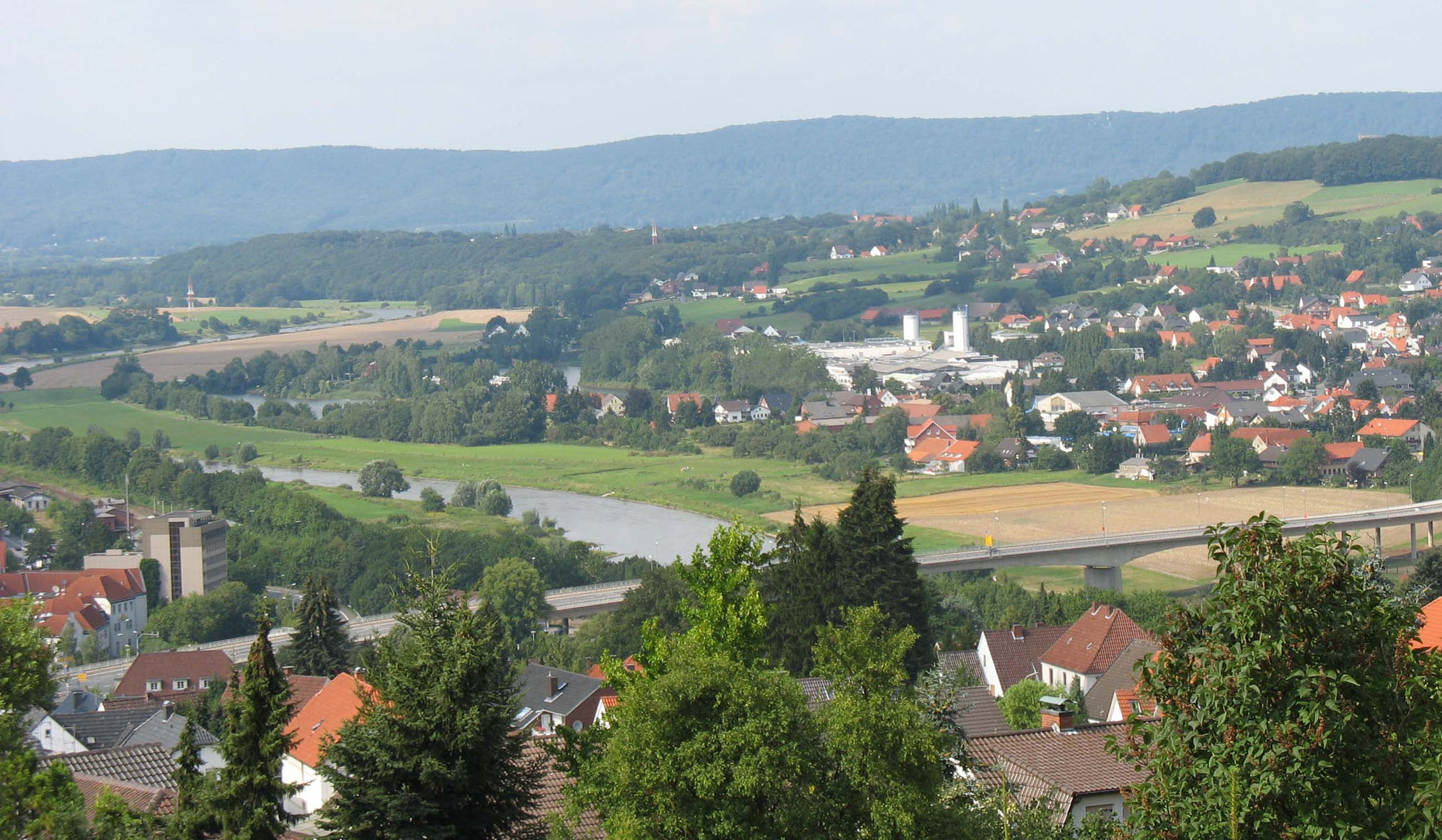
Vlotho: Straßenbrücke nach Uffeln, im Hintergrund das Wesergebirge

- In Rinteln gibt es zwei Straßenbrücken für die Umfahrungsstraße B 238 sowie die L 435.
- Die Straßenbrücke bei Eisbergen wurde 1927 erbaut.
- Zwischen Vlotho und Uffeln (Vlotho) überspannen seit 1928 eine Straßenbrücke (im Verlauf der heutigen L 778) und seit 1875 die Eisenbahnbrücke der Bahnstrecke Elze–Löhne die Weser. Fährbetrieb gab es hier schon seit spätestens 1423 bis 1937 sowie in den Jahren 1945 bis 1951, nachdem die Straßenbrücke vor Kriegsende von deutschen Pionieren gesprengt worden war.[82]
- Die Weserquerung der A 2/E 30 bei Bad Oeynhausen-Rehme besteht aus je einem Brückenbauwerk für jede Fahrtrichtung.
- Einen halben Kilometer flussabwärts überquert die Bahnstrecke Hamm–Minden den Fluss. Die erste Brücke hier wurde 1847 von der Cöln-Mindener Eisenbahn-Gesellschaft gebaut, später beim viergleisigen Ausbau eine zweite daneben gestellt. Nach Zerstörung 1945 erfolgte die Wiederherstellung zunächst zweigleisig, erst seit 1984 ist die Brücke wieder viergleisig.
- Das erste Bauwerk für eine Querung an der Porta Westfalica war eine Kettenhängebrücke aus dem Jahr 1865. Zuvor hatte hier lange die Fähre Porta Dienst getan. Diese übernahm auch den Dienst, als zu Kriegsende die Brücke 1945 gesprengt wurde. Sie stellte ihren Dienst mit dem Neubau der Brücke wieder ein. Am 29. Mai 1954 folgte eine Stahlbrücke als Straßenüberführung (L 780) – der seinerzeit größte voll verschweißte Stahlüberbau Deutschlands. Im Jahr 1995 wurde im Rahmen eines Schnellstraßenbaues diese Brücke durch eine etwas weiter südlich erbaute Stahlverbundbrücke ersetzt.
- Etwa einen Kilometer nördlich hiervon steht eine ehemalige Eisenbahnbrücke, die sogenannte Grüne Brücke Neesen. 1938 zum Erztransport gebaut, wurde sie 1976 stillgelegt. Heute ist sie eine Ruine und weder begeh- noch befahrbar.
- In Minden überqueren sieben Brücken die Weser, davon drei Straßenbrücken, nämlich die Theodor-Heuss-Brücke mit der Umfahrungsstraße Bundesstraße 65, die Stadtbrücke Minden mit der L 534 und die Nordbrücke (Gustav-Heinemann-Brücke) mit der L 764, eine Eisenbahnbrücke für die Mindener Kreisbahnen, die Glacisbrücke Minden als Fußgängerbrücke und zwei Kanalbrücken des Mittellandkanals, die Alte Kanalbrücke Minden und die Neue Kanalbrücke Minden am Wasserstraßenkreuz Minden. Die älteste hölzerne Weserbrücke in Minden wurde bereits 1232 erwähnt und 1594–1597 durch eine Steinbrücke ersetzt. Diese Steinbrücke wurde 1813 von französischen Truppen gesprengt, später notdürftig repariert und 1871–1874 durch eine Eisenbrücke ersetzt. Am 11. Mai 1915 wurde eine neue Weserbrücke ohne Pfeiler eröffnet, die 1945 gesprengt und bis 1947 wieder instand gesetzt wurde. Ab 1969 wurden zwei neue Straßenbrücken nördlich (Nordbrücke, jetzt Gustav-Heinemann-Brücke) und südlich (B 65) des Stadtzentrums erbaut.

#### Mittelweser
- An der Staustufe Petershagen ist, außer im Winter, die Querung zu Fuß und bedingt (Treppen) mit Rad möglich.
- Die Straßenbrücke (L 770) bei Petershagen wurde 1970 erbaut.
- Bei Schlüsselburg quert die K 1 auf einer Straße im Zuge der 1956 errichteten Staustufe Schlüsselburg die Weser.
- Die Bundesstraße 441 und die B 215 werden zusammen bei Stolzenau durch eine Straßenbrücke über die Weser geführt.
- In Höhe des Ortskerns von Landesbergen führt eine Straßenbrücke über die Weser. Etwas weiter nördlich kann die Staustufe Landesbergen mit Kraftfahrzeugen überquert werden.
- In Nienburg überqueren vier Brücken die Weser, davon zwei Straßenbrücken, eine Eisenbahnbrücke (Bahnstrecke Rahden–Nienburg) und eine Fußgängerbrücke. Die älteste, noch aus Holz erbaute Straßenbrücke wurde 1715–1723 durch eine Steinbrücke ersetzt. Diese Steinbrücke wurde 1903 abgerissen, weil die engen Brückenbögen ein Hindernis für den immer stärker werdenden Schiffsverkehr darstellten. An dieser Stelle wurde 1905 eine Fußgängerbrücke gebaut, die 1945 zerstört und erst 1999 durch eine Neukonstruktion, die Wesertorbrücke, ersetzt wurde. Die neue Straßenbrücke wurde 500 Meter weiter weserabwärts erbaut. Bis zum Bau der Umgehungsstraße 1982 führte über diese die Bundesstraße 6.
- Bei Drakenburg quert die K 2 auf einer Straßenbrücke die Weser an der Staustufe Drakenburg mit Kraftwerk und Bootsschleuse.
- Zwischen Bücken (Stendern) und Eystrup (Düveleistraße) existiert ein Anleger mit Panzerstraße für eine Pontonbrücke.

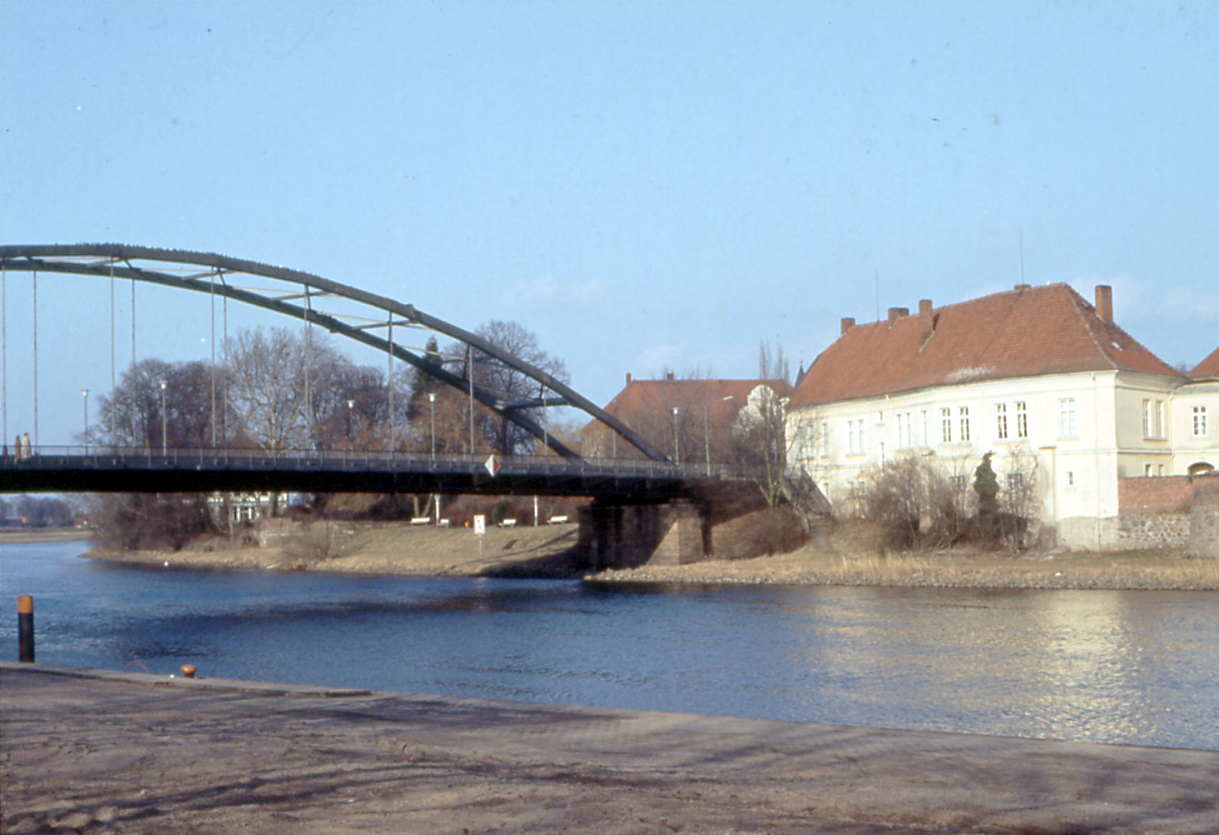
Weserbrücke in Hoya

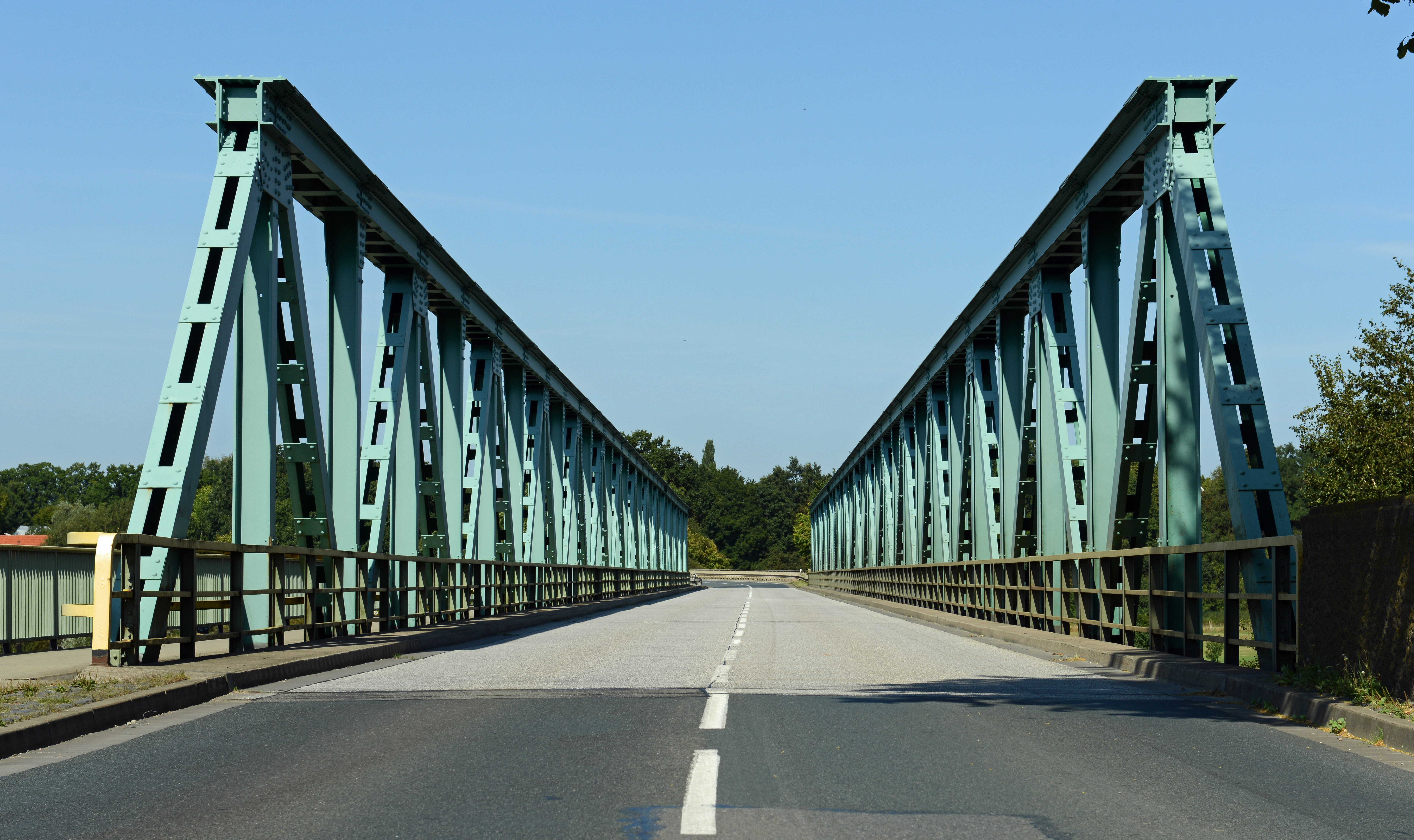
Weserbrücke in Achim-Uesen

- Die Straßenbrücke (L 330) in Hoya entstand 1883 zeitgleich mit der vollspurigen Eisenbahnbrücke der Kleinbahnstrecke Hoya–Eystrup.
- An der Staustufe Dörverden können Radfahrer und Fußgänger zwischen dem 15. März und 15. Oktober die Weser überqueren.
- Die Straßenbrücke (L 203) in Groß-Hutbergen bei Verden wurde 1884 erbaut und war lange Zeit die einzige Weserbrücke im Landkreis Verden.
- Die Straßenbrücke (K 9) im Zuge der Staustufe Langwedel wurde 1958 eröffnet und für leichte Kraftfahrzeuge bis maximal sechs Tonnen freigegeben.
- Die Straßenbrücke (L 156) zwischen Achim-Uesen und Thedinghausen-Werder wurde am 28. August 1928 eröffnet. An dieser Brücke wurden 1966 Szenen von Richard Lesters Antikriegsfilm „Wie ich den Krieg gewann“ gedreht. In dem Film, der hauptsächlich durch die Mitwirkung von John Lennon Popularität erlangte, verkörpert die Ueser Brücke eine Rheinbrücke.
- Es bestehen mehrere Weserquerungen in Bremen:

- Die Eisenbahnbrücke der Bahnstrecke Bremen–Osnabrück, ohne Geh- und Radweg bei Weser-Km 357,200. Diese Brücke liegt auf der Südwestseite der Weser in Niedersachsen.
- Die Autobahnbrücke der A 1 Hansalinie/E 22 bei Arsten (Weser-Km 358,500) von 1962 mit der Verbreiterung von 1978 auf sechs Fahrstreifen. 2008 wurde in beiden Richtungen die Standstreifen aufgegeben zugunsten von nunmehr acht Fahrstreifen. Diese Brücke liegt mit ihrem etwas kürzeren Südwestteil in Niedersachsen und ist von beiden Seiten mit Kraftfahrzeugen nur über bremisches Gebiet anfahrbar; die Landesgrenze verläuft unterhalb der Brücke in der Wesermitte.
- Eine Fußgänger- und Radfahrerquerung über das Weserwehr in Hastedt bei Weser-Km 362,100

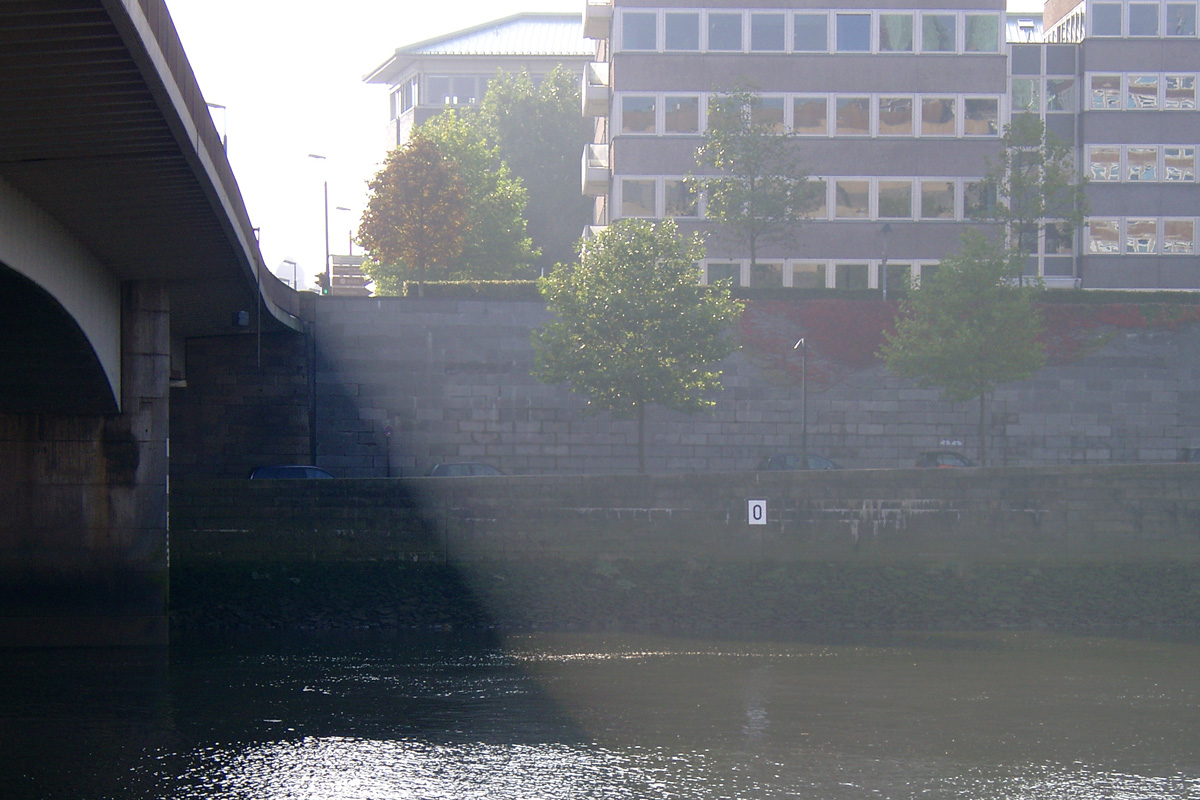
Direkt neben der heutigen Wilhelm-Kaisen-Brücke befand sich bis ins 19. Jahrhundert Bremens einzige Weserbrücke: Unterweser-Km Null

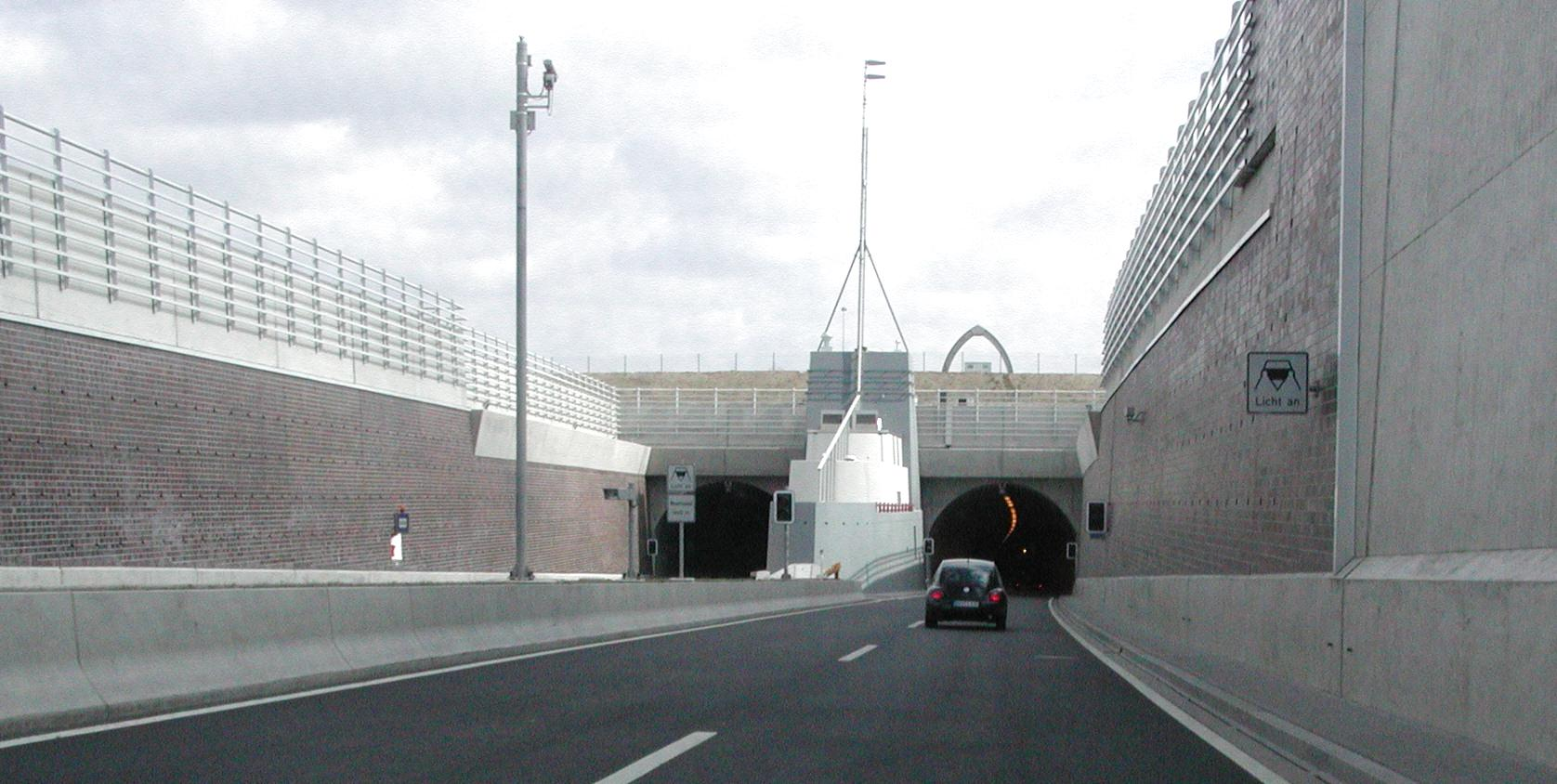
Einfahrt in den Wesertunnel

#### Unterweser
- Die Karl-Carstens-Brücke (bis 1999 offiziell Werderbrücke, umgspr. Erdbeerbrücke), verbindet als Straßenbrücke die Stadtteile Hemelingen und Obervieland (Weser-Km 362,950).
- Die Große Weserbrücke (Wilhelm-Kaisen-Brücke) wurde 1960 eröffnet (Weser-Km 366,670). Über sie führte damals die B 75. Nur 50 m flussabwärts hatte es seit dem Mittelalter Bremens einzige Brücke über die Weser gegeben (erste Erwähnung 1244). Bis Ende des 19. Jahrhunderts musste die kleine Weser, südlich des Teerhofes, 200 Meter flussabwärts versetzt auf der Brautbrücke überquert werden.
- Die 1993 eröffnete Teerhofbrücke als Fußgänger- und Radwegbrücke und die anschließende Brautbrücke (Fuß und Rad, etwas westlich der historischen Brückenstelle) verbinden die Bremer Altstadt und Neustadt miteinander (Unterweser-Km 0,400).
- Die Bürgermeister-Smidt-Brücke wurde 1872/1875 als Bremens zweite Straßenbrücke über die Weser gebaut, sie hieß damals Kaiser-Wilhelm-Brücke. Von 1950 bis 1952 wurde die im Krieg stark beschädigte stählerne Bogenbrücke durch die jetzige Stahl-Balkenbrücke ersetzt (Unterweser-Km 0,625).
- Die 196 m lange Stephanibrücke von 1965 (Überbau oberstrom) bzw. 1967 (Überbau unterstrom) stellt die Verbindung Bremen–Delmenhorst als Kraftfahrstraße (B 6, dann B 75) dar. Die ursprüngliche Westbrücke wurde 1936–1939 an dieser Stelle erbaut und 1944 durch Bomben zerstört. Fuß- und Radverkehr werden hier beiderseits in Höhe der Stahlträger geführt, eine Etage tiefer als der Kraftverkehr (Unterweser-Km 1,250). Dieser Abschnitt der B 6 ist (Straßenverkehrszählung 2005) nach der B 2R in München die meistbefahrene Bundesstraße Deutschlands (knapp 100.000 Fahrzeuge pro Tag).
- Die Eisenbahnbrücke der Bahnstrecke Bremen–Oldenburg, die letzte Weserbrücke und bis zum Bau des Wesertunnels Dedesdorf die letzte feste Weserquerung, wurde 1867 errichtet, im März 1945 zerstört und bis zum Dezember 1946 wieder notdürftig repariert. Im Mai 1962 ersetzte eine neue Fachwerkbrücke das eingleisige Provisorium aus der unmittelbaren Nachkriegszeit (Unterweser-Km 1,3759).
- Zwischen Bremen-Seehausen und der anderen Weserseite ist der Wesertunnel Bremen im Zuge der A 281 in Bau, wodurch der Autobahnring um Bremen geschlossen werden soll.

- Der Wesertunnel Dedesdorf–Kleinensiel wurde 2004 im Vorgriff einer möglichen Verlängerung der A 22 fertiggestellt. Die Fähre Dedesdorf–Kleinensiel wurde bei Tunneleröffnung eingestellt (Unterweser-Km 52).

### Eisenbahnstrecken am Weserlauf
Im Gegensatz zum (Mittel- und Ober-) Rhein, dessen Flusslauf auf weiten Strecken beidseitig von Eisenbahnstrecken begleitet wird, gibt es entlang der Weser keine durchgehende Eisenbahnlinie. Das Tal der Oberweser war wirtschaftlich weniger interessant und durch seine Grenzlage für die Königlich Hannöverschen Staatseisenbahnen keine Alternative zur Hannöverschen Südbahn durch das Leinetal. Trotzdem fehlte an einer durchgehenden Bahnverbindung Kassel–Holzminden durch das untere Diemel- und Wesertal nur der Kilometer zwischen den damals zwei Karlshafener Bahnhöfen (der Carls- und Sollingbahn). Auch im westwärts laufenden Talabschnitt unterhalb von Hameln gibt es eine Wesertalbahn (Richtung Rinteln). An der Mittelweser existiert ein durchgehender Schienenweg, bestehend aus Teilen der Strecken Hannover–Bremen und Minden–Rotenburg (–Hamburg). Parallel zur Unterweser gibt es beidseits Bahnstrecken, teilweise in mehr als 10 km Abstand vom Fluss, da der weiche Marschboden keinen geeigneten Untergrund für Bahntrassen ermöglichte. Wesernahere Lokalbahnen haben dort keinen Personenverkehr mehr oder wurden ganz abgebaut.
Folgende Teilabschnitte meist kreuzender Bahnstrecken verlaufen im Bereich des Flusses:
- Strecke: Northeim–Ottbergen, Teilstück Bodenfelde–Wehrden mit Halt in Bodenfelde, Bad Karlshafen und Lauenförde–Beverungen („Sollingbahn“)
- Strecke: Langeland–Kreiensen, Teilstück Godelheim–Holzminden mit Halt in Godelheim, Höxter, Lüchtringen und Holzminden („Egge-Bahn“)
- Strecke: Paderborn–Altenbeken–Bad Pyrmont–Hannover (Hannoversche S-Bahn, „Altenbeken–Hannover“)
- Strecke: Vorwohle–Bodenwerder–Emmerthal, Teilstück Bodenwerder-Linse–Bodenwerder-Kemnade („Vorwohle-Emmerthaler Eisenbahn“), Museumsverkehr
- Strecke: Hildesheim–Löhne, Teilstück Hameln–Bad Oeynhausen mit Halt in Hameln, Hessisch Oldendorf, Rinteln, Vlotho und Bad Oeynhausen Süd („Weserbahn“ *)
- Strecke: Osnabrück/Dortmund–Hannover, Teilstück Bad Oeynhausen–Minden mit Halt in Bad Oeynhausen, Porta Westfalica und Minden („Bahnstrecke Hamm–Minden“)
- Strecke: Minden–Nienburg–Rotenburg (Wümme), Teilstück Minden–Nienburg–Verden mit Halt in Minden, Petershagen-Lahde, Leese–Stolzenau, Nienburg, Eystrup, Dörverden sowie Verden („Bahnstrecken Minden–Nienburg“ und „Verden–Rotenburg“)
- Strecke: „Hannover–Bremen“, Teilstück Nienburg–Bremen mit Halt in Nienburg, Eystrup, Dörverden, Verden, Langwedel, Etelsen, Baden, Achim und Bremen
- Strecke: „Bremen–Nordenham“ Teilstück Hude–Nordenham mit Halt in Berne, Elsfleth, Brake, Rodenkirchen, Kleinensiel und Nordenham

(*) nicht zu verwechseln mit „Weserbahn“ als historischem Namen der Bahnstrecke Bremen–Oldenburg

## Weserinseln und Nebenarme

### Ober- und Mittelweser
- Am Zusammenfluss von Werra und Fulda zur Weser befinden sich in Hann. Münden die Flussinseln Tanzwerder (mit dem Weserstein) und Doktorwerder.

- Die beiden Weserinseln Schleusenwerder und Werder in Hameln sind zusammen 800 m lang. Auf den Inseln befinden sich Gebäude, die gastronomisch genutzt werden, und eine Schleusenanlage. Bis zum Ende des Zweiten Weltkrieges arbeiteten dort zwei Getreidemühlen (Fabriken).

- In Minden wird 2019 die Stadtblänke Minden geschaffen, die dem Biotop- und Hochwasserschutz dient.

- Bei Landesbergen befindet sich in Höhe der Staustufe eine Weserinsel.

### Unterweser und Außenweser

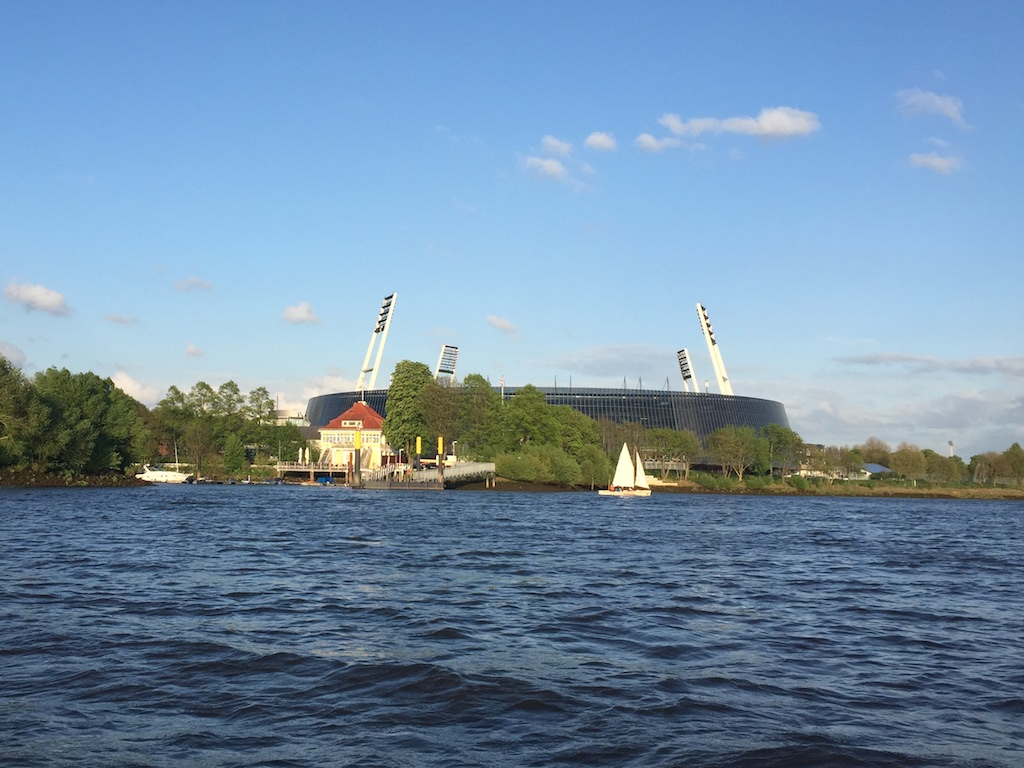
Weserstadion mit Segelverein Weser

- Der Peterswerder in Bremen bestand aus zwei kleinen Inseln im rechten Deichvorland, wo heute das Weserstadion steht und damals der Sommerdeich der Pauliner Marsch auf den Eisenrads Deich stieß, der flussaufwärts dieser Stelle weiter landeinwärts als der heutige Osterdeich verlief und an der Grenze zu Hastedt an die Bremer Düne anschloss.

- Gegenüber von Pauliner Marsch und Peterswerder liegt der 4,3 km lange Stadtwerder. Er ist keine echte Insel, denn schon seit Jahrhunderten war vom südlichen Weserarm Kleine Weser im oberen Teil nur eine Flutrinne übrig. Der Werdersee mit der unzugänglichen Vogelinsel wurde nach der Sturmflut 1962 als Flutrinne neu ausgehoben. Der Erdaushub wurde zur Aufschüttung des Friedhofes Huckelriede verwendet. Nachdem beim Januarhochwasser 1981 die Bewährungsprobe mit der Ableitung des Schmelzhochwassers durch den oberen Teil der Flutrinne wegen fehlerhafter Auslegung gescheitert war, wurde sie vergrößert und der Werdersee verlängert und außerdem der Stadtwerder auf der Südseite durch einen neuen Sommerdeich geschützt. Der naturähnlich angelegte Werderseezuleiter für die Frischwasserzufuhr aus der Mittelweser führt durch den Stadtwerder. Auf dem Stadtwerder liegen die Hochschule für Nautik, mehrere Kleingartengebiete sowie Strandbäder an der Weser und am Werdersee.

- In Bremen wurde im Lauf des Mittelalters der schmale flussabwärtige Teil des Stadtwerders durch Verteidigungsgräben zwischen Weser und Kleiner Weser abgetrennt. So entstanden die Inseln Brautwerder mit der Bastion „Braut“ und flussabwärts daran anschließend der Teerhof, im Mittelalter Werftgelände. Heutzutage ist dieses Gebiet wieder mit dem Stadtwerder verbunden. Auf dem Teerhof steht, nur von der Bürgermeister-Smidt-Brücke von seiner Spitze getrennt, die Neue Museum Weserburg, eines der größten Museen für Gegenwartskunst in Deutschland.

- Zwischen der Stephanibrücke und der Einmündung des Hohentorshafens in Bremen befindet sich in etwa der Mitte des Flusses ein knapp 1 km langer und bis zu 7 m breiter künstlich aufgeschütteter Wall, der inzwischen vegetationsbestanden ist. Auf diesem Wall befinden sich je ein Pfeiler der Stephanibrücke und einer Eisenbahnbrücke der Bahnstrecke Bremen–Oldenburg. Um den Zeitpunkt der Tidenspitze ist dieser Wall manchmal leicht überflutet und lediglich die Vegetation ragt aus der Weser.

- Eine kleine und nicht bebaute Weserinsel befindet sich in Bremen zwischen dem Kap-Horn-Hafen und dem Wendebecken Neustadt. Zur Reduzierung des Bewuchses wird die Insel im Sommer von Ziegen beweidet, weshalb sie von der Lokalpresse inzwischen als „Ziegeninsel“ bezeichnet wird.[83] Anfangs war dies lediglich eine Halbinsel, was jedoch zu erheblichen Ablagerungen von Sedimenten in der Hafeneinfahrt führte. Seit dem Durchstich hat sich dieses Problem erledigt. Die Insel ist jedoch weiterhin mit einer Spundwand mit der Landschaft am Lankenauer Höft verbunden.

- Gegenüber liegt die mit Pappeln bestandene Werftinsel (Shipyard Island), eine Insel, die wenige Jahre vor der Schließung der Werft AG Weser nach Durchstich aus der Hafenmole des Werfthafens entstand.

- Bis zum Bau des Huntesperrwerks 1967–1969 war die Westergate ein bedeutender linker Nebenarm der Weser, in den die Hunte mündete. Von den zwischen Hauptstrom und Westergate gelegenen Inseln ist diejenige namens Weserdeicher Sände immer noch eine echte Insel. Der Elsflether Sand vor Elsfleth ist seither eine Halbinsel, die vom Weserdeich und einem 3,1 km langen Radweg durchzogen wird. Sie ist über den Weserdeich und das Huntesperrwerk zugänglich.

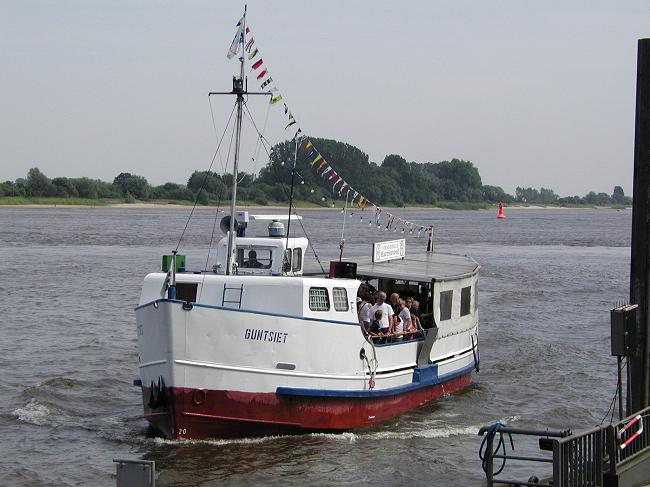
Fähre Guntsiet zwischen Brake und der Insel Harriersand

- Harriersand gegenüber Brake-Harrien ist etwa 11 km lang und damit die längste Insel der Weser. Sie liegt östlich des Hauptstroms und ist durch den Rechten Nebenarm vom Hammelwarder Sand getrennt, einer ehemaligen weiteren Weserinsel, heute nur noch zwischen Winterdeich und Sommerdeich gelegenes Vorland der Osterstade genannten Marsch am rechten Weserufer. Der Harriersand ist seit dem Jahr 1830 besiedelt. Vor der zweiten Weserkorrektion 1924–1932 bestand sie noch aus sieben kleinen, voneinander getrennten Inseln. Harriersand ist von Brake aus mit der Personenfähre Guntsiet und von Rade aus über eine Straßenbrücke zu erreichen. Diese Insel hat lediglich einen Sommerdeich auf der Nordseite und auf der Südseite einen der wenigen naturbelassenen Sandstrände an der Weser. Die Häuser liegen wie die Hallighäuser auf einer kleinen Hauswarft. Diese werden bei jeder stärkeren Sturmflut zu Miniinseln.

- Vor dem Ort Rodenkirchen (Gemeinde Stadland) liegt westlich des Hauptstroms die Strohauser Plate. Sie ist vom Stadland auf dem linken Weserufer durch den Weserarm Schweiburg getrennt. Die als Natura-2000-Gebiet geschützte Weserinsel dehnt sich in Nord-Süd-Richtung über 6 km und in Ost-West-Richtung an der breitesten Stelle über 1,3 km aus und darf nur im Rahmen von geführten Exkursionen betreten werden.

- Die ehemalige Flussinsel „Tegeler Plate“ im Deichvorland bei Dedesdorf dient als ökologische Kompensationsfläche für das Containerterminal III in Bremerhaven. Zu dem Zweck wurde der Sommerdeich aus den 1920er Jahren teilweise wieder abgetragen.[84] Der alexandrinische Geograf Claudius Ptolemaeus erwähnte in seiner Schrift Γερμανίας Μεγάλης θέσις (Germanias Megalis Thesis, „Karte Großgermaniens“) an der Wesermündung den Ort Τεκελία (Tekelía).[85]
- Die ehemalige Flussinsel „Luneplate“ bei Bremerhaven wurde eingedeicht und gehört nun zum Festland. Sie war bis dahin die größte Insel in der Weser. Der 1924/25 angelegte Deich wurde in den 1970er Jahren verstärkt, und die Luneplate sollte Gewerbegebiet werden. 2003/04 wurden große Teile wieder vernässt als ökologische Ausgleichsmaßnahme für den Ausbau des Containerterminals IV im Norden von Bremerhaven. Normale Tiden strömen jetzt durch Sieltore bis zum alten Deich. Der neue Deich dient nur noch dem Schutz vor schweren Hochwassern.[86]

- Die kleinen, künstlich in der Außenweser angelegten Inseln Langlütjen I und Langlütjen II bei Nordenham-Blexen wurden in den Jahren 1876 bis 1880 als kaiserliche Forts ausgebaut. Während beider Weltkriege wurden die Bollwerke mit starken Abwehrgeschützen versehen. Von September 1933 bis Januar 1934 befand sich auf Langlütjen II ein Konzentrationslager. Sie bildeten das Pendant zu den nicht mehr existierenden Weserforts Brinkamahof bei Bremerhaven-Weddewarden.

- Brinkamahöft vor Weddewarden, ebenfalls mit einem kleinen Fort, wurde im Zuge des Ausbaus des Containerterminals IVa eingeebnet und in die Hafenfläche einbezogen.

- Tegeler Plate (namensgleich mit der ehemaligen Unterweserinsel bei Dedesdorf) und Robbenplate sind Sandbänke, also Wattflächen, zwischen den beiden Armen der Außenweser. Kleine Teilflächen sind im Sommer durchweg trocken und dienen den Robben als Ruhefläche und Kinderstube für die Heuler.